# Freilichtmuseum Roscheider Hof

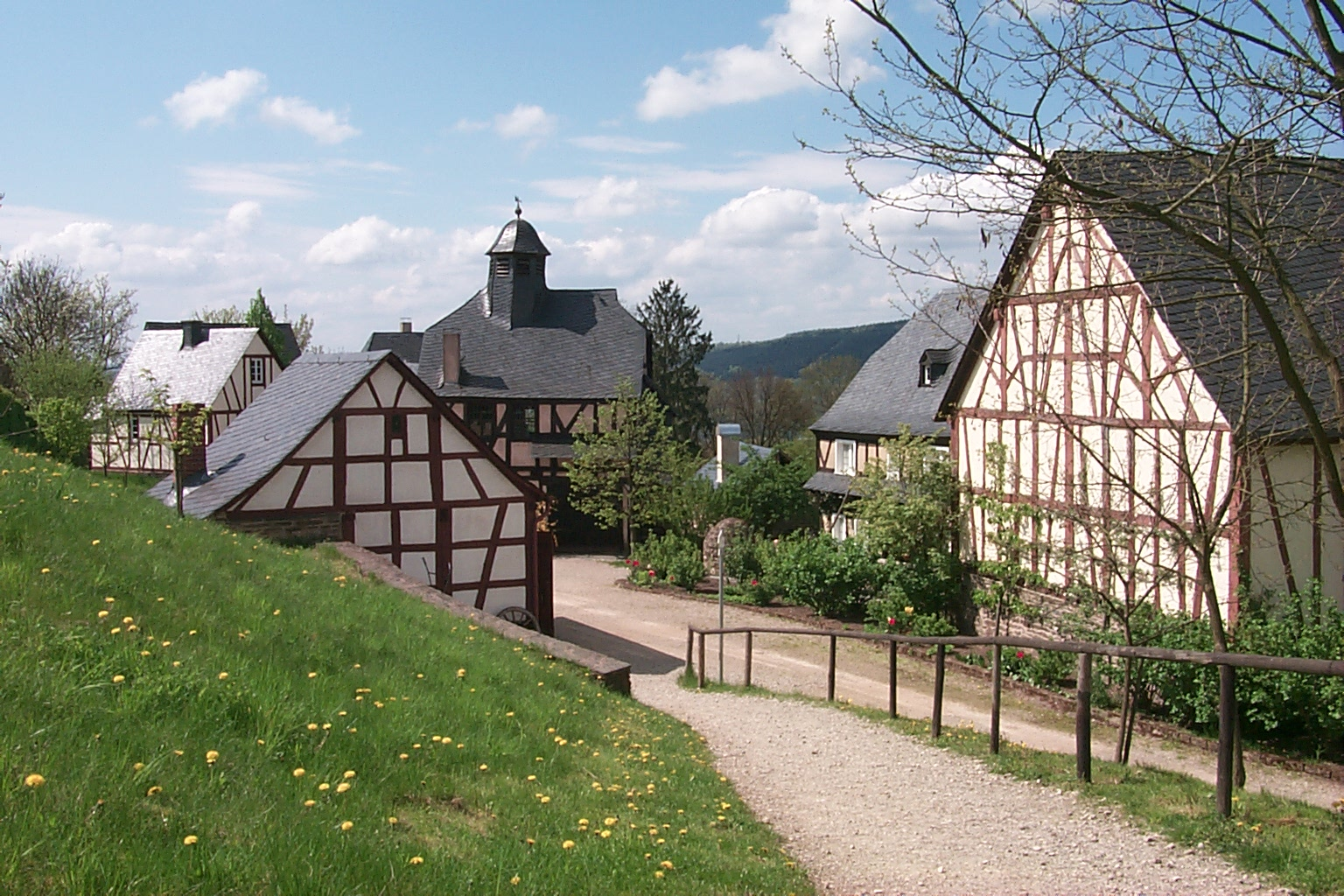
Der Hunsrückweiler im Freigelände, links vorne die Schmiede, das Haus mit dem Türmchen ist das Rathaus

Das Freilichtmuseum Roscheider Hof ist ein 1976 gegründetes Freilichtmuseum in Konz (Landkreis Trier-Saarburg, Rheinland-Pfalz). Das Museum befindet sich auf einer Anhöhe über dem Moseltal im Stadtteil Konz-Roscheid an der Gemarkungsgrenze zu Trier. Seine Aufgabe ist die Darstellung der Volkskultur der Region um Mosel und Saar, wozu Eifel, Hunsrück und das Saarland ebenso gehören wie Teile Luxemburgs und Lothringens. Es zählt mit 4000 Quadratmetern Ausstellungsfläche und 22 Hektar Freigelände zu den größten deutschen Volkskundemuseen. Träger des Museums ist der Verein Volkskunde- und Freilichtmuseum Roscheider Hof, Konz e. V. mit etwa tausend Mitgliedern. Lage:
49° 42′ 17″ N, 6° 35′ 50″ O

## Geschichte

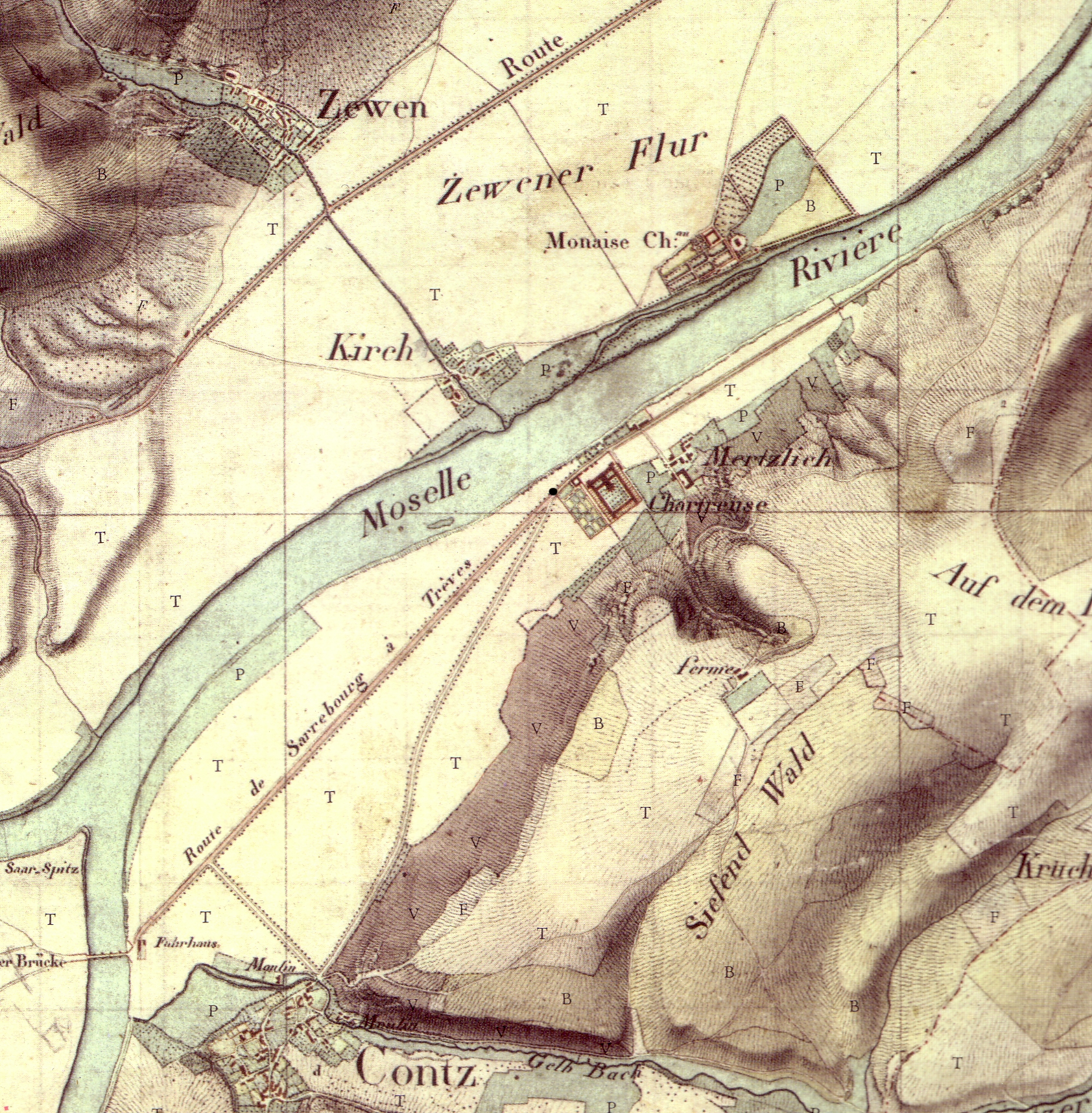
Die Gebäude des Roscheider Hofs (als „ferme“ bezeichnet) unterhalb der Kartause und des Ortes Mertzlich (heute Konz-Karthaus) in der Tranchot-Müffling-Karte von 1820

Die erste Nennung des Hauptgebäudes des Roscheider Hofs befindet sich in einer Urkunde der Benediktinerabtei St. Matthias in Trier. 1330 verkaufte die Abtei eine Rente und verpfändete zur Sicherheit unter anderem ihren Hof Roscheid. Eine zweite Erwähnung folgte 21 Jahre später. In der ältesten erhaltenen Pachturkunde vergab der Konvent 1448 den Hof Roscheid mit Feldern, Wiesen, Wäldern und allem Zubehör auf 18 Jahre an Johann von Konz und seine Frau Else. Die Namen aller nachfolgenden Pächter sind bis zum letzten Pachtvertrag von 1793 überliefert. Der Hof bestand aus zwei sich gegenüberliegenden Gebäuden. Das Gebäude auf der nordöstlichen Seite mit Wohnteil, Vieh- und Pferdestall ist im noch bestehenden Gebäudeteil des Vierseithofs erhalten. Bei Renovierungsarbeiten kamen 1978 einige Funde zu Tage, die eine Datierung auf das frühe 16. Jahrhundert und früher nahelegen.
1794 ging mit dem Einmarsch französischer Revolutionstruppen das feudalistische Zeitalter auch in Kurtrier zu Ende. Der Roscheider Hof wurde als enteignetes Klostergut 1802 dem französischen Staat zugeschlagen und am 7. März 1805 vom Saarburger Nikolaus Valdenaire für 8500 Franc ersteigert. Valdenaire, ein französischer Soldat, hatte in eine ansässige Familie eingeheiratet. Er war eine einflussreiche Persönlichkeit mit von der französischen Revolution beeinflussten Ideen. Er erweiterte das seit drei Jahrhunderten nur wenig veränderte Gut und errichtete den für das Trierer Land ungewöhnlichen Vierseithof in seiner heutigen Form. Die Nebengebäude des äußeren Hofs entstanden erst später.

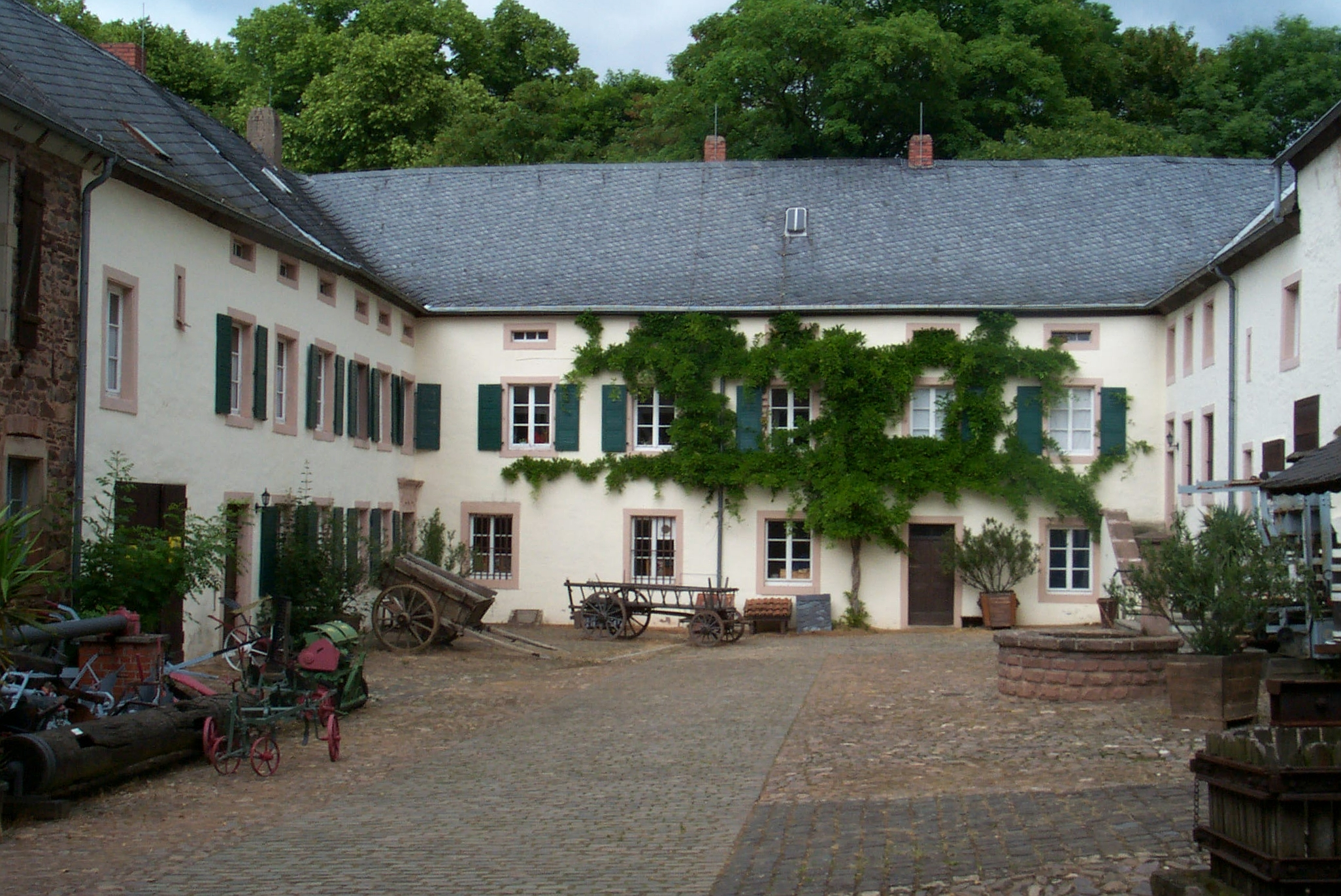
Der Innenhof des Valdenairschen Vierseithofs

Nach dem Tod Valdenaires im Jahre 1849 zeigte sein mit Karl Marx befreundeter Sohn Viktor Valdenaire am Hof wenig Interesse. Ein Verkauf des Hofs gelang jedoch erst 1864. Später wurde mit staatlicher Unterstützung eine Ackerbauschule im Roscheider Hof etabliert. Diese wurde 1871 nach Saarburg verlegt. Nach mehrmaligem Besitzerwechsel wurde der Hof mit den dazugehörenden Ländereien 1909 vom königlich-preußischen Fiskus erworben und in der Folge als Staatsdomäne geführt. Nach dem Zweiten Weltkrieg ging diese auf das Land Rheinland-Pfalz über. Der letzte Leiter der Staatsdomäne, Edgar Studt, unterstützte die Idee des Freilichtmuseums, um den Betrieb aus den überalterten Baulichkeiten in einen rationellen Neubau verlegen zu können. Dazu kam es nicht mehr, da die Stadt Konz am 9. Juni 1969 den Roscheider Hof für 2.500.000 DM von der Landesdomänenverwaltung mit dem Ziel erwarb, auf 150 Hektar Fläche den neuen Stadtteil Konz-Roscheid zu bauen. Das Hofgebäude war mit einer Fläche von 20 Hektar für ein Freilichtmuseum vorgesehen.

## Entstehung des Museums

### Geschichte

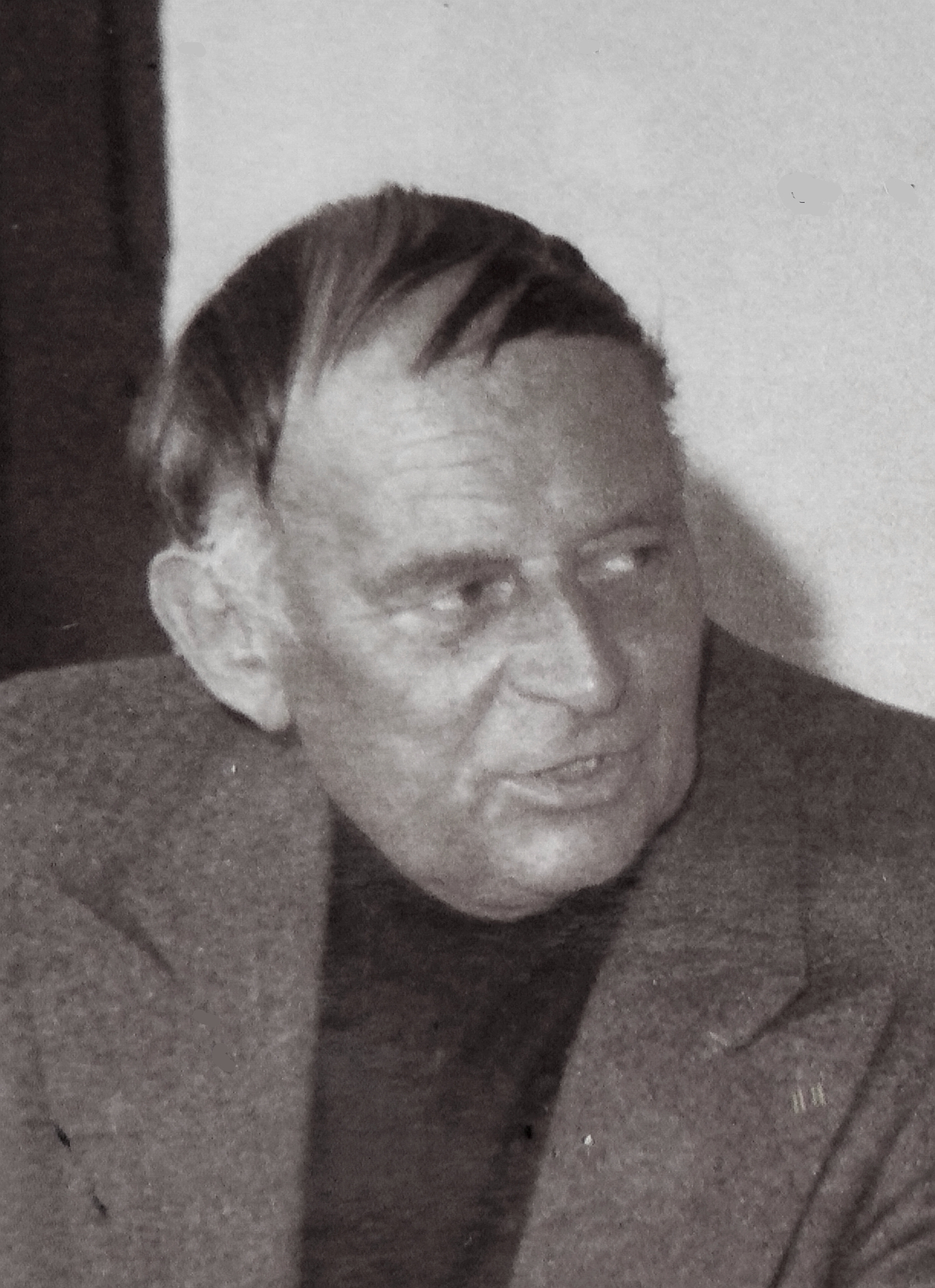
Rolf Robischon, Architekt, Bauforscher und Museumsgründer

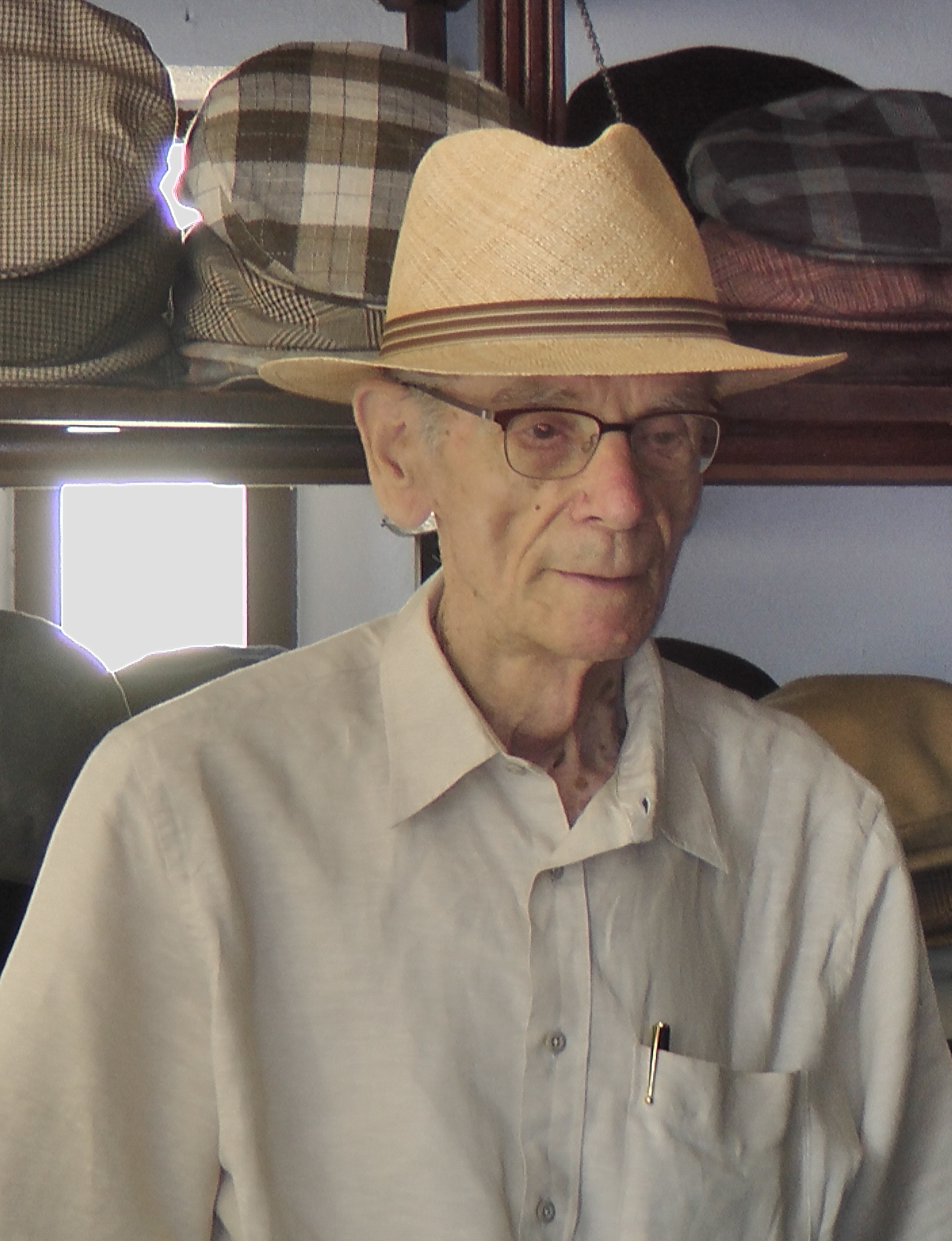
Ulrich Haas im Mai 2015

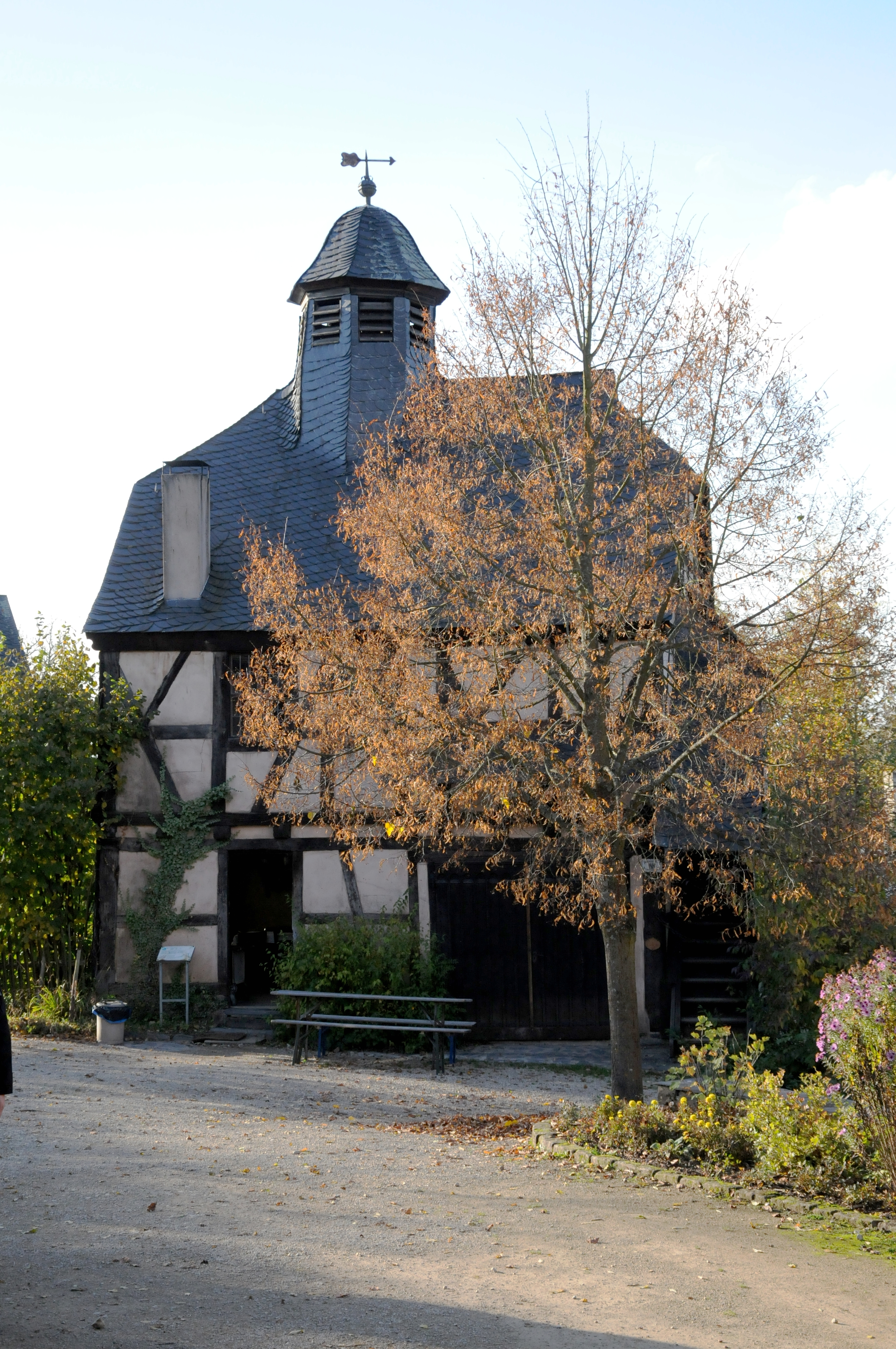
Das Rathaus aus Gödenroth, das erste in das Museum übertragene Gebäude mit seinem Hausbaum

Nachdem über zehnjährige Bemühungen, das zentrale Freilichtmuseum für Rheinland-Pfalz in Konz zu etablieren, fehlgeschlagen waren, wurde der Trägerverein des zukünftigen Museums am 12. Juni 1973 im Sitzungssaal des Konzer Rathauses gegründet. Dies geschah auch als Trotzreaktion, nachdem durch den damaligen Ministerpräsidenten Helmut Kohl am 15. Mai 1971 verfügt worden war, alle Initiativen hinsichtlich eines Freilichtmuseums auf dem Roscheider Hof einzustellen.
Das Museum entstand auf Initiative von Einzelpersonen und mit Unterstützung einiger kommunaler und regionaler Entscheidungsträger. Treibende Kraft war Rolf Robischon, Architekt, Bauforscher und Professor an der Bauschule Trier (heute Hochschule Trier). Ab 1975 wurde gesammeltes Museumsgut in Räumen des Hofgebäudes, das im Vorgriff instand gesetzt wurde, gelagert. Zwischen 1975 und 1976 wurde ein erstes Haus übertragen, das Rathaus aus Gödenroth. Im Hofgebäude wurden acht Räume mit Sammlungsgegenständen eingerichtet und das Museum konnte in bescheidener Ausstattung am 17. Juli 1976 im Beisein des damaligen Kultusministers Bernhard Vogel eröffnet werden.
Die ältesten Museumsräume befinden sich hinter dem Eingang aus dem Innenhof des Hofgebäudes. Ein sogenannter Tante-Emma-Laden aus der ersten Hälfte des 20. Jahrhunderts, Schulräume und Webkammer befinden sich heute noch fast im Zustand der Ersteinrichtung. Ein Friseursalon und eine Dorfkneipe sind mittlerweile in die Ladengasse und die alte Küche in das Saargauhaus umgezogen. Heute befindet sich in diesem Bereich die Ausstellung Kinderwelten.
Rolf Robischon war in der ersten Aufbauphase bis 1985 Museumsleiter. Für seine Verdienste, die er sich bis zu seinem Tod 1989 erwarb, wurde ihm von der Stadt Konz das Ehrenbürgerrecht verliehen.
Von 1985 bis zu seinem Tod im Dezember 2015 war Ulrich Haas der ehrenamtliche Leiter des Museums. Zuvor war er bis zu seiner Pensionierung Leiter eines Industriebetriebs. Er widmete sich verstärkt der Vollendung des Hunsrückweilers, dem Moseldorf und vor allem dem Ausbau des Hofgebäudes zum Ausstellungsgebäude. Dies war jedoch bis Ende der 1980er-Jahre an einen landwirtschaftlichen Betrieb verpachtet, wodurch sich der Ausbau verzögerte. Im November 2008 konnte der letzte Teil des Hofgebäudes, eine große Scheune, vom Museum übernommen werden. 1996 wurde das Museumsgelände eingezäunt, um weitere Schäden durch spielende Kinder und Wildschweine zu verhindern.

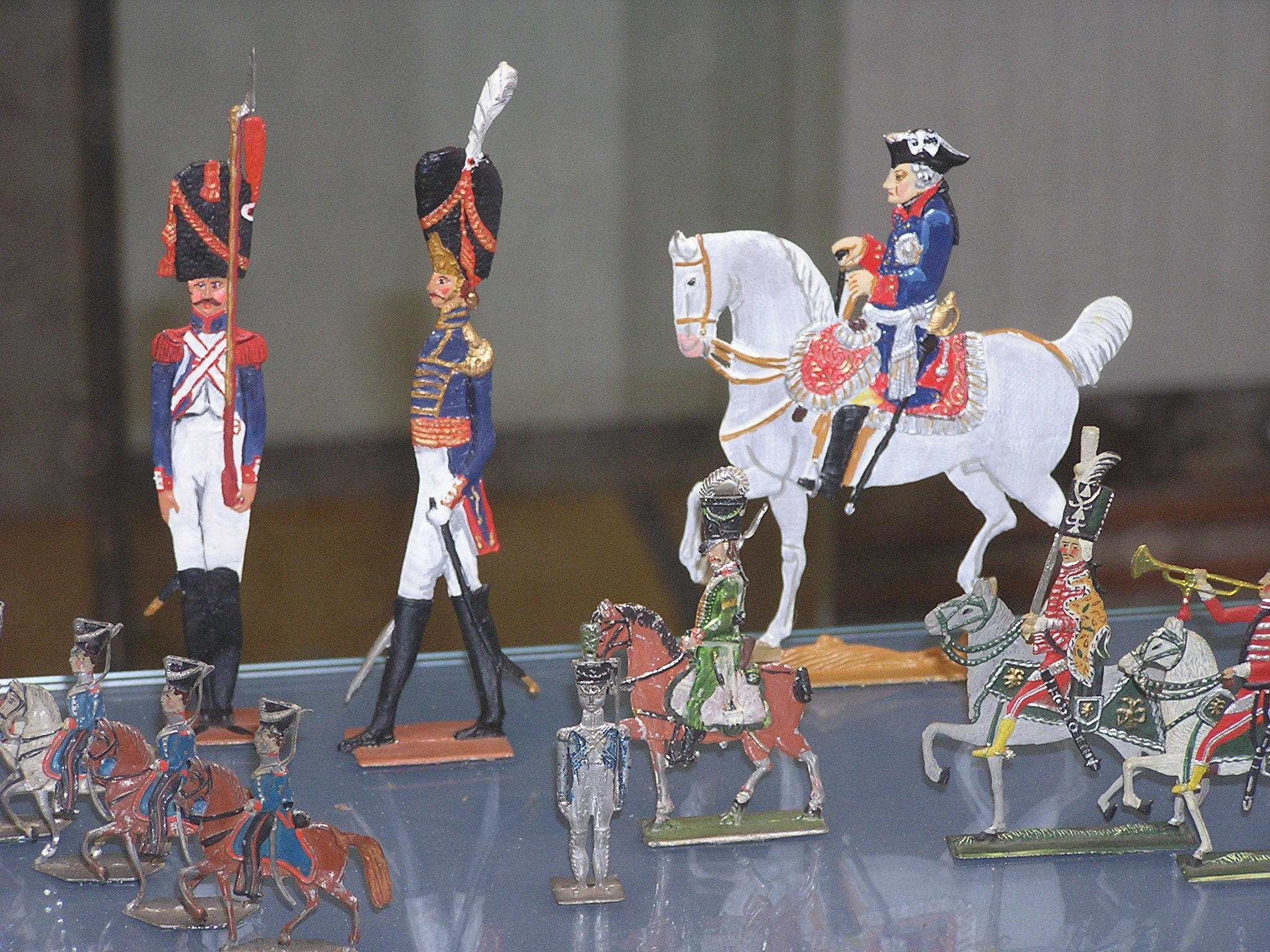
Eine kleine Welt in Zinn
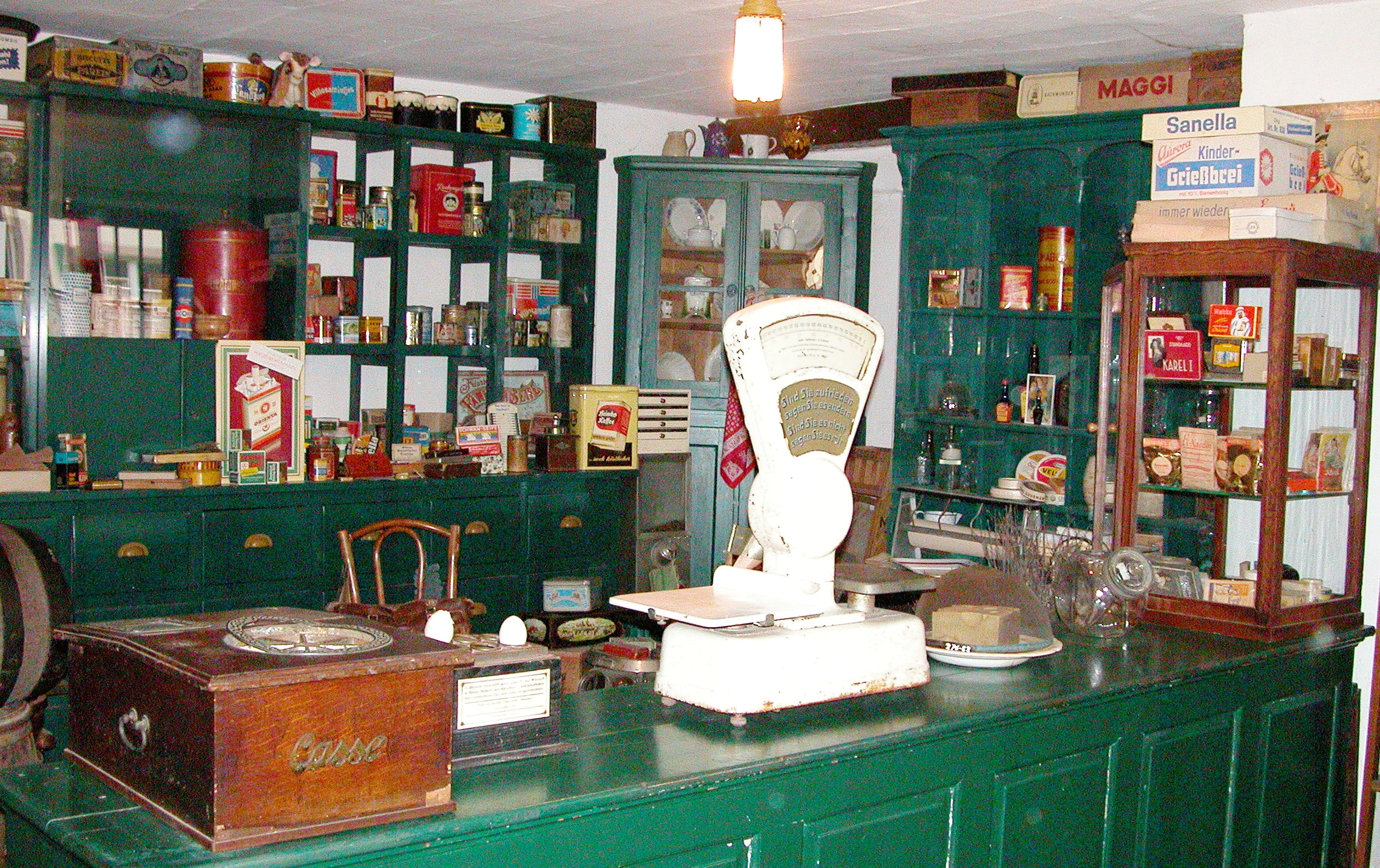
Tante-Emma-Laden im Ausstellungsgebäude, der älteste Teil des Museums
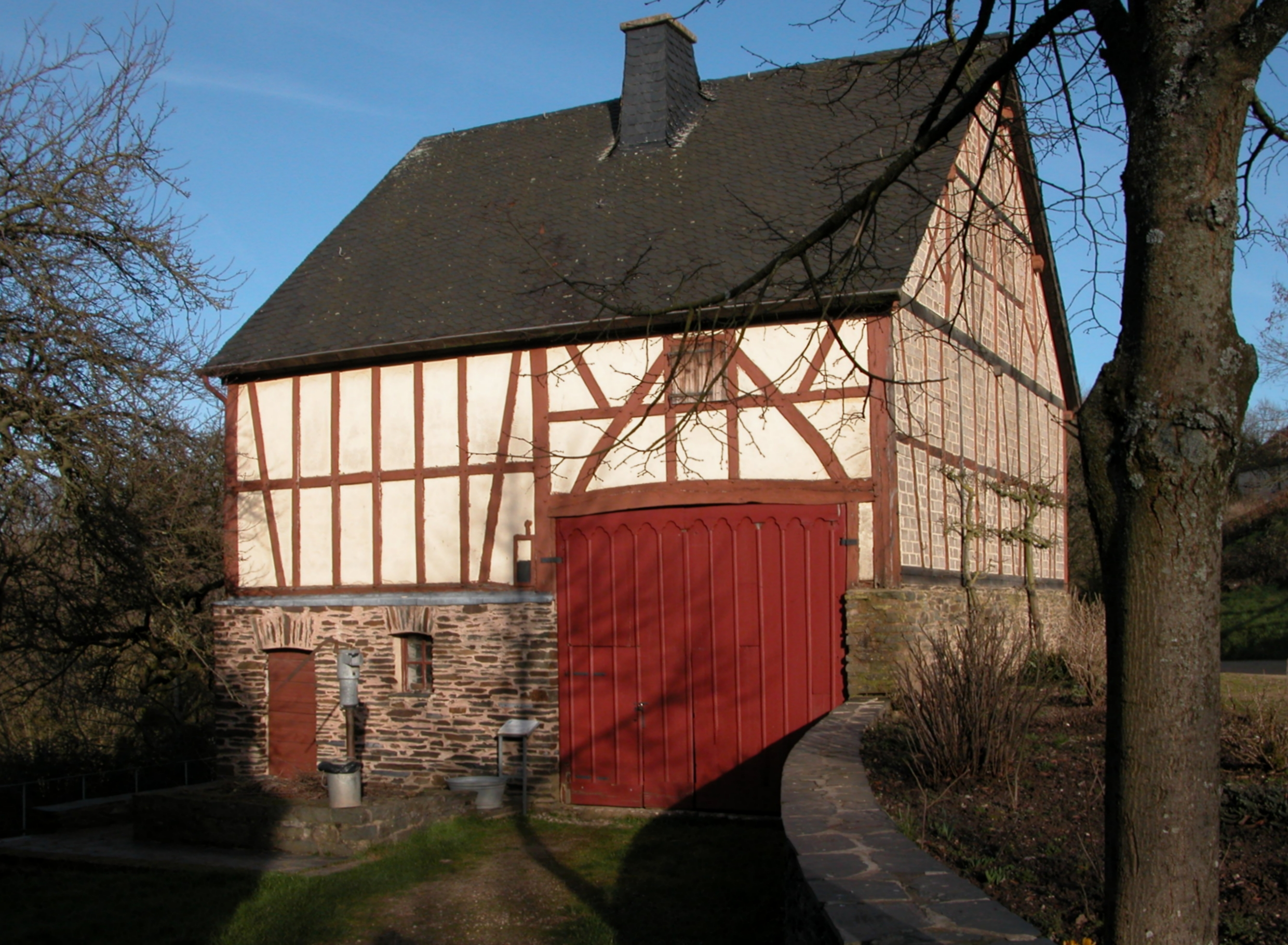
Stallscheune aus Irmenach
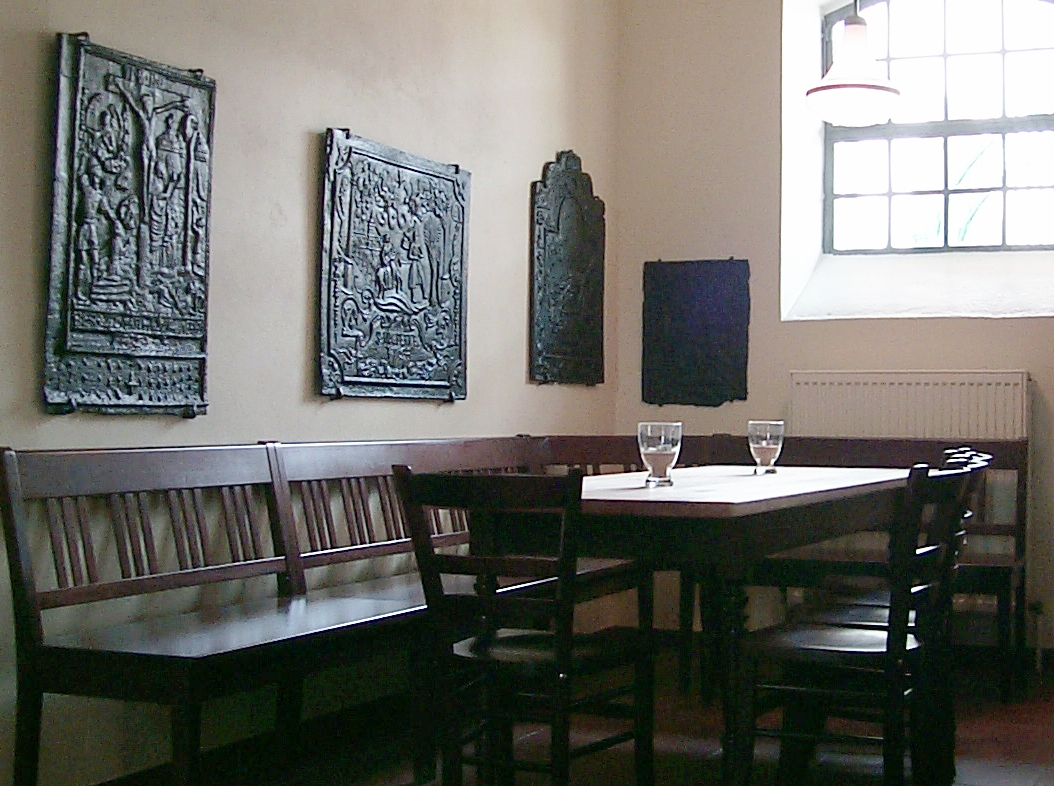
Takenplatten im Museumsrestaurant

In den folgenden Jahren wurden weitere Räume für thematische Ausstellungen erschlossen. Im Hunsrückweiler entstanden ein Backhaus und eine Schule sowie die ersten Häuser der Baugruppe Mosel. Im Ausstellungsgebäude wurden in dieser Zeit zwei Ladengassen und die Zinnfigurenausstellung eingerichtet sowie mehrere Spielzeugsammlungen ausgestellt. In einem modernen Ausstellungsgebäude wurde eine Ausstellung zum Leben im Wald und in einem ehemaligen Güterschuppen eine Ausstellung zum Eisenbahnknotenpunkt Konz eingerichtet.
Am 11. Juni 2006 beschloss der Stadtrat einstimmig, Ulrich Haas für seinen Einsatz als Museumsleiter ebenfalls das Ehrenbürgerrecht der Stadt Konz zu verleihen.
Im März 2016 wurde Helge Klaus Rieder von der Mitgliederversammlung des Museumsvereins zum ersten Vorsitzenden des Trägervereins gewählt. Seit Herbst 2019 ist Ursula Ninfa hauptamtliche Geschäftsführerin des Museums.

### Konzeption und Aufbau

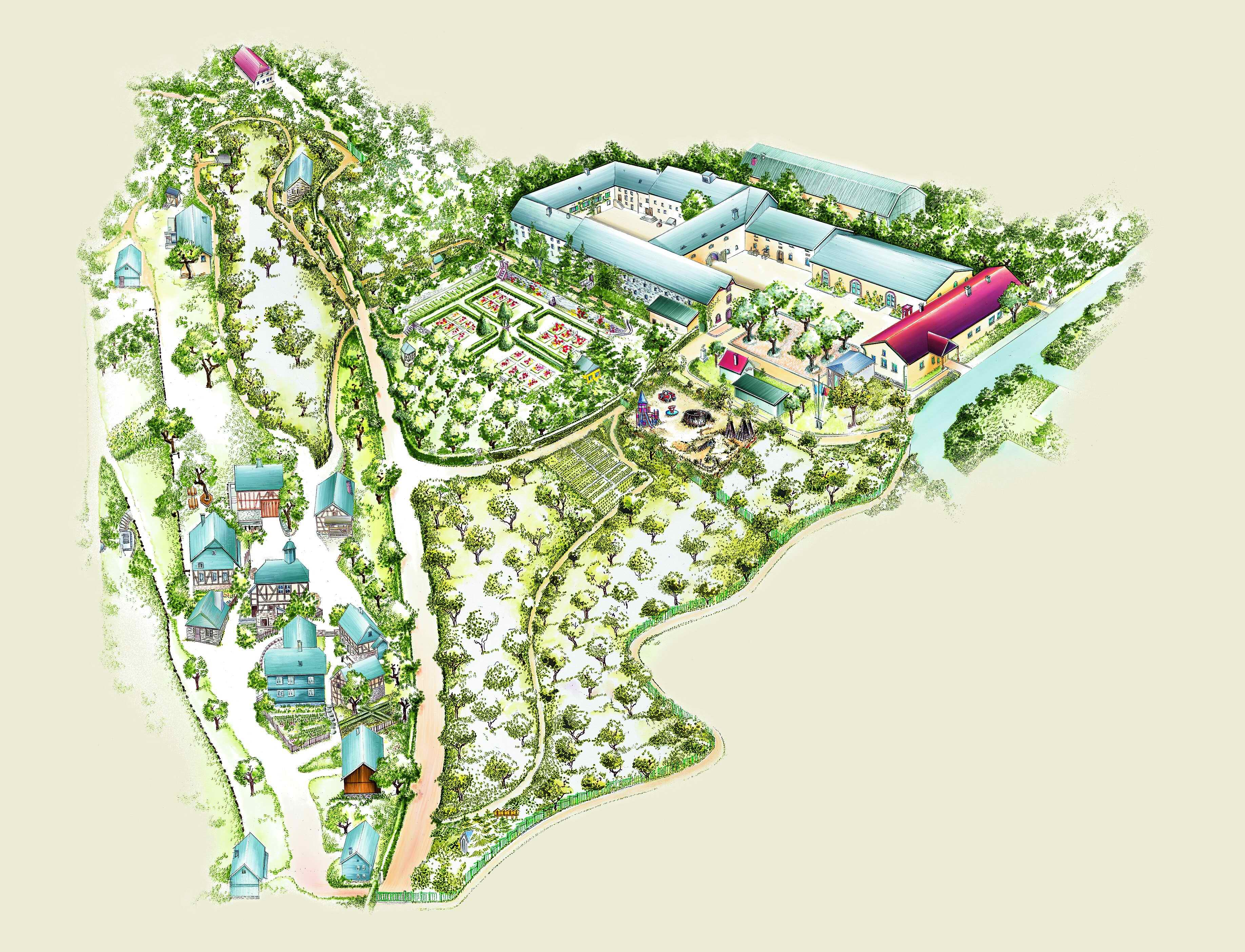
Museumsplan

Das Museum besteht 2008 aus einem Vierseithof, der als Ausstellungsgebäude und Restaurant genutzt wird. Weitere Teile des Museums sind ein Hunsrückdorf mit elf Gebäuden, ein Moseldorf im Aufbau, ein Wald- und Holzmuseum in einem modernen Ausstellungsgebäude, ein Grenzsteinmuseum, mehrere Gärten, zwei Kapellen, Streuobstwiesen, Ackerbauflächen, ein Kinderspielplatz und eine Ölmühle, die eine etwa zwei Kilometer entfernte Außenstelle bildet.
Grundlegende Idee ist die Darstellung der verschiedenen Lebenswelten im ländlichen Raum, die von Tagelöhnern über Bauern und Winzer bis zu eher dörflichen Berufen wie Handwerker, Zahnarzt und Apotheker reichen. Ähnliches gilt für die Wohnverhältnisse. Der zeitliche Kern umfasst dabei die Zeit von 1860 bis 1960, auch wenn einige Exponate deutlich älter sind. So wurden zwei gegenüberliegende Fachwerkhäuser im Stil von 1870 und 1950 eingerichtet. Drei verschiedene Tante-Emma-Läden zeigen die Entwicklung im Einzelhandel in einem vergleichbaren Zeitraum. Eine Besonderheit für Freilichtmuseen ist der Bereich der Kinderwelten, in der drei Spielzeugsammlungen und eine Ausstellung von Zinnfiguren integriert sind. Das Museum veröffentlicht in seiner Schriftenreihe Monographien und zum Jahresende für seine Mitglieder die Roscheider Blätter.
Die knappen finanziellen Mittel erlaubten es nicht, einem definierten Aufbauplan zu folgen. Vielmehr mussten günstige Gelegenheiten genutzt werden, Gebäude und Museumsgut zu erwerben. Zahlreiche Exponate kamen als Spenden ins Haus, einige Vitrinen wurden von anderen Museen beigetragen. Aus Platzmangel konnten jedoch nicht alle dem Museum angebotenen Gegenstände angenommen werden, aus finanziellen Gründen nicht alle dem Museum angebotenen Gebäude in das Museum übertragen werden. Auch auf Tierhaltung musste mit Ausnahme von Hühnern und Schafen bisher verzichtet werden.

## Volkskundliche Ausstellungen
Hauptausstellungsgebäude ist der Vierseithof, in dem auf mehr als 3500 m² verschiedene volkskundliche Themen dargeboten werden. Eine thematische Ausstellung zum Thema Wald und Waldwirtschaft befindet sich im Waldmuseum in unteren Bereich des Freigeländes. Einzelne Handwerkerwerkstätten finden sich in den Häusern des Hunsrückweilers und des Moseldorfs.

### Wein, Viez, Schnaps

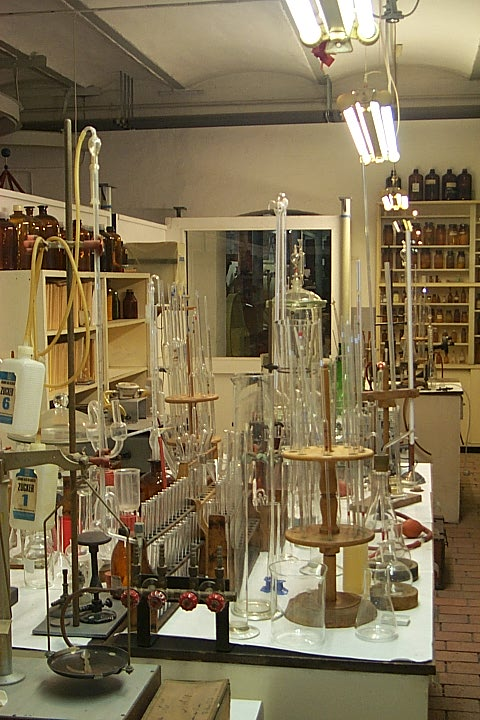
Weinprüflabor, 1960er Jahre

Die Ausstellung zeigt die für den in römischer Zeit begonnenen Weinbau notwendigen Arbeitsschritte von der Rebenpflanzung bis zur Abfüllung. Neben Wein haben auch Sekt, Viez und Obstbrände eine lange Tradition.
Der „Weinberg“ der Ausstellung enthält neben Riesling- und Elbling- auch Müller-Thurgau-Reben, die in Luxemburg auch Rivaner heißen. Die Ausstellung setzt sich in den Anbautechniken fort, bei der auch der Einsatz von Pflanzenschutzmitteln thematisiert wird. Bilder und ein Diorama von der Traubenlese im frühen 20. Jahrhundert führen zu Keltern verschiedener Bauart.
Während die Baumkeltern nach dem Prinzip der Hebelkraft funktionieren, arbeiten Spindelkeltern mit Spindeldruck. Sie nehmen wesentlich weniger Platz in Anspruch. Die älteste Kelter der Ausstellung, die Holzspindelkelter, stammt aus Traben-Trarbach und wurde mit Hilfe der Dendrochronologie auf das Jahr 1641 datiert. Die hölzernen Spindeln waren den hohen Belastungen jedoch oft nicht gewachsen. Der Siegeszug der Spindeldruckkelter begann, als infolge der industriellen Revolution Eisenspindelkeltern zur Verfügung standen.
Im Trierer Land und in Luxemburg erlangte eine Kelter der Firma André Duchscher & Co. aus Wecker im Großherzogtum weite Verbreitung. Sie arbeitet mit fünf oder sieben Fallkeilen und wird Weckerkelter oder wegen des Geräuschs der fallenden Keile auch Klippkelter genannt. Keltern mit Fallkeilen haben den Vorteil, weniger Raum zu benötigen, da der Winzer beim Drehen des Hebelarmes nicht um die ganze Kelter herumgehen muss. Die Funktionsweise dieser Kelter wird beim jährlichen Keltertag im Oktober demonstriert. Das letzte Modell der Firma steht für das Ende einer Entwicklung: die Hochdruckkelter presste die Weintrauben so stark aus, dass der damit gewonnene Wein nicht mehr schmeckte.
Nach dem Pressen wurde der Most in Fässern vergoren. An Saar und Mosel waren die in der Ausstellung gezeigten Fuderfässer (960 Liter) und Halbfuderfässer (480 Liter) in Gebrauch. Den Abschluss der Weinbauausstellung bilden für das Anbaugebiet Mosel-Saar-Ruwer traditionelle Weinflaschen, Weinetiketten und Abfüllanlagen.
In klimatisch ungünstigeren Lagen wurden statt Weinreben Apfelbäume angepflanzt. Diese Äpfel wurden zu Viez gekeltert. Der Saft wurde typischerweise aus einem Porz genannten Porzellan-Gefäß getrunken. Viez war das Getränk der weniger begüterten Leute. Selbst Winzer genossen Wein nur an Festtagen. Dies wird in der Ausstellung an der Reproduktion eines Gemäldes von Beilstein deutlich: In einem Wirtshausgarten genießen die „besseren Herrschaften“ den Wein aus Gläsern, am Nebentisch trinken Bauern und Winzer Viez aus Porzen.
Für die Herstellung von Obstbränden liefert ein breites Angebot an Äpfeln, Birnen, Zwetschgen, Mirabellen und anderen Obstsorten den Grundstoff. Die Ausstellung zeigt eine Vielzahl an Destillierapparaten sowie Schaubilder über die Entwicklung des Alkoholverbrauchs pro Kopf und informiert über Bräuche wie die Gesindeverdingung. Dabei handelt es sich um den meist an einem festen Tag im Winter erfolgten Neuabschluss von Arbeitsverträgen bei Dienstboten oder um die Verlängerung von Arbeitsverträgen, meist um ein weiteres Jahr. Dazu kommen Brautwerbung und Totenwache, bei der die Kanne Schnaps ihren festen Platz hatte.
Auch eine symbolische Schwarzbrennerei wird gezeigt. Die vollständige Einrichtung einer 2002 aufgegebenen Schnapsbrennerei aus Cochem mit Brennerei, Verkaufs- und Büroräumen befindet sich hingegen im Saargauhaus im Freigelände. Sie konnte 2005 vollständig wieder aufgebaut werden.

### Bürgerliche Wohnkultur

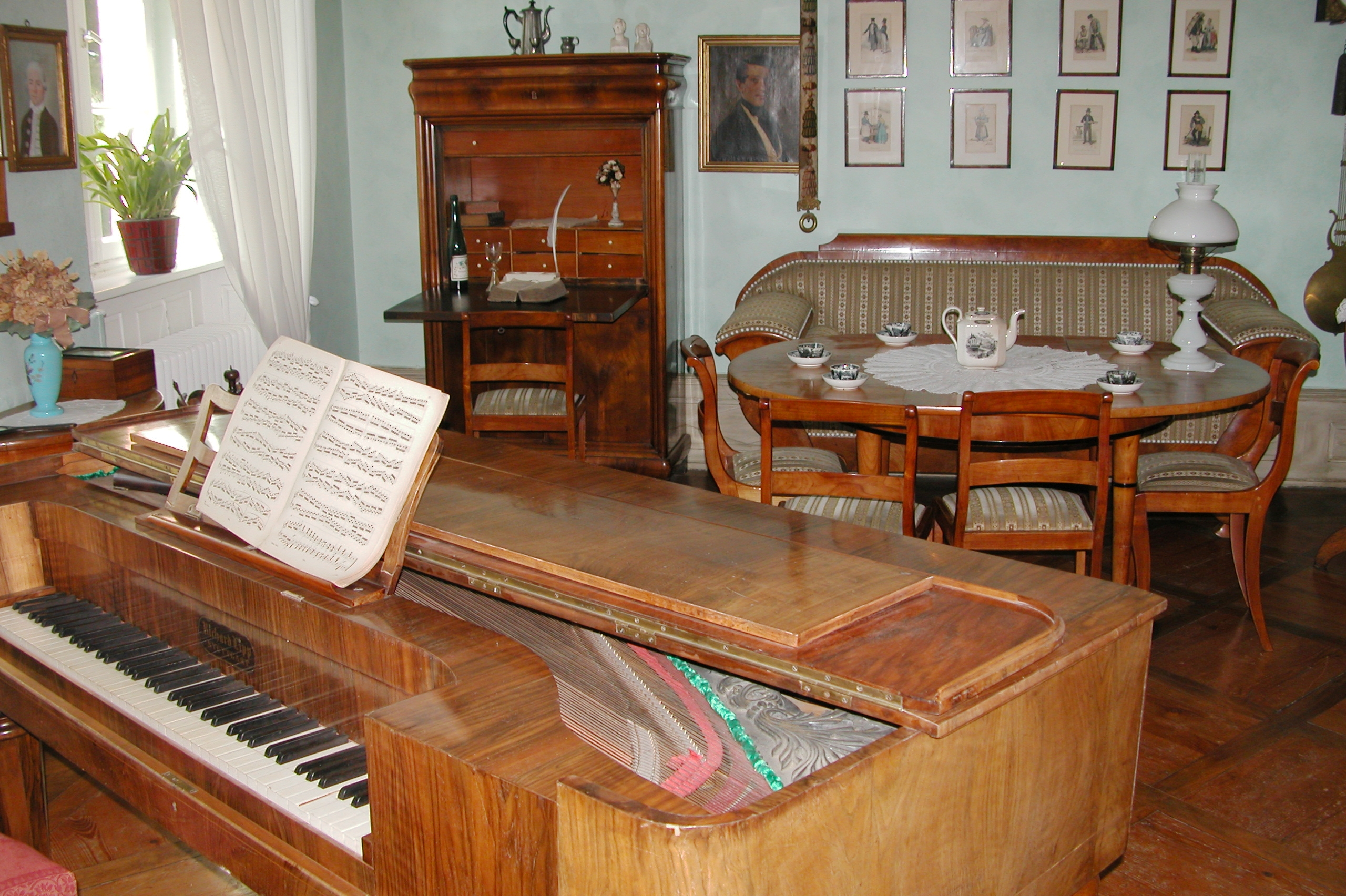
Die Valdenairschen Räume – heute im Museum Ausstellung „Bürgerliche Wohnkultur“

Der Ausstellungsbereich zeigt die Wohnkultur der bürgerlichen Oberschicht vom Biedermeier bis in die Nachkriegszeit.
Das repräsentative Biedermeierzimmer hat durchscheinende Gardinen über den großen Fenstern. Die Möbel sind zurückhaltend mit Ornamenten versehen und eher auf die Wirkung ihrer ausdrucksstarken Holzmaserung ausgerichtet. Im frühen Biedermeier bevorzugte man helle Hölzer wie Birnbaum, Birke oder Kirschbaum. In den 1950er und 1960er Jahren kamen mit dem französischen Einfluss auch dunklere Holzsorten wie Nussbaum und Mahagoni hinzu. Weitere Einrichtungsgegenstände sind ein Schreibsekretär, gusseiserne Öfen und ein Tafelklavier. Zur gleichen Epoche gehört eine Schlafkammer und ein weiteres Zimmer, in dem eine Kaffeetafel um 1840 gedeckt ist. Zum Vergleich ist in einem benachbarten Zimmer eine Kaffeetafel im Neo-Biedermeier um 1910 zu sehen.
Die weitere Entwicklung der Bürgerlichen Wohnkultur ist in drei Wohnräumen mit Möbeln aus der Gründerzeit um 1890, im Stil des Art Déco um 1920 und aus den 1950er-Jahren im Heimatstil der 1930er-Jahre dargestellt.

### Schule und Kirche
Die Ausstellung zeigt ein Schulzimmer mit einer zur Kaiserzeit typischen Ausstattung: Holzbänke, Schiefertafeln mit daran geknoteten Tafellappen, leicht erhöht stehendes Lehrerpult nebst Schiefertafel, Rechenmaschine, Rohrstock und Ofen. An den Wänden hängen Schulwandbilder.
Im Raum neben dem Klassenzimmer werden die Besucher auf Informationstafeln über den Schulalltag von der Einführung öffentlicher Schulen bis zum Ende der Kaiserzeit informiert: Die Schulen auf dem Land waren meist nur einklassig. Die Richtzahl für die Klassenstärke war 60 Schüler – in der Realität waren jedoch bis zu 100 Kinder von der ersten bis zur achten Klasse in einem Raum. Visitationen brachten bestenfalls eine zeitweise Besserung der Zustände.
Das Thema Volksfrömmigkeit ist im überwiegend katholischen Trierer Umland von großer Bedeutung. Geburt und Taufe, die Erste Heilige Kommunion, Heirat sowie Tod und Beerdigung waren die Wendepunkte im Leben, die rituell begangen wurden. Diese Stationen werden in Form eines Rundgangs dargestellt. Besonders hervorgehoben ist die Hochzeit mit einem Brautpaar in der um 1900 üblichen schwarzen Hochzeitskleidung. Ein weiteres Thema sind Bruderschaften im Allgemeinen und die Herz-Jesu-Bruderschaft im Speziellen. Eine Vitrine übervoll mit unterschiedlichen Herz-Jesu-Figuren unterstreicht deren Bedeutung.

### Handwerk und Gewerbe
Die Darstellung von Handwerk und Gewerbe konzentriert sich in der 2002 eröffneten Ladengasse. Es handelt sich um insgesamt zwölf Geschäfte und kleine Gewerbeläden, die in ihrer gassenförmigen Aneinanderreihung Einblicke durch Fenster und Türen ermöglichen. Im Laufe des 20. Jahrhunderts waren Handwerksbetriebe wie Kurbelsticker, Schuhmacher, Polsterer, Messerschmied und Schleifer immer weniger überlebensfähig. Auch das Zinngießer-, Schneider- und Hutmacher- oder Putzmachergewerbe wird heute fabrikmäßig betrieben. Weitere Gewerbe wie Metzgerei und Lebensmittelladen, Uhrmacher und Fotografen fanden Eingang in die Ausstellung, ebenso wie Zahnarzt und Apotheke. Die Entwicklung des ländlichen Einzelhandels wird in drei Tante-Emma-Laden-Läden (um 1890, um 1940 und in den 1960er-Jahren) dargestellt.
Am Ende des Ausstellungsbereichs befindet sich eine Dorfwirtschaft aus den 1930er-Jahren, die auch schon als Kulisse für Filmproduktionen diente. Weitere Handwerkerwerkstätten finden sich in den Häusern des Freigeländes. Eine Malerwerkstatt im Haus aus Oberemmel, eine Weberei im Haus Schuche, eine weitere Schuhmacherwerkstatt in der Bosselstube sowie Küfer und Stellmacher (Wagner) im Waldmuseum.
Ein Teil der Läden und Werkstätten (Zinngießerei, Messerschmiede, Malerwerkstatt, Polsterei, Friseur, Apotheke, Zahnarzt, Metzgerei, 1960er-Jahre-Lebensmittelladen) konnte von den letzten Besitzern oder deren Erben übernommen werden und wurde allenfalls mit leichten Ergänzungen im Museum wieder aufgebaut. Die anderen Gewerbe wurden aus Depotbeständen des Museums zusammengestellt.
Ausgehend von der Spende eines kompletten Metallwarenladens und dem Publikumserfolg der ersten Ladengasse wurde zum Saisonbeginn 2013 eine zweite Ladengasse im Südflügel des Ausstellungsgebäudes eröffnet. Ausgestellt sind ein Metallwarenladen, ein Klempner, ein Hutgeschäft, eine Sparkassenfiliale, eine Landarztpraxis, das Büro eines Architekten, ein Radio- und Fernsehgeschäft, Kleidungsgeschäfte für Damen- und Herrenmode, eine Manufaktur für Lampenschirme und Lampenbau und eine Buchbinderwerkstatt. Am Ende der Ausstellung befindet sich in einem separaten Raum die Backstube der ehemaligen Bäckerei Gail aus Polch im Maifeld, die im Zustand der 1930er-Jahre wiederaufgebaut wurde.
Der Zeitschnitt der zweiten Ladengasse ist etwa 1960.
Im Frühjahr 2015 konnte das letzte Geschäft für Herrenhüte, der Hutladen Georg in Trier mit seiner vollständig erhaltenen Einrichtung von etwas vor 1900 in das Museum übernommen werden. Es ist im Erdgeschoss links im Durchgang vom Biergarten zum Innenhof ausgestellt. Ebenfalls vom Innenhof zugänglich ist die ehemals in Koblenz ansässige Schirmwerkstatt Genevriére wurde im August 2020 in unserem Museum eröffnet. Sie zeigt die Werkstatt des Elmar Genevrière, eine der letzten Schirmmacherwerkstätten eines heute fast ausgestorbenen Handwerks. In der Ausstellung befinden sich nicht nur Schirme in den verschiedenen Phasen des Fertigungsprozesses, sondern auch alle zur Herstellung von Schirmen eingesetzten Werkzeuge.
- Eröffnung zweiten Ladengasse

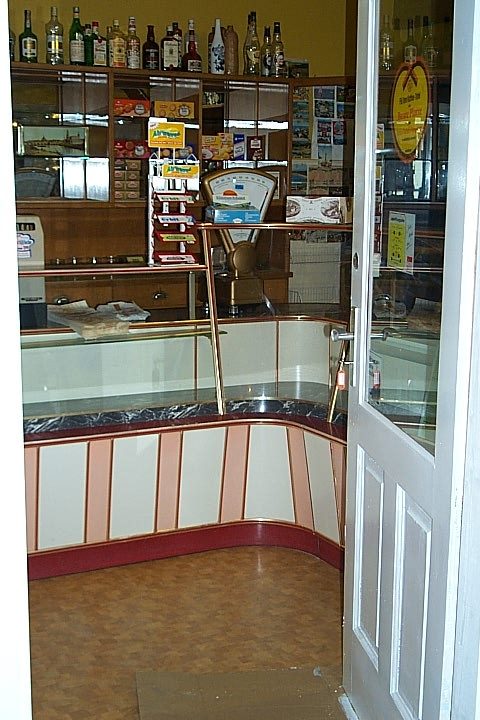
50er-Jahre-Laden
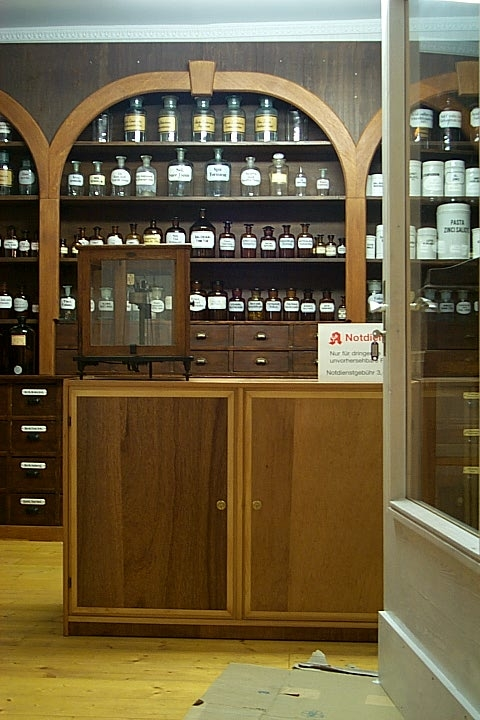
Apotheke
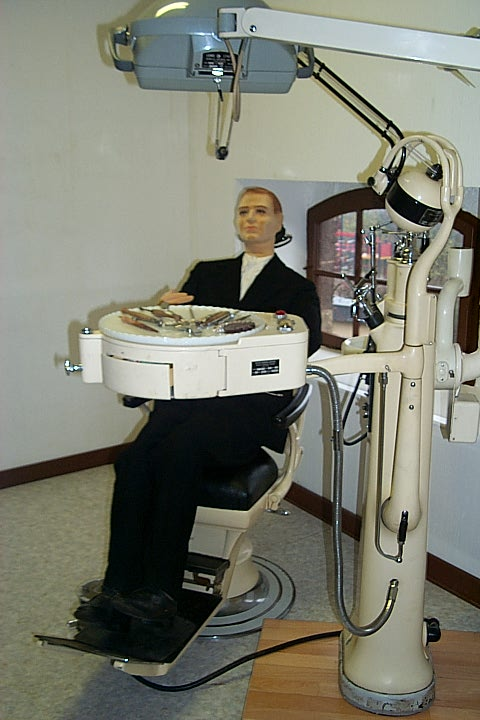
Zahnarztpraxis

- Zahnarztpraxis
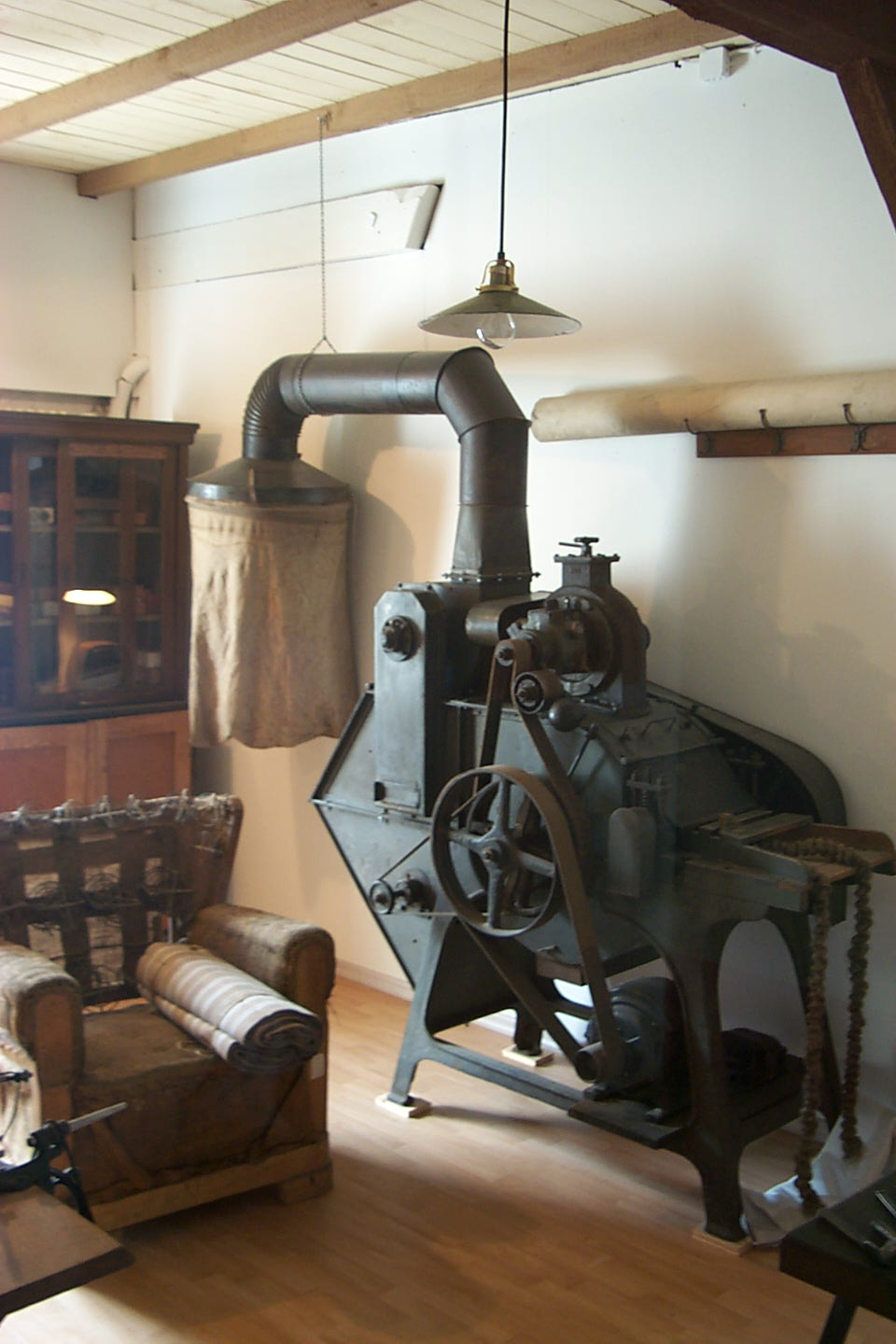
Polsterer
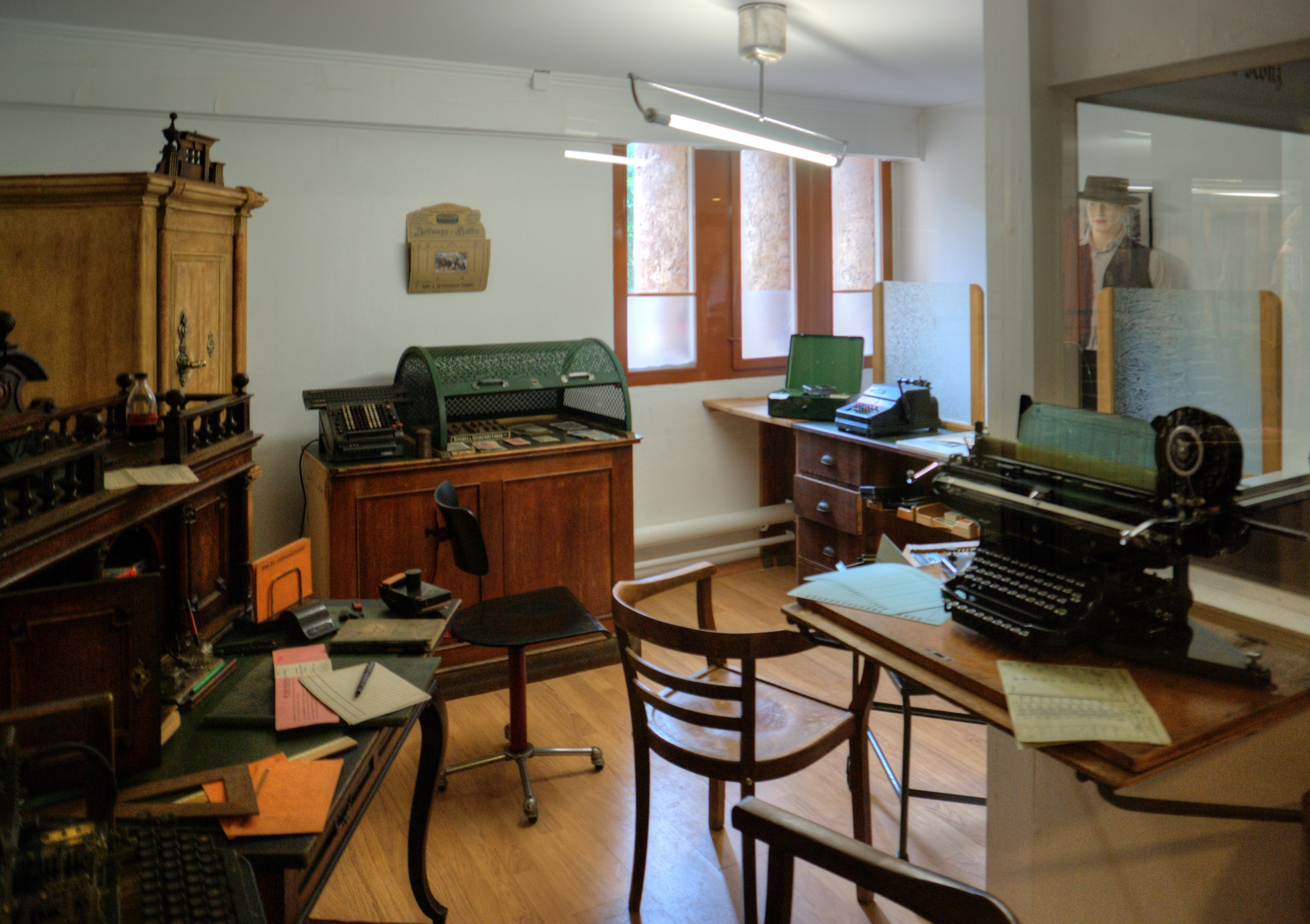
Sparkassenfiliale

- Sparkassenfiliale
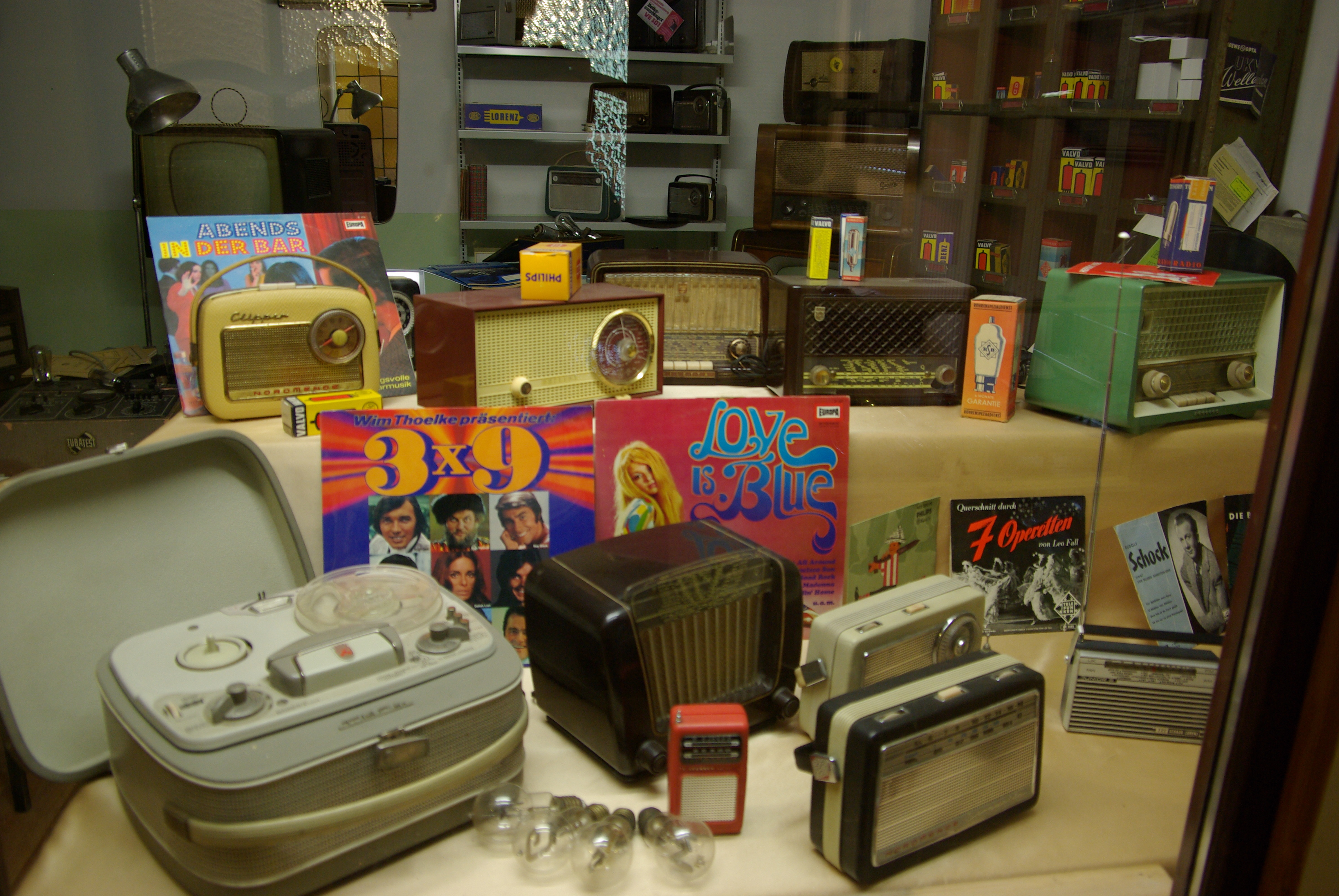
Radio- und Fernsehhändler
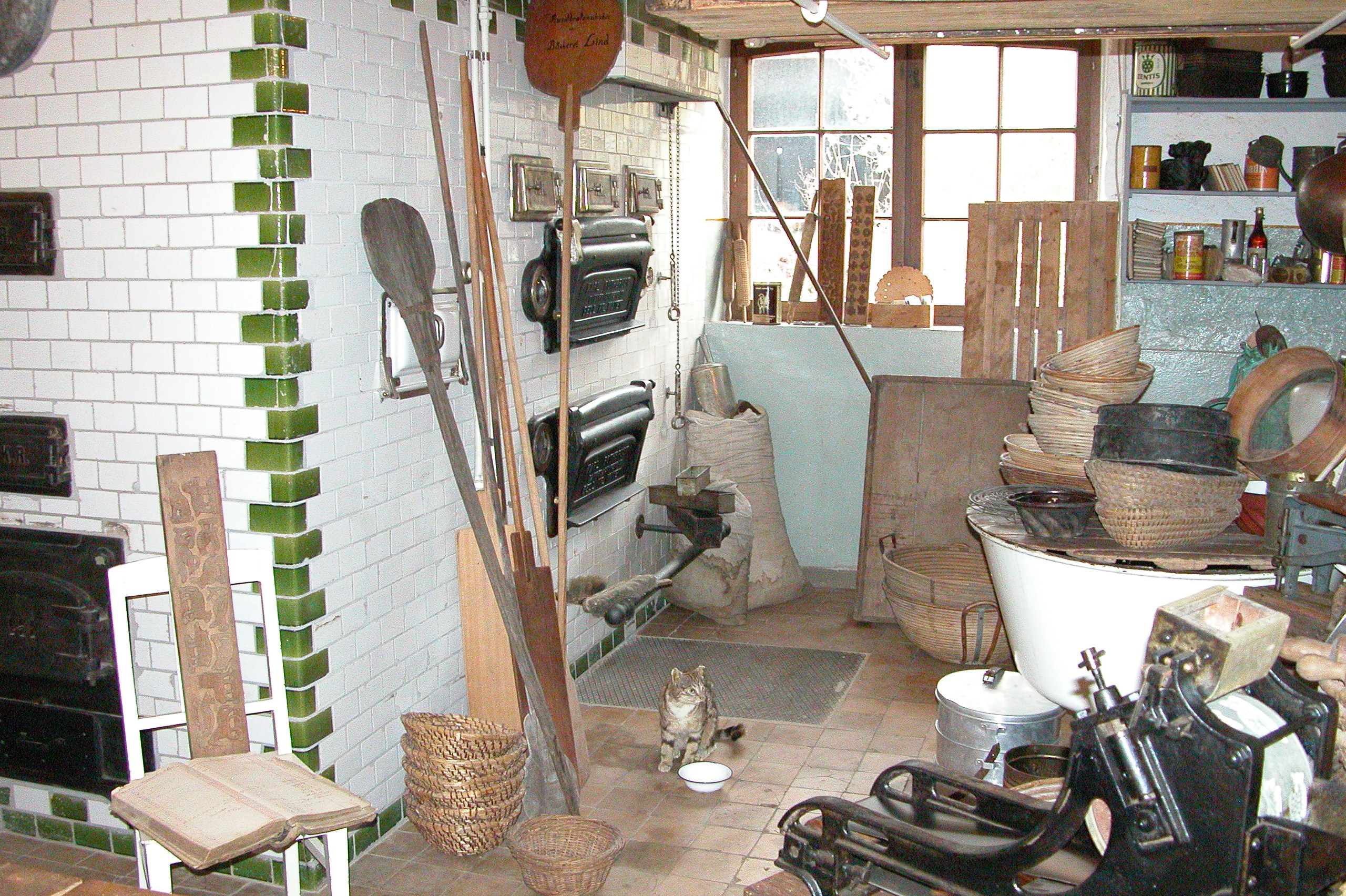
Backstube aus Polch
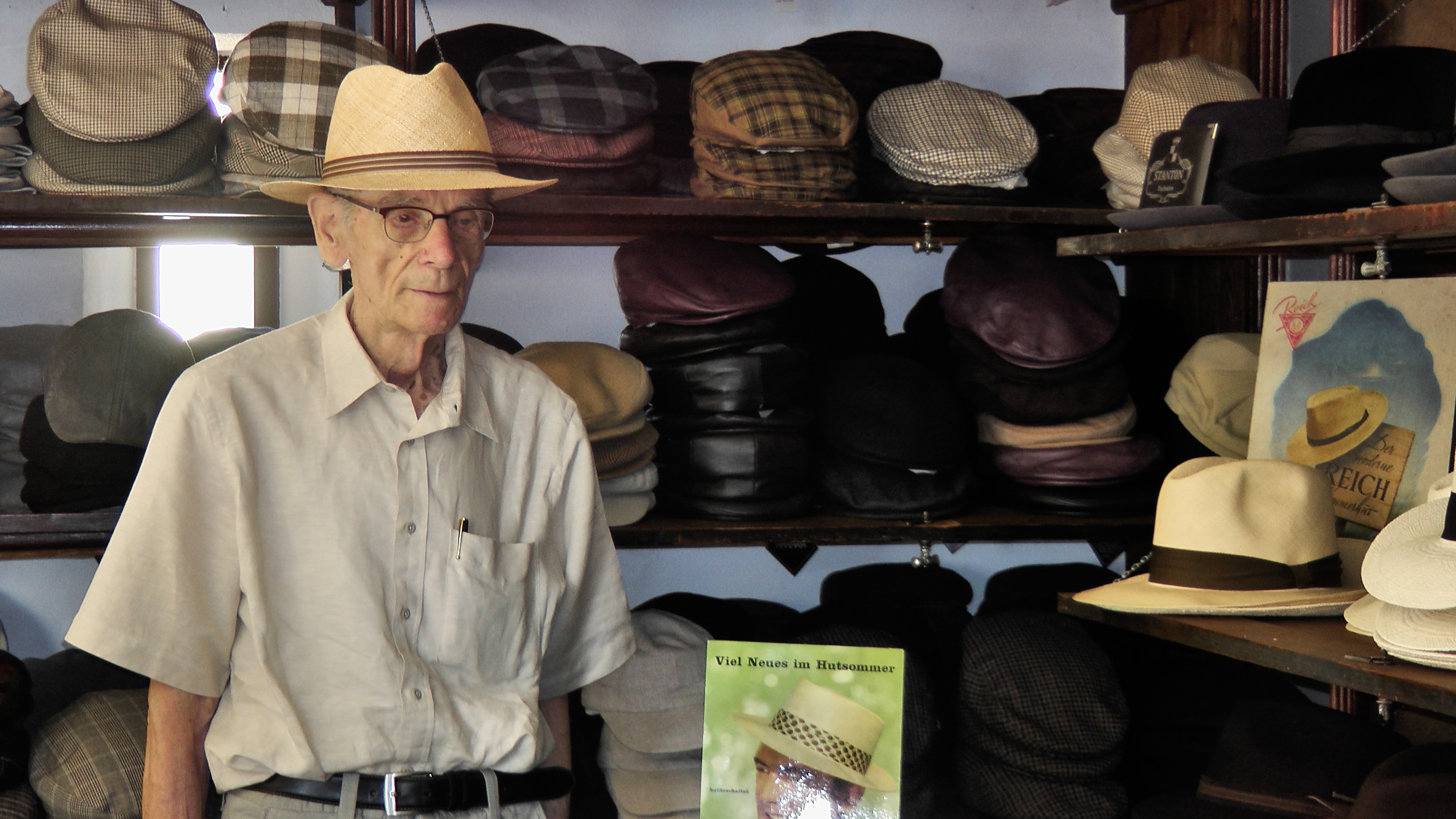
Hutladen und früherer Museumsleiter
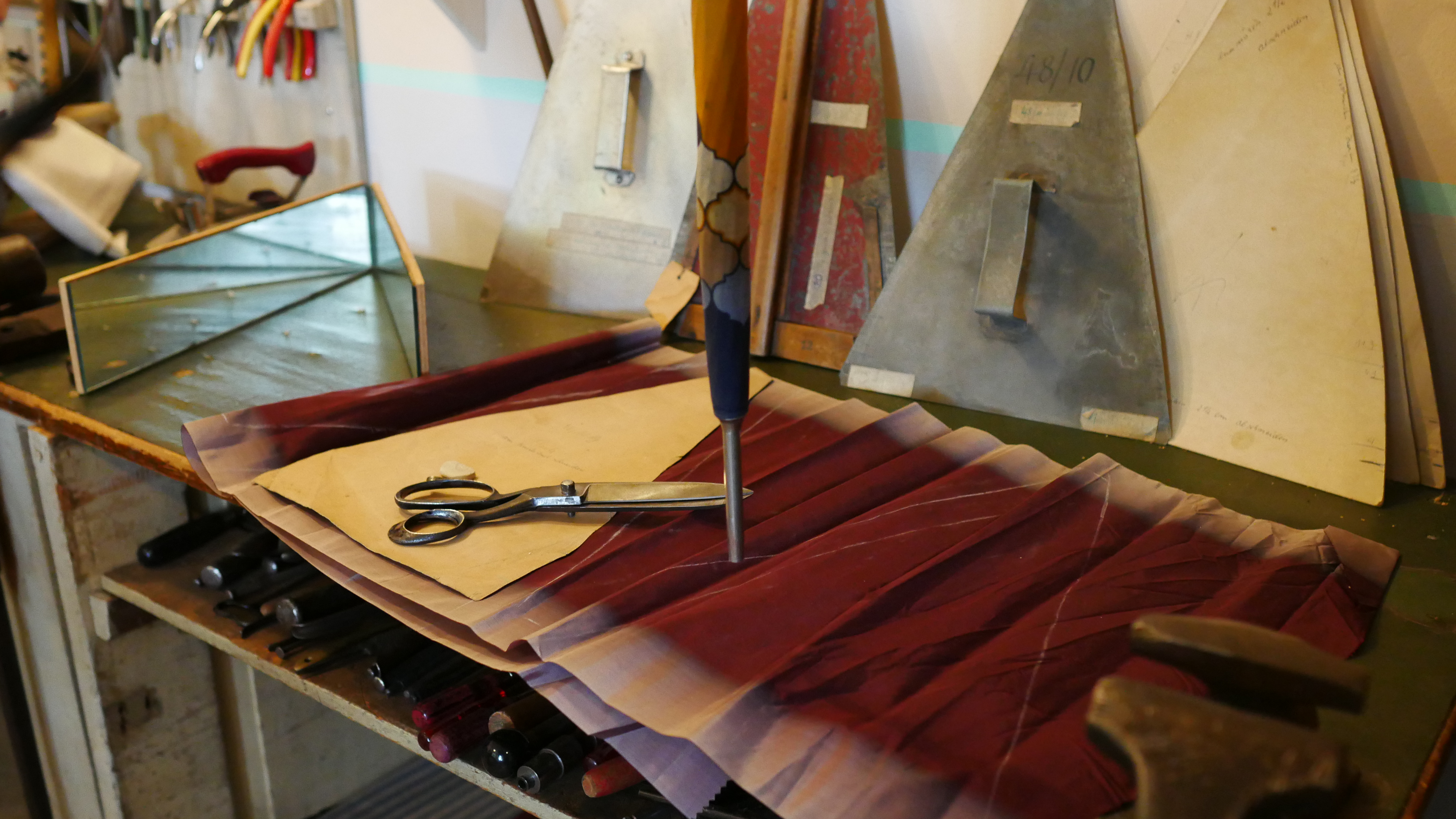
Schirmwerkstatt Stoffe und Schirme
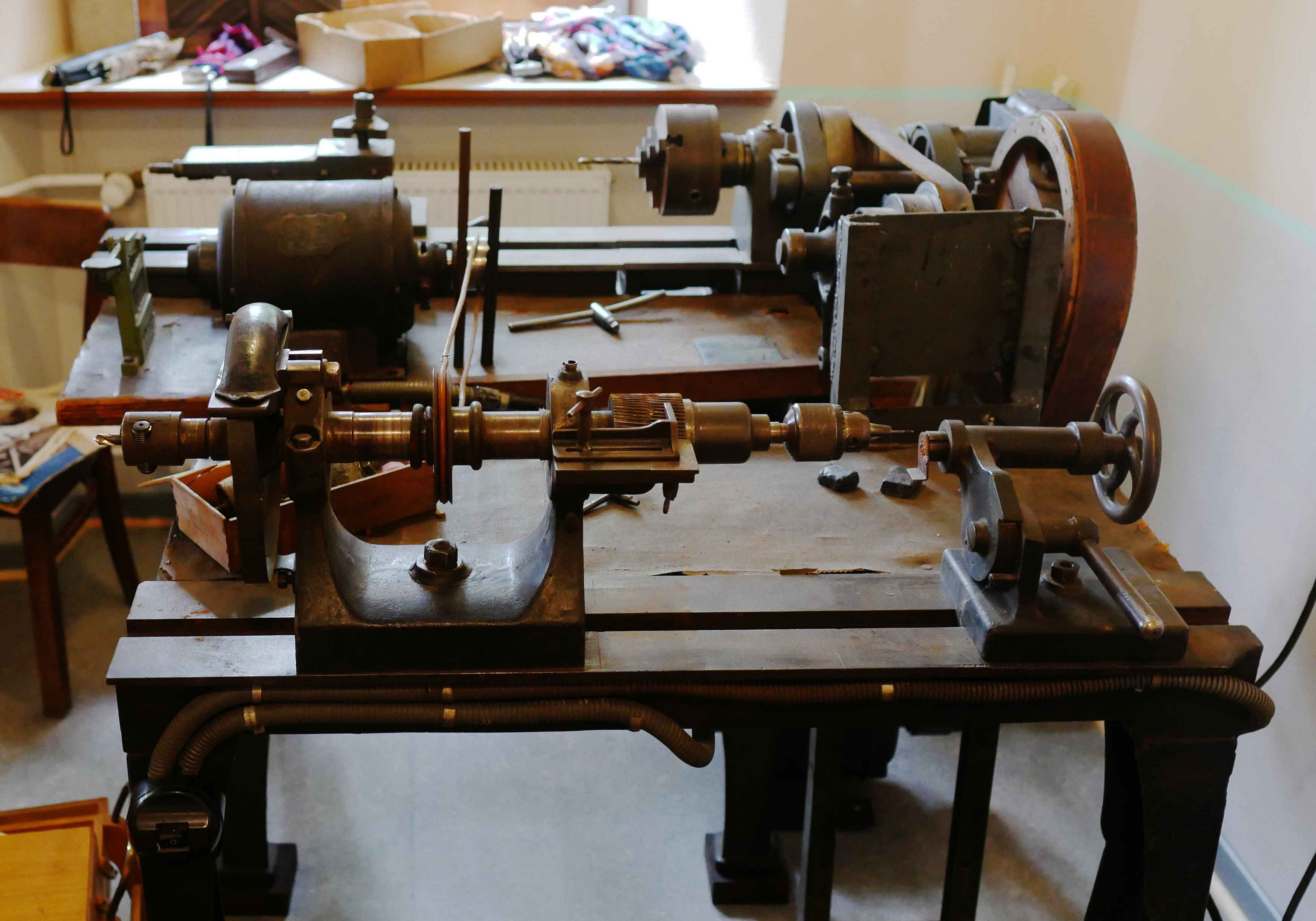
Schirmwerkstatt: Drehbänke

- Schirmwerkstatt: Drehbänke

### Eisenkunstguss

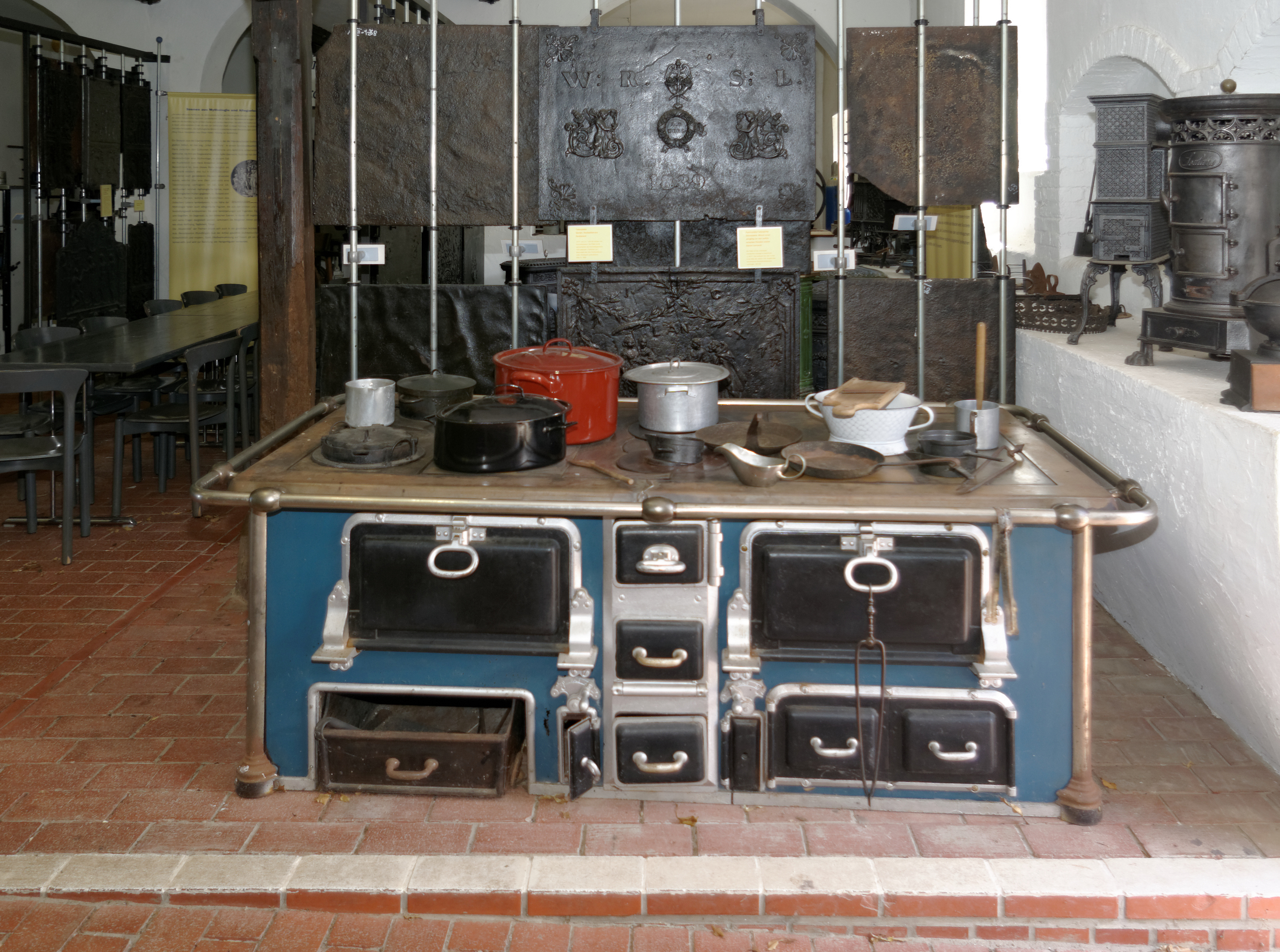
Takenplatten und Wirtshausherd

Heizöfen, Herde und gusseiserne Platten sind einer der Sammlungsschwerpunkte des Museums. Gesammelt wurden an größeren Gegenständen vor allem Küchenherde, Heizöfen sowie Taken-, Kamin- und Ofenplatten. Die meisten Exponate wurden von der lokalen Eisenindustrie, insbesondere den Hütten in Trier-Quint, Weilerbach, Einschmitt und im Saarland gefertigt. Andere stammen aus dem heutigen Schleswig-Holstein, Dänemark oder dem Französischen Jura.
Die Ofensammlung reicht von oft aufwändig verzierten Kanonenöfen der Gründerzeit bis zu innen mit Schamotte verkleideten oft bunten Dauerbrand-Regulieröfen – der letzten Ofengeneration vor deren Verdrängung durch Zentralheizungen. Daneben stehen Säulenöfen zum Verfeuern von Holz aus der Mitte des 19. Jahrhunderts, Leuchtöfen und mit Gas betriebene Öfen.
Ein besonderes Exponat ist ein von der Carlshütte aus Büdelsdorf bei Rendsburg in großer Zahl gefertigter Werkstattofen, der möglicherweise als einziges Exemplar seines Typs die letzten Jahrzehnte ungenutzt in einer Konzer Turnhalle überlebt hat und 2020 kurz vor Abriss dieser in das Museums kam.
Küchenherde sind von der Größe für eine Armenwohnung – oft die einzige Wärmequelle in dieser – bis zu großen Restaurantherden ausgestellt.
Takenplatten – eine Spezialität dieser Region – sind gusseiserne Platten, die früher in Bauernhäusern in eine Aussparung der Feuerwand zwischen Küche und Stube eingemauert wurden. Wurden sie küchenseitig durch Feuer und Rauch erhitzt, gaben sie auch zur Stube hin Wärme über Strahlung und Konvektion der Luft wieder ab. Takenplatten wurden in Eisenhütten Ost-Belgiens, Lothringens, Luxemburgs, der Eifel, des Hunsrücks und des heutigen Saarlandes hergestellt. Die ältesten bekannten Platten stammen aus dem späten 15. Jahrhundert – einer Zeit, aus der sich ansonsten aus dem ländlichen Kulturkreis in dieser Region nahezu nichts erhalten hat. Rekonstruierte Takenanlagen finden sich im Museum nahe der Türe von der Takenplattenausstellung im Hauptgebäude zum Rosengarten, im Haus Stein (Baugruppe „An der Güterhalle“) und im Büro des Restaurants.
Kaminplatten wurden in offenen Kaminen hinten angebracht um die Wärme zu reflektieren. Wenn sie rechteckig sind gibt es keinen Unterschied zu Takenplatten. Da im Gegensatz zu jenen bei ihnen die Schauseite auf der Seite des Feuers ist, zeigen sie deutlich mehr Erosionsspuren als die meist sehr gut erhaltenen Takenplatten. Ofenplatten ähneln in Form und Herstellung den Takenplatten, die Seitenplatten verfügen an den Rändern jedoch über Lappen, die es ermöglichten, die zu einem Fünf-Platten-Ofen zusammengesetzten Platten mit der Rückseite in die Wand einzumauern.
In der Ausstellung werden Platten verschiedener Gießereien gezeigt. Einen Schwerpunkt bildet dabei die heute verschwundene Hütte in Quint (heute ein Ortsteil von Trier) und die noch in Ruinen erhaltene Hütte von Weilerbach (heute ein Ortsteil von Bollendorf an der Sauer). Die Ausstellung erläutert an vielen Beispielen die Ikonographie der Platten für katholische, evangelische und jüdische Haushalte und erklärt deren Herstellung. Weitere Takenplatten hängen im Museumsrestaurant, in dem sich auch eine rekonstruierte Takenheizung befindet.

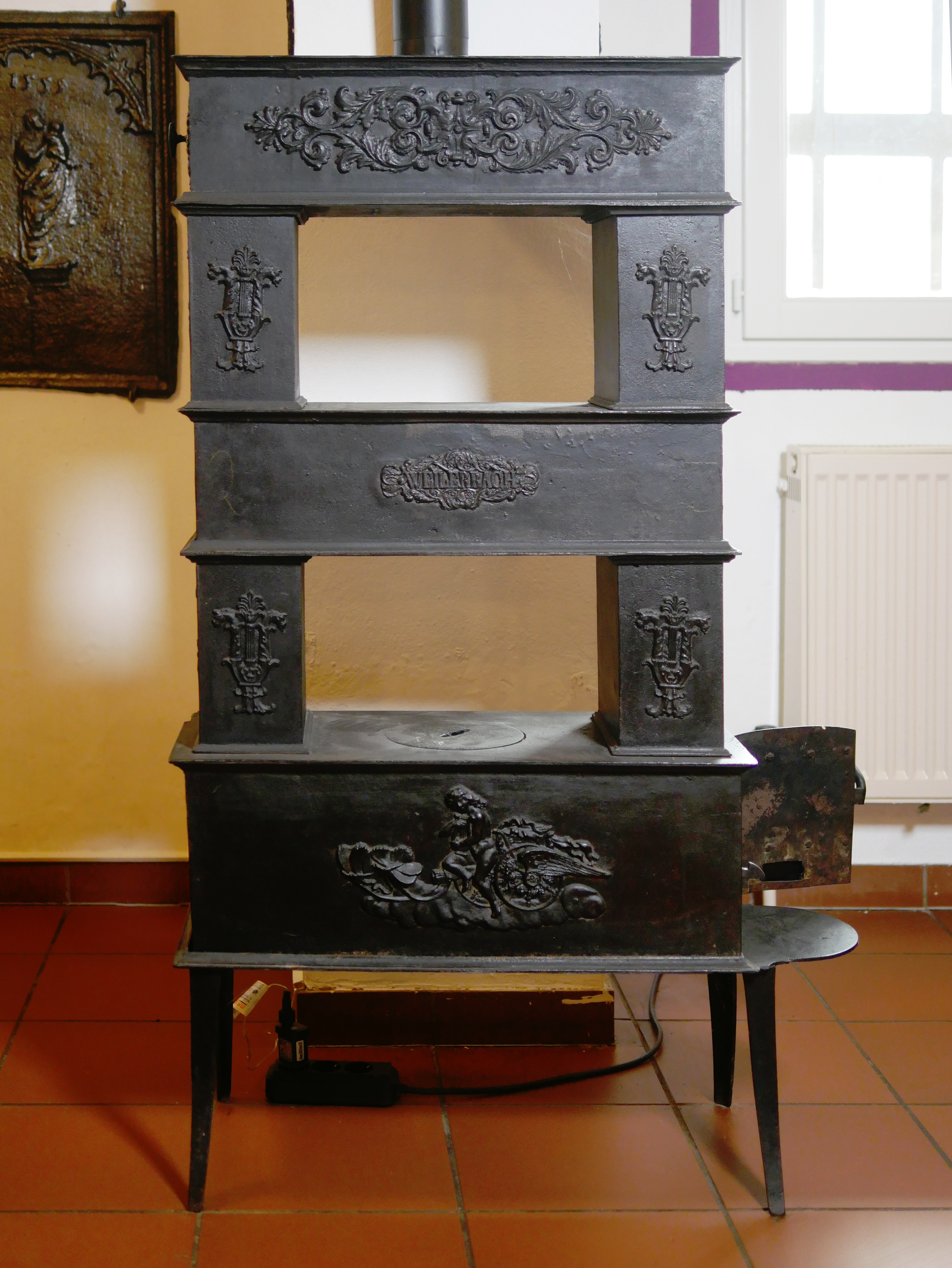
Säulenofen aus Weilerbach
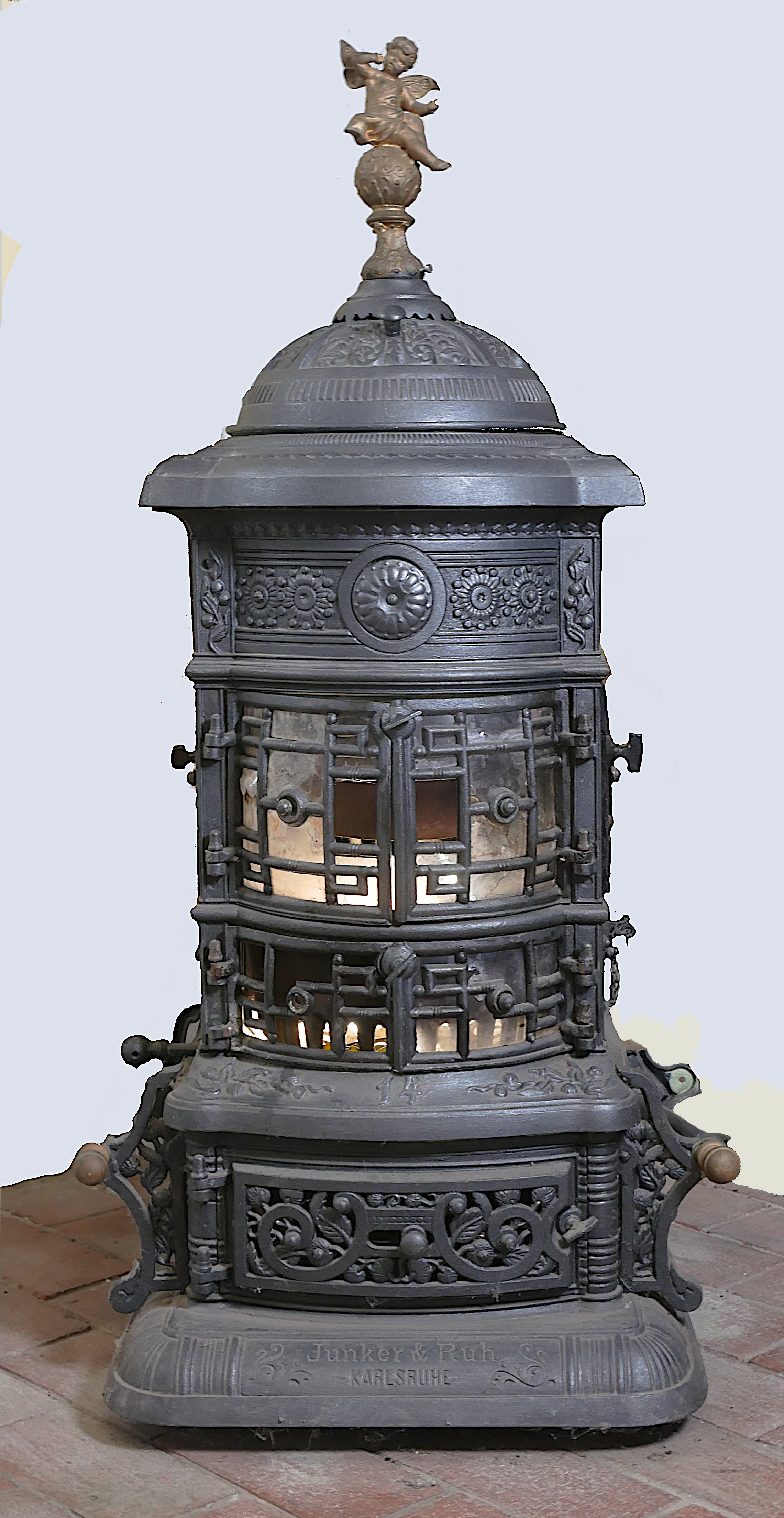
Gusseiserner Leuchtofen
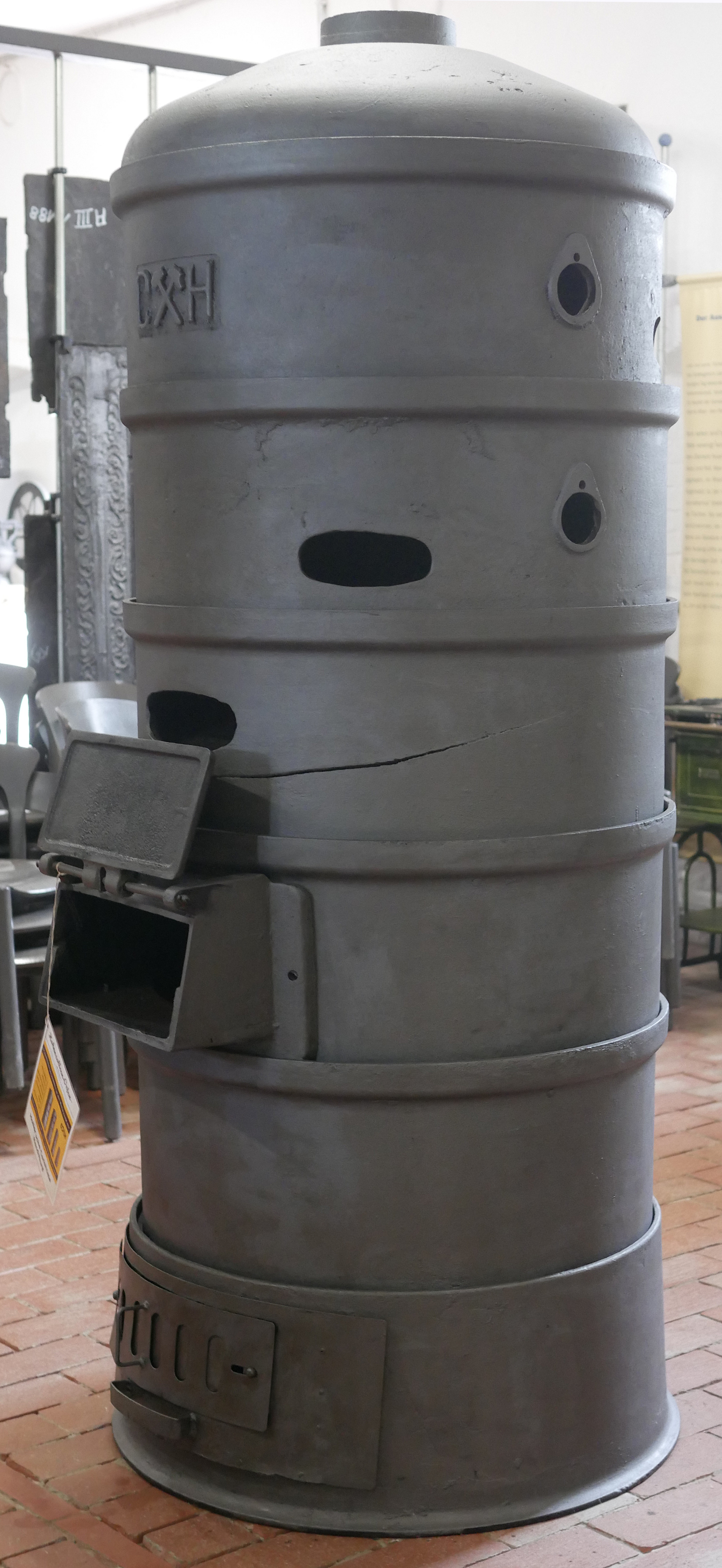
Werkstattofen aus der Carlshütte
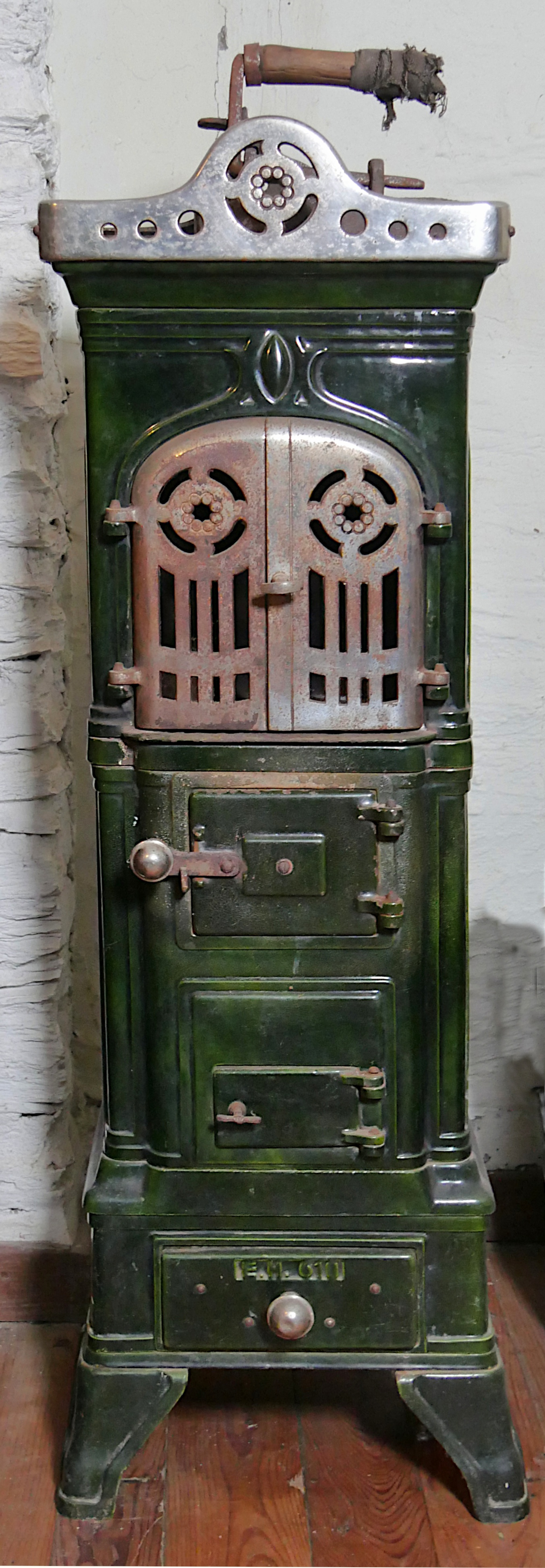
Dauerbrand-Regulierofen
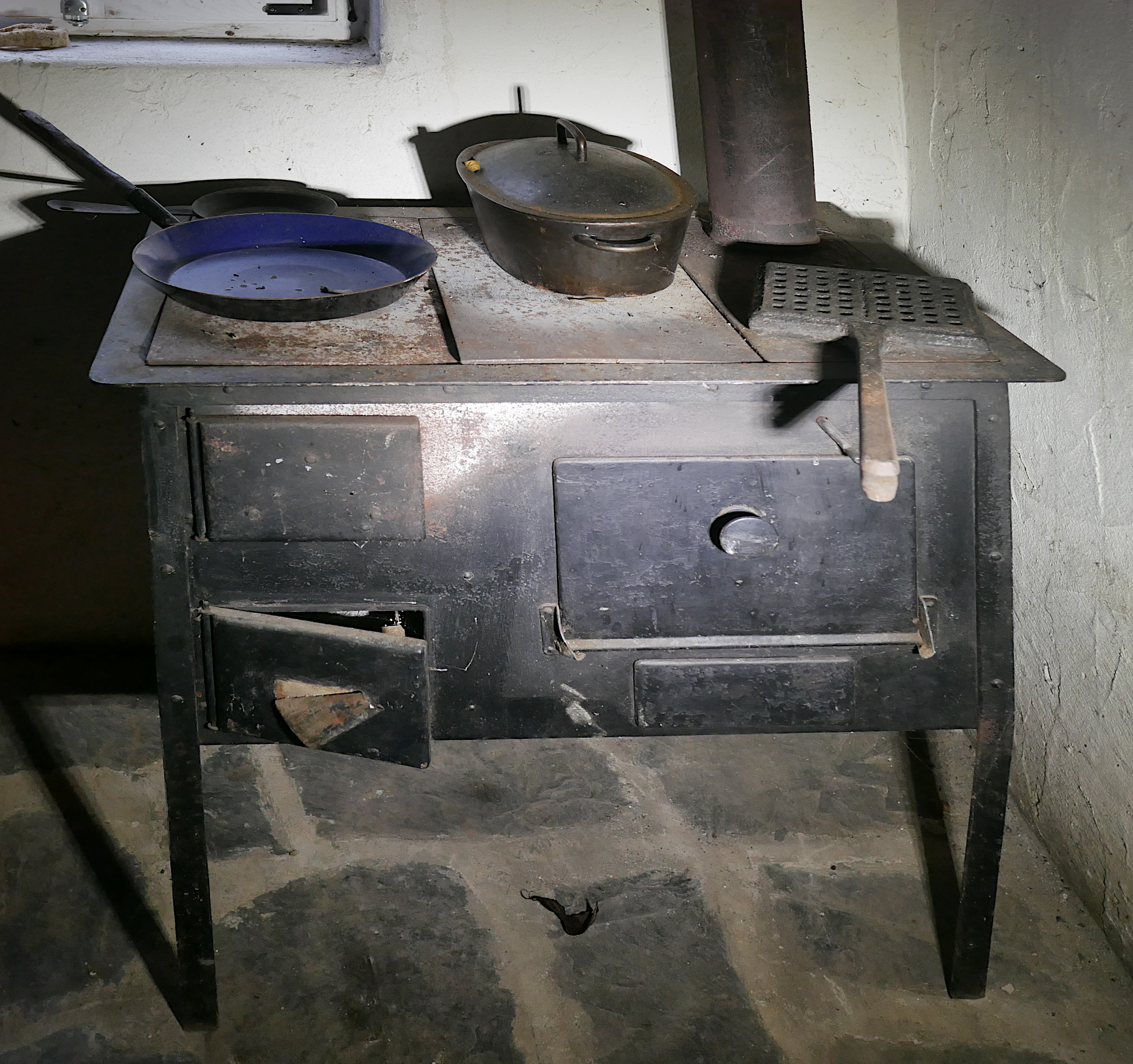
Küchenherd armer Leute
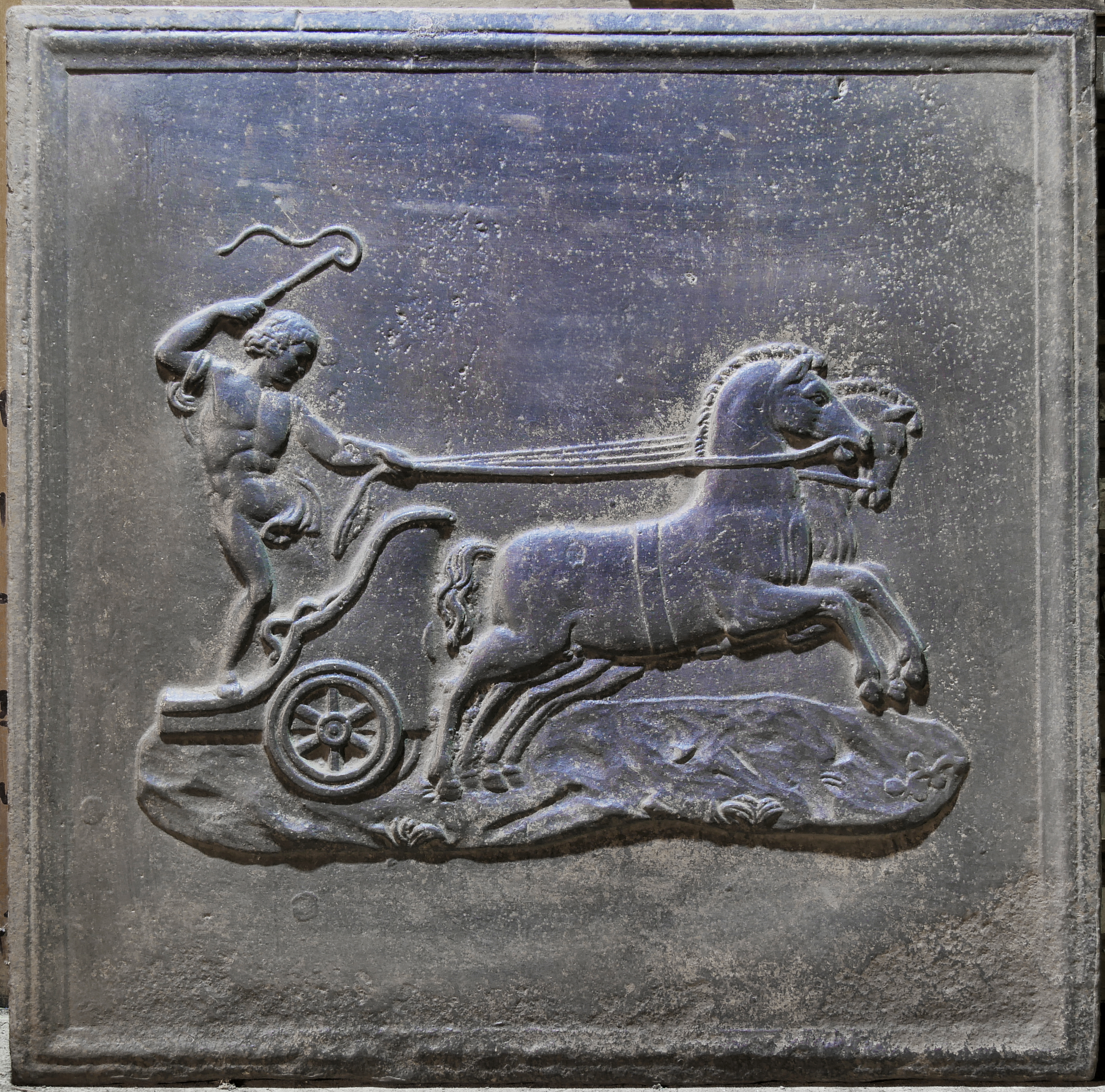
Gut erhaltene Takenplatte
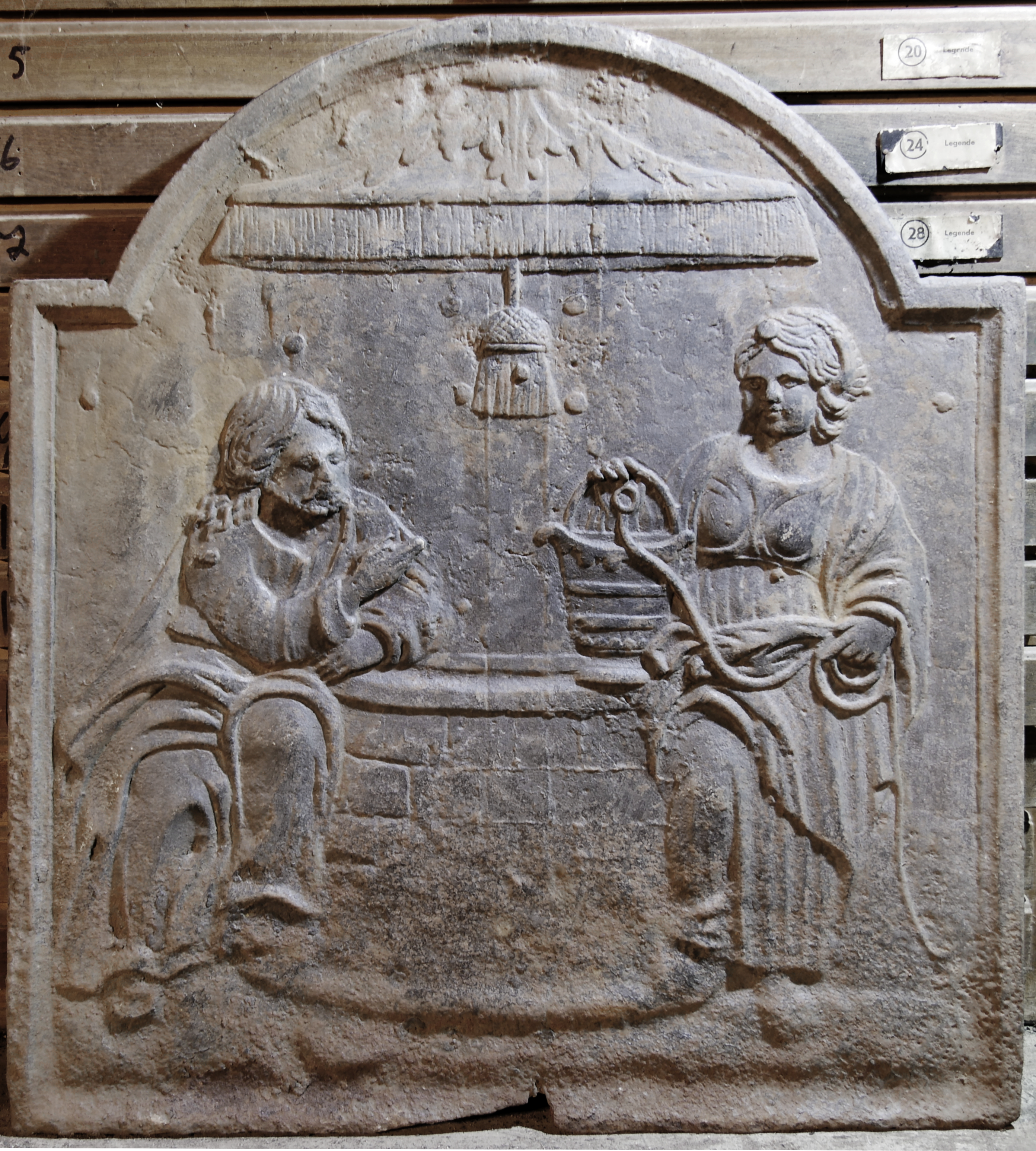
Nicht quadratische Kaminplatte
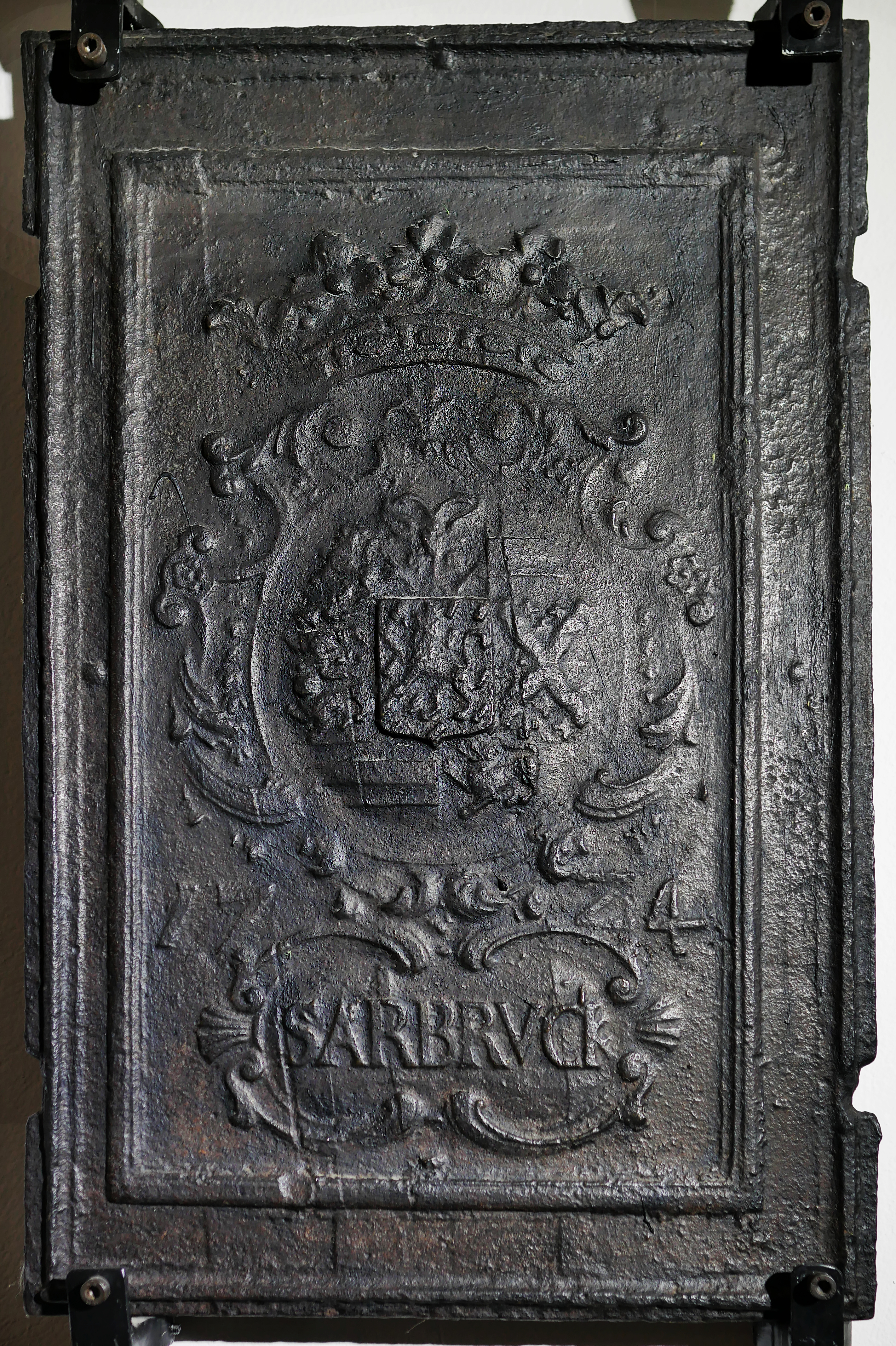
Ofenplatte mit Wappen

### Waschen und Baden
Ziemlich einzigartig in der deutschen Museumslandschaft ist die Darstellung der Geschichte des Waschens vom Waschplatz am Bach bis zu Waschmaschinen und Mangeln. Während im Bauernhaus noch das Beuchen, also das Waschen mit Holzasche, das Spülen am fließenden Gewässer und das Bleichen auf der Wiese üblich war, gab es im städtischen bzw. bürgerlichen Umfeld nur die Waschküche und die Wäscheleine im Hof. Die grundlegende Technik von Waschmaschinen wird anhand einer Miele-Waschmaschine von 1913 dargestellt. Waschen mit der Hand und mit historischen Waschmaschinen wird jährlich am Bauern- und Handwerkertag im September gezeigt.
- Waschkessel
- Waschbrett
- Wäschestampfer
- Wäschestampfer, Siebträger

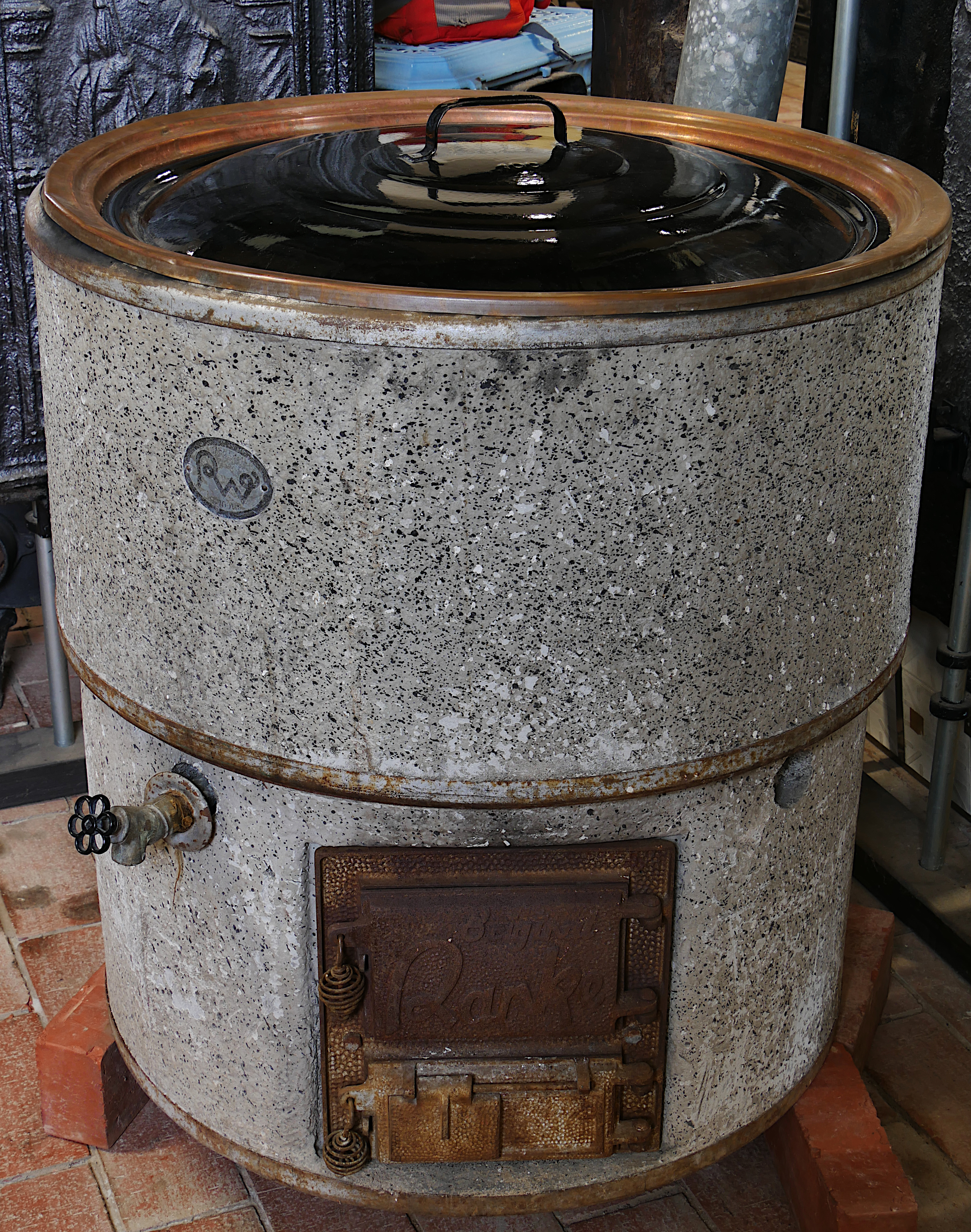
Waschkessel
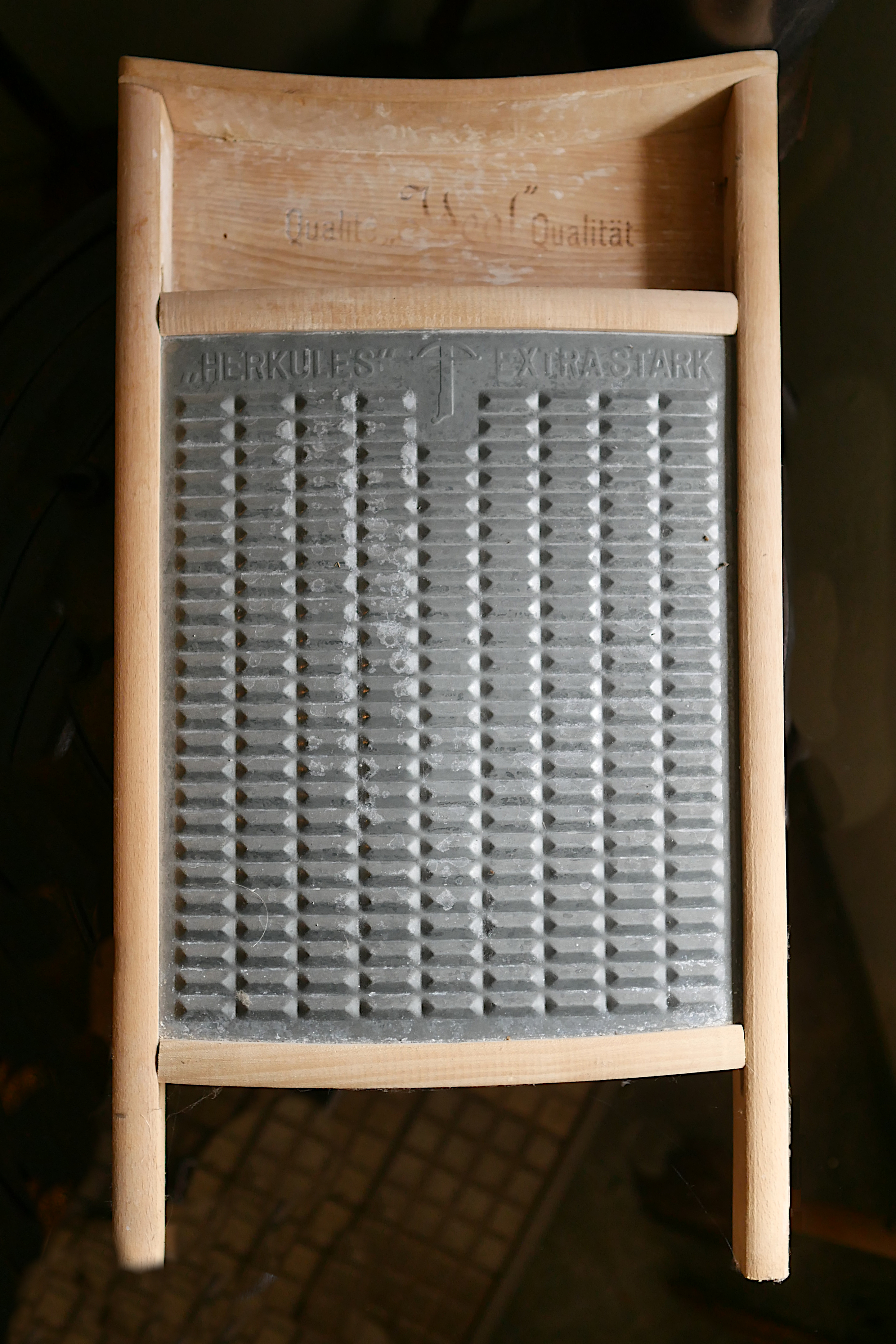
Waschbrett
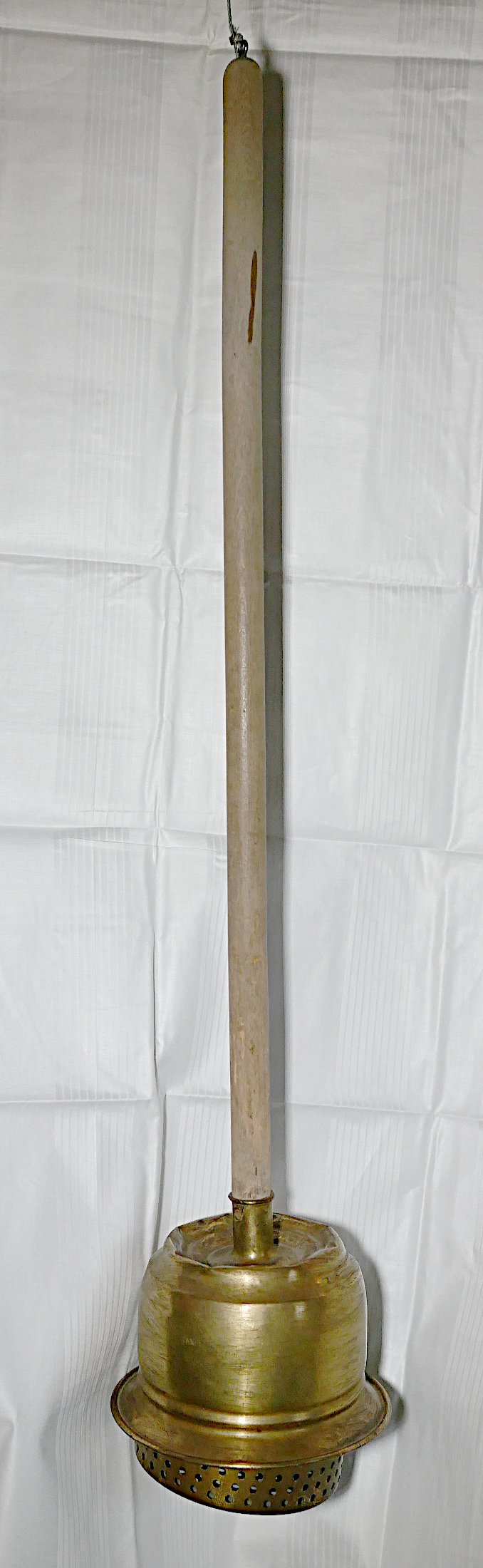
Wäschestampfer
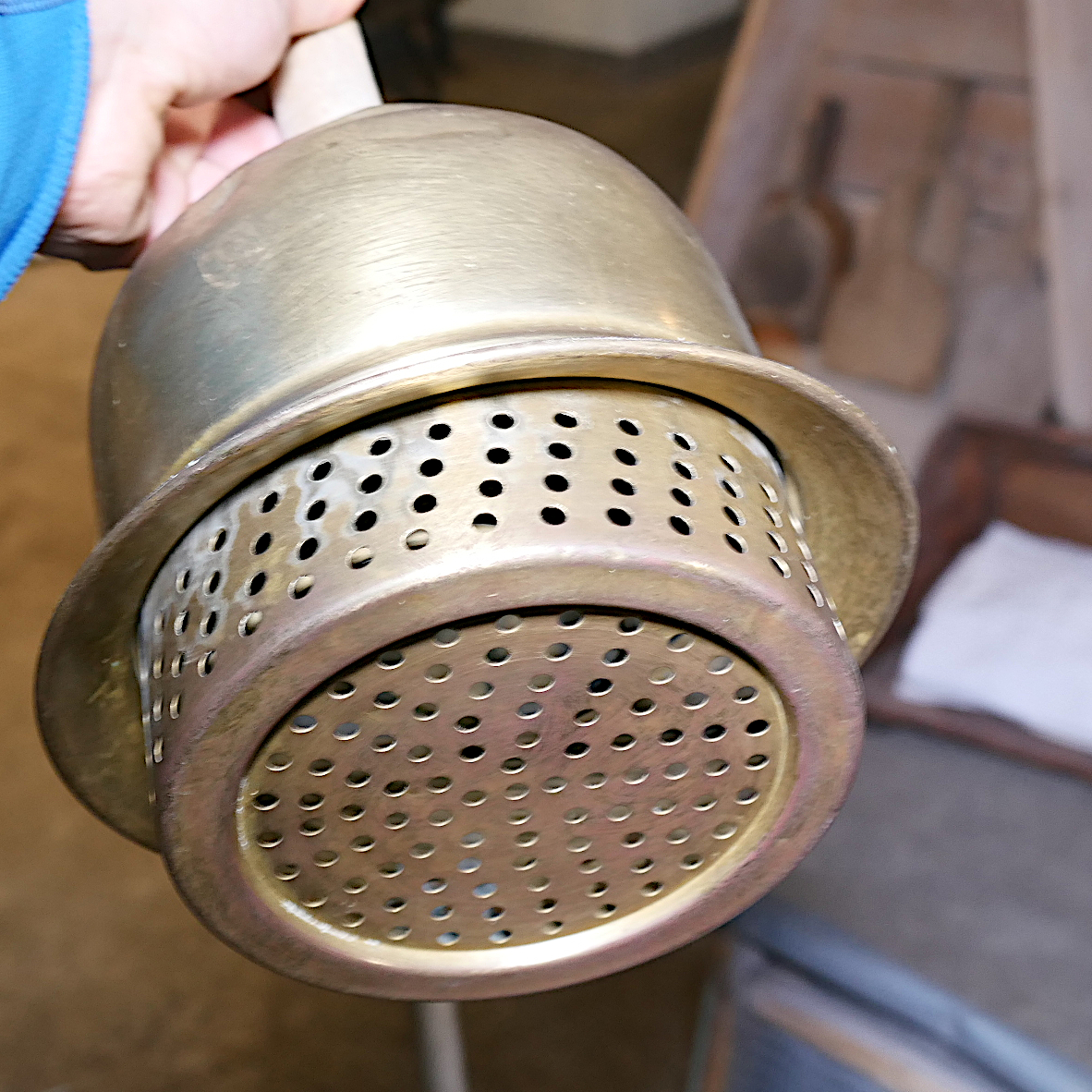
Wäschestampfer, Siebträger
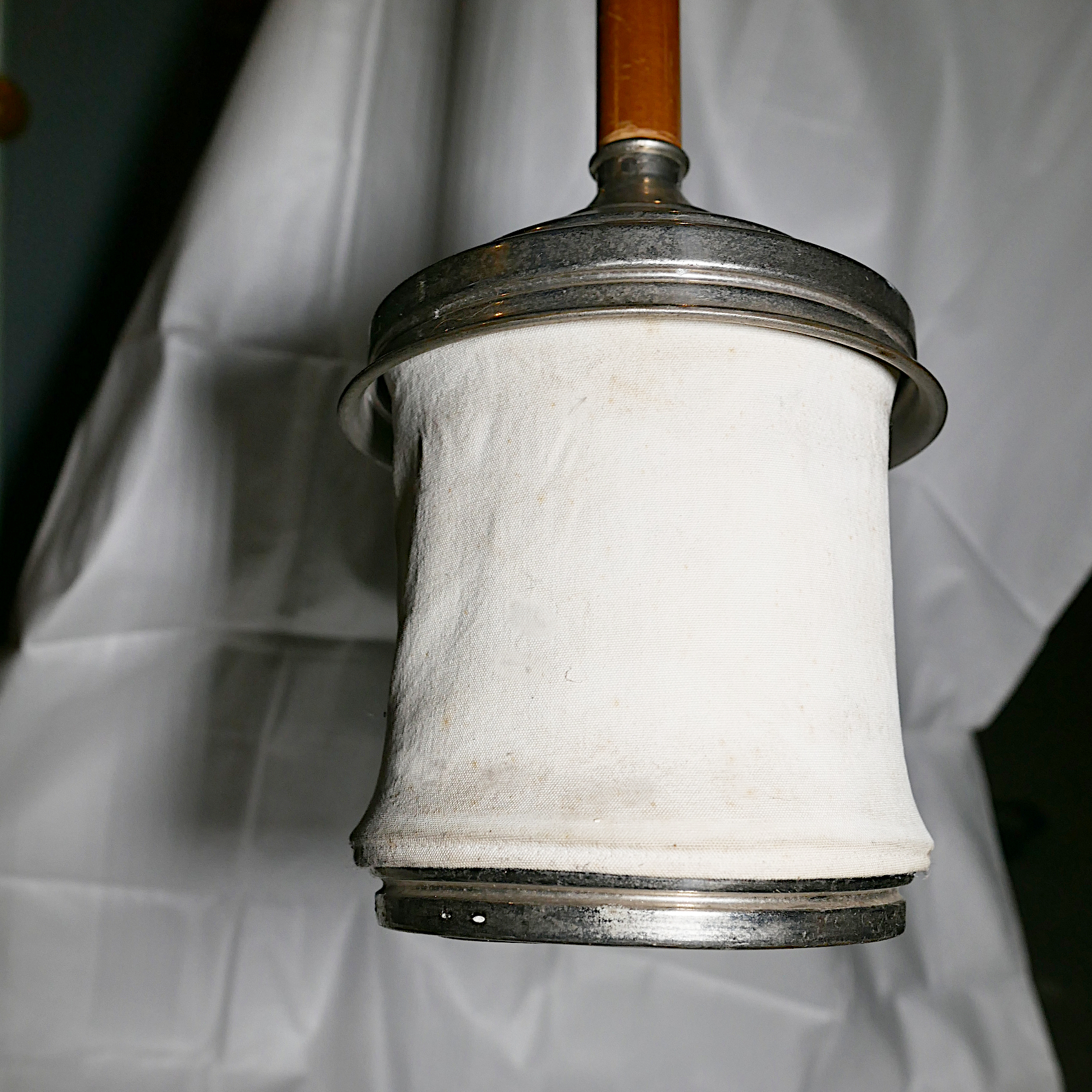
Wäschestampfer textile Glocke
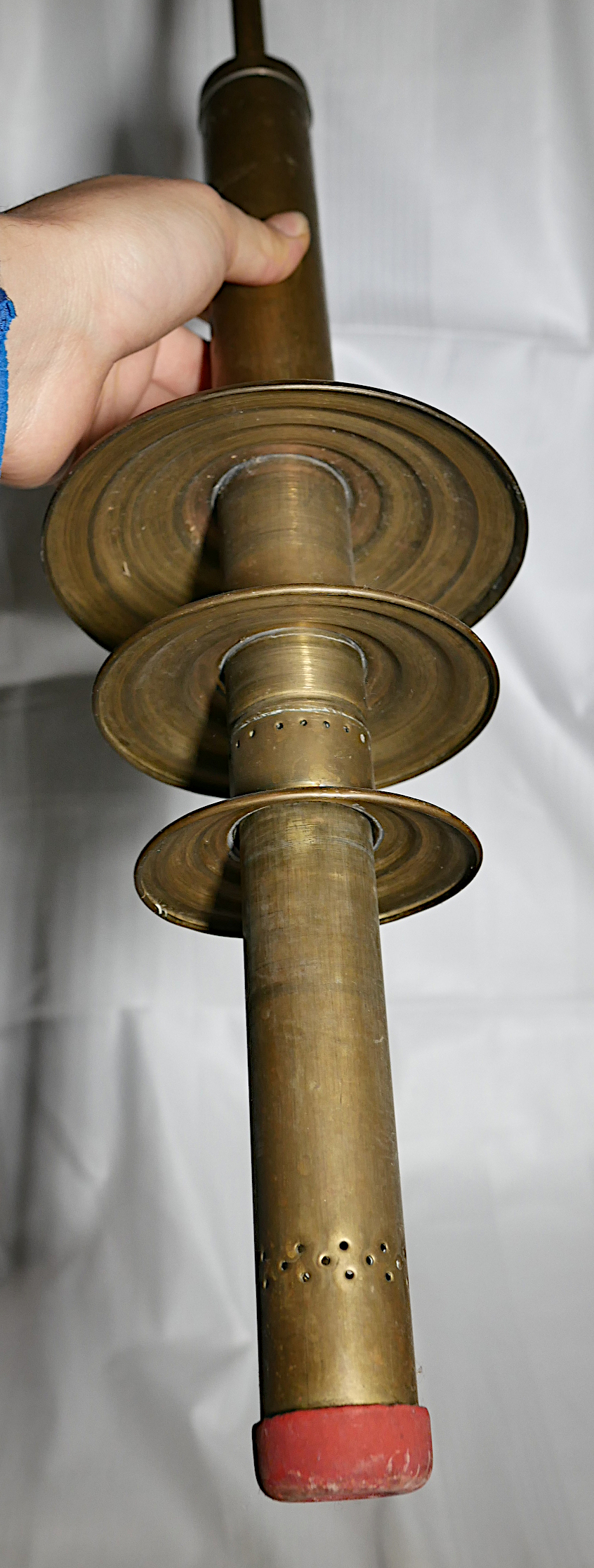
Wäschestampfer als Pumpe
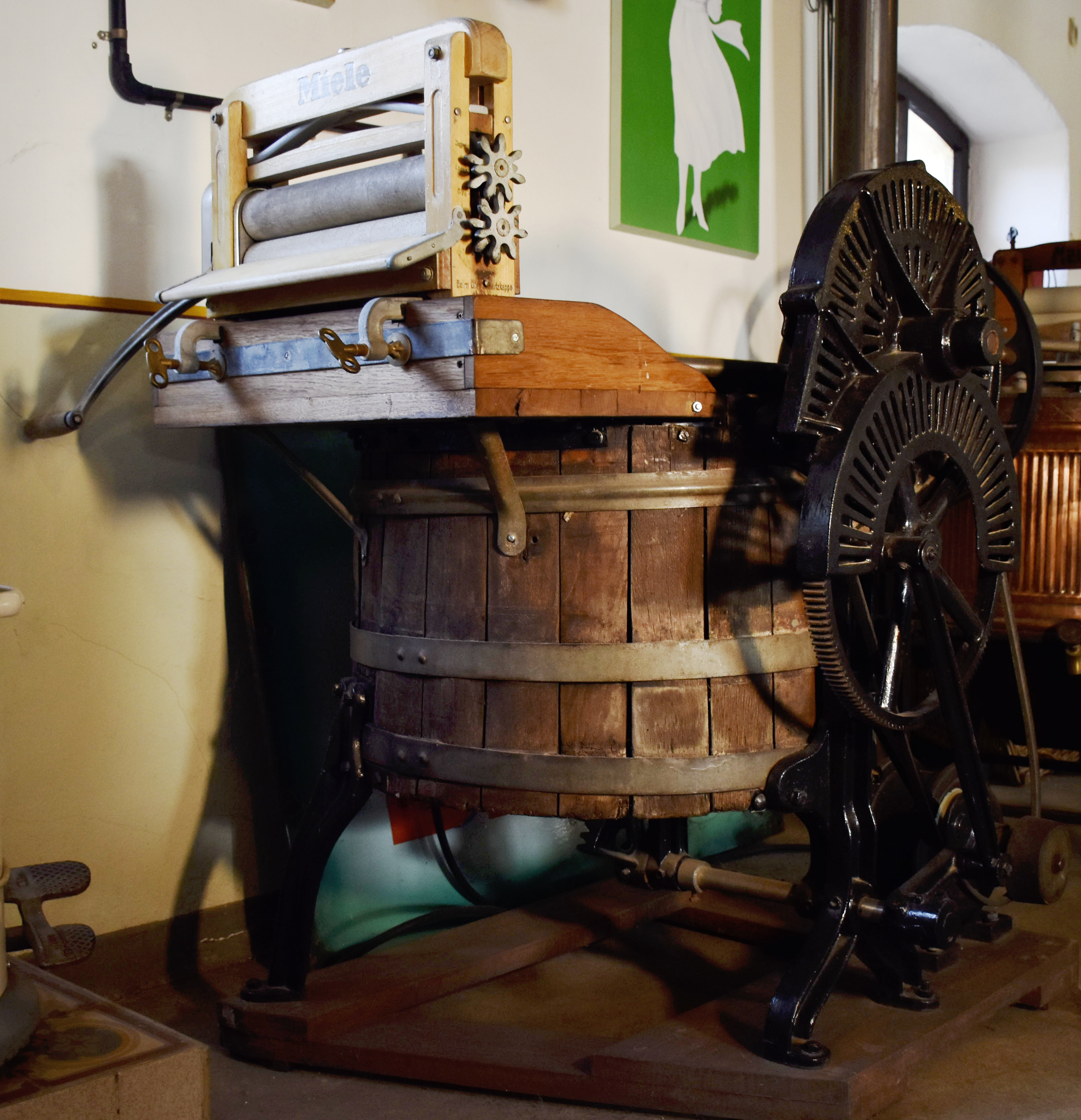
Holzbottichwaschmaschine mit Wringmaschine

- Holzbottichwaschmaschine mit Wringmaschine
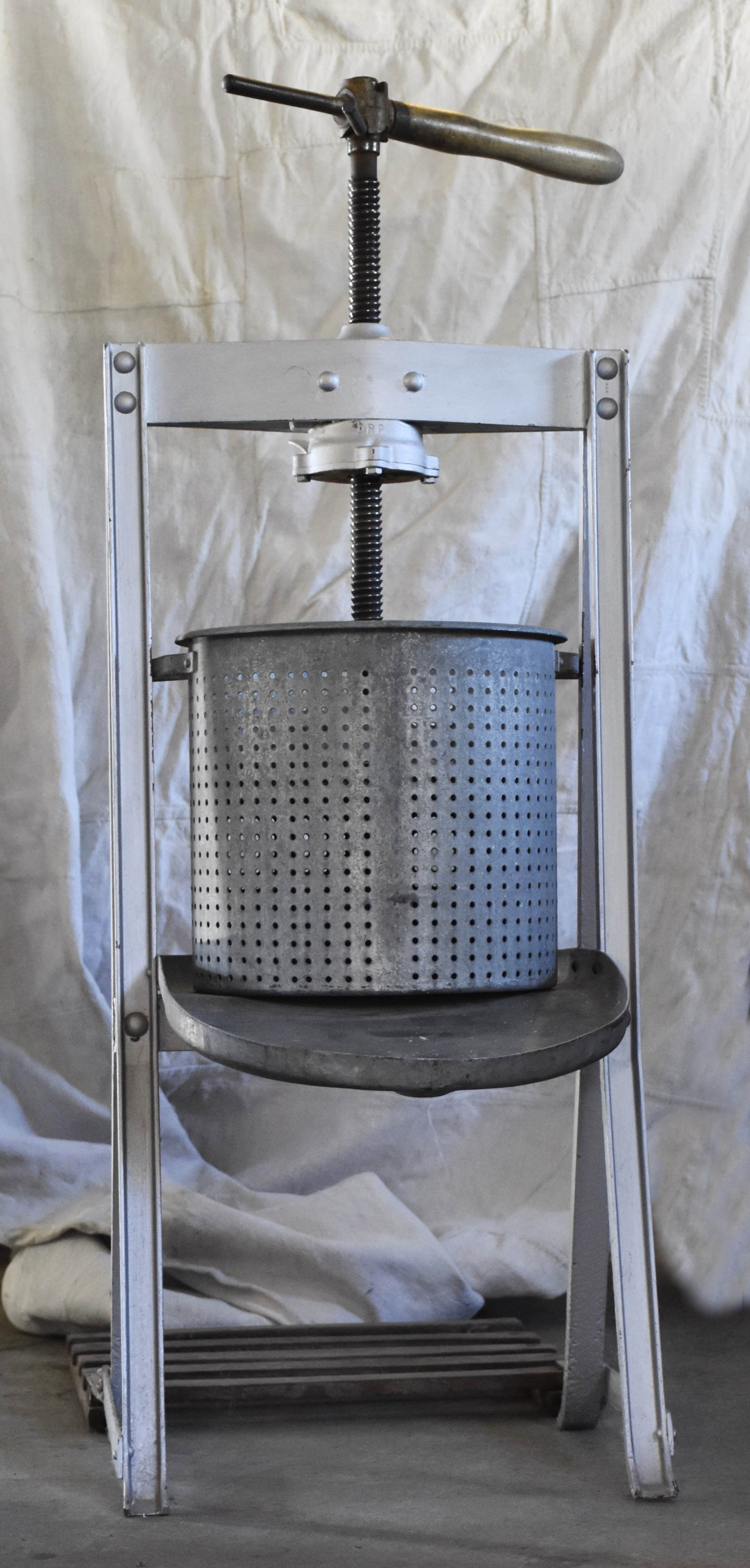
Wäsche-Presse
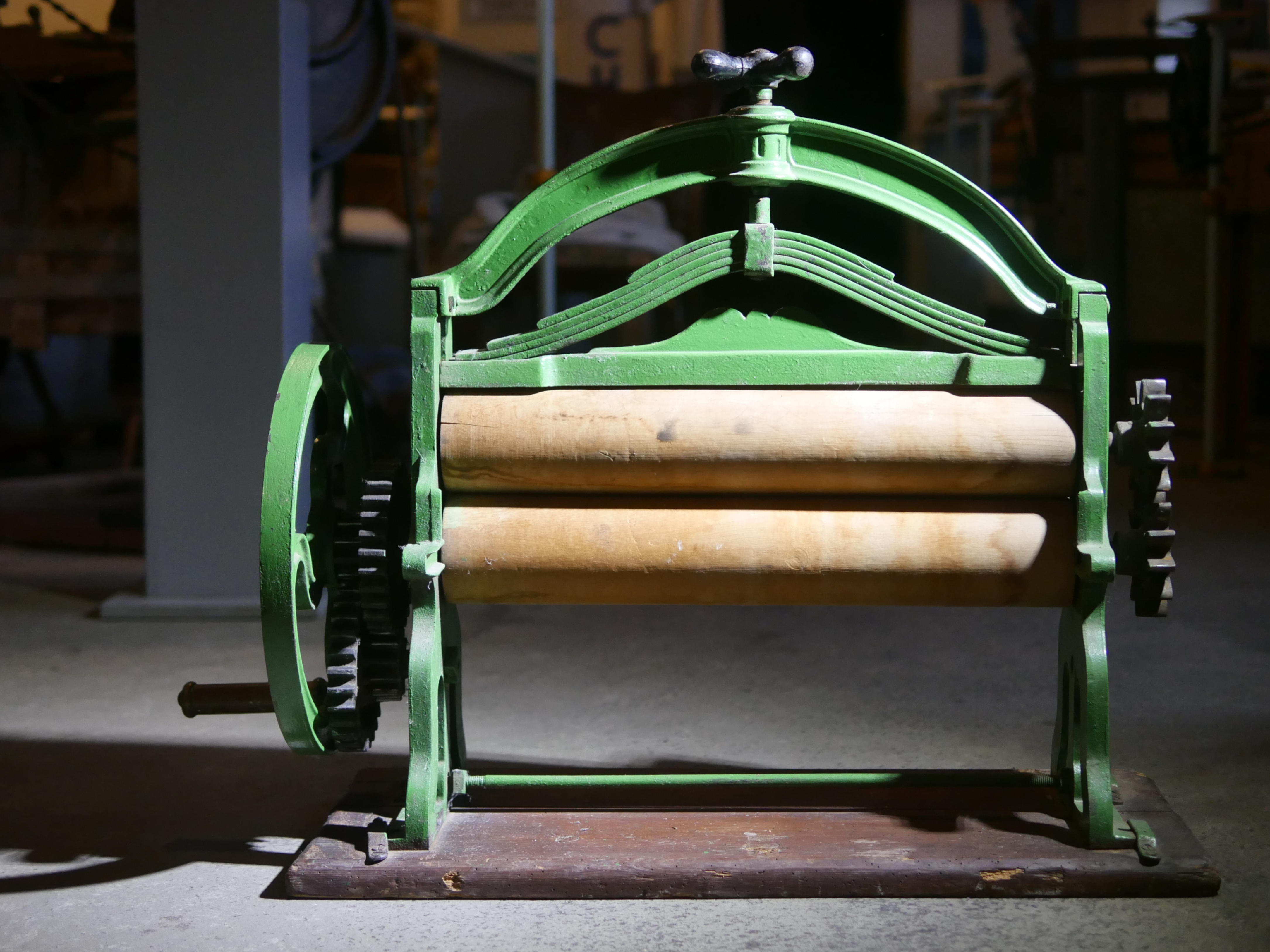
Mangel
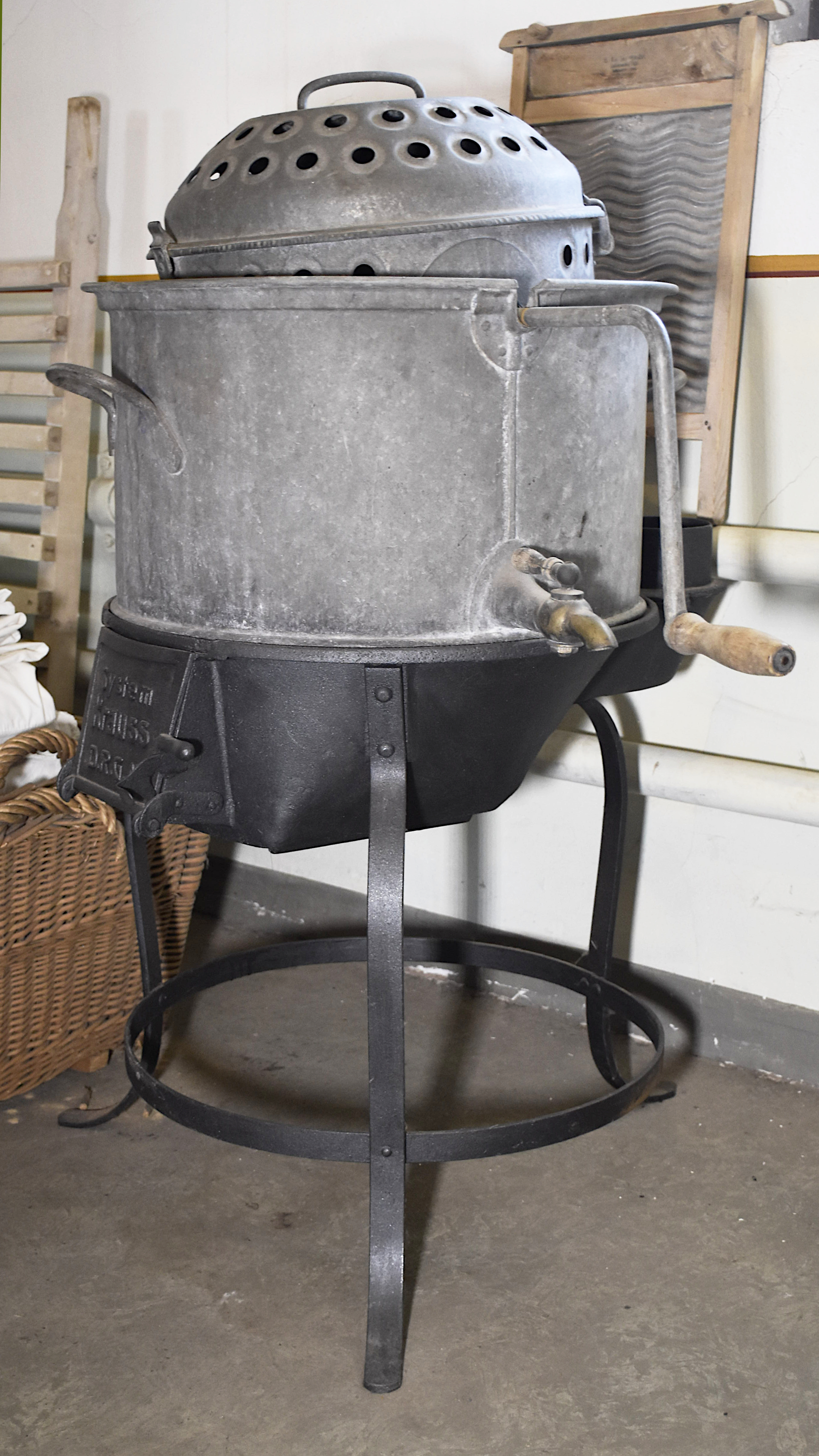
Volldampfwaschmaschine
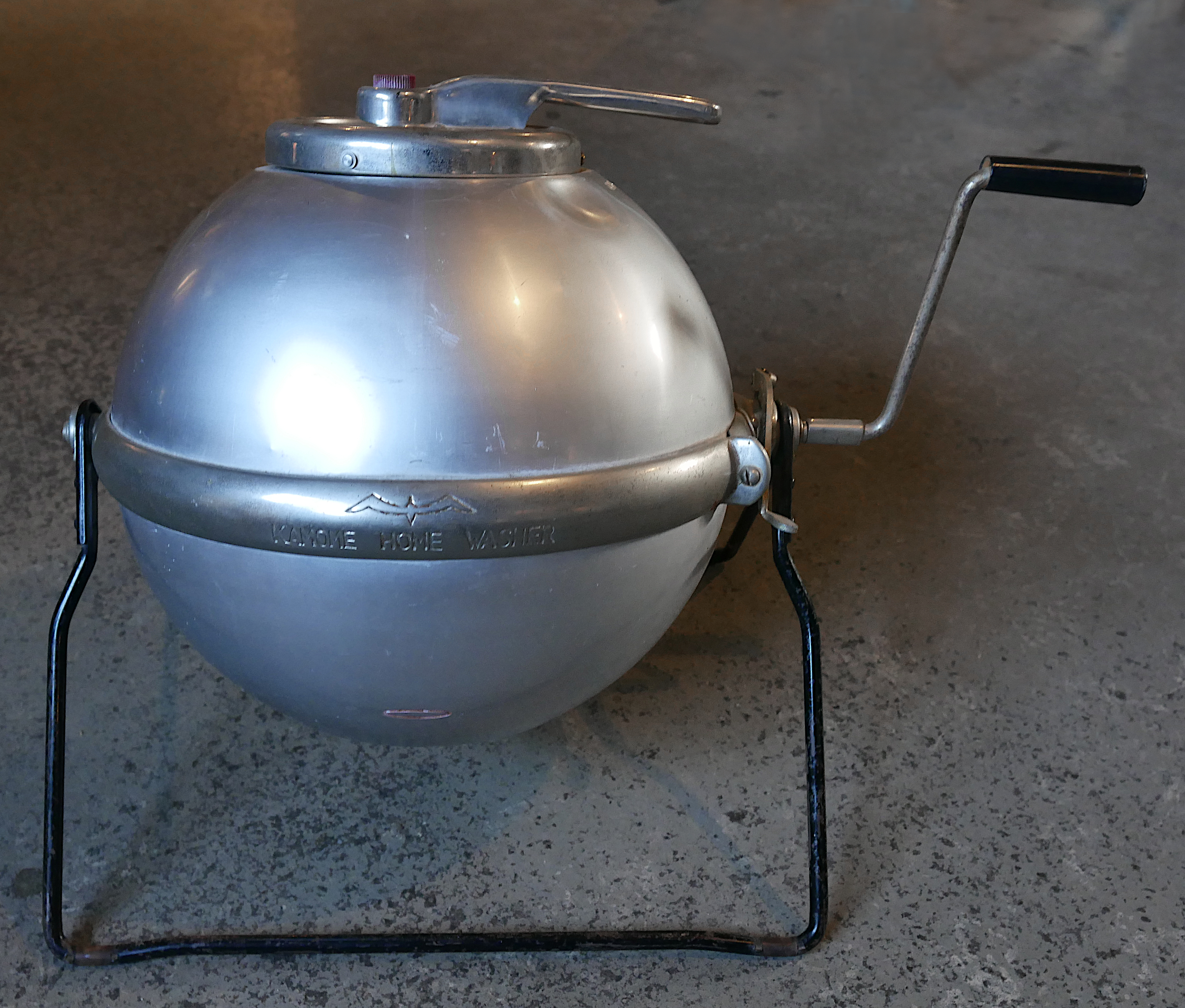
Kugelwaschmaschine (Junggesellen-Waschmaschine)
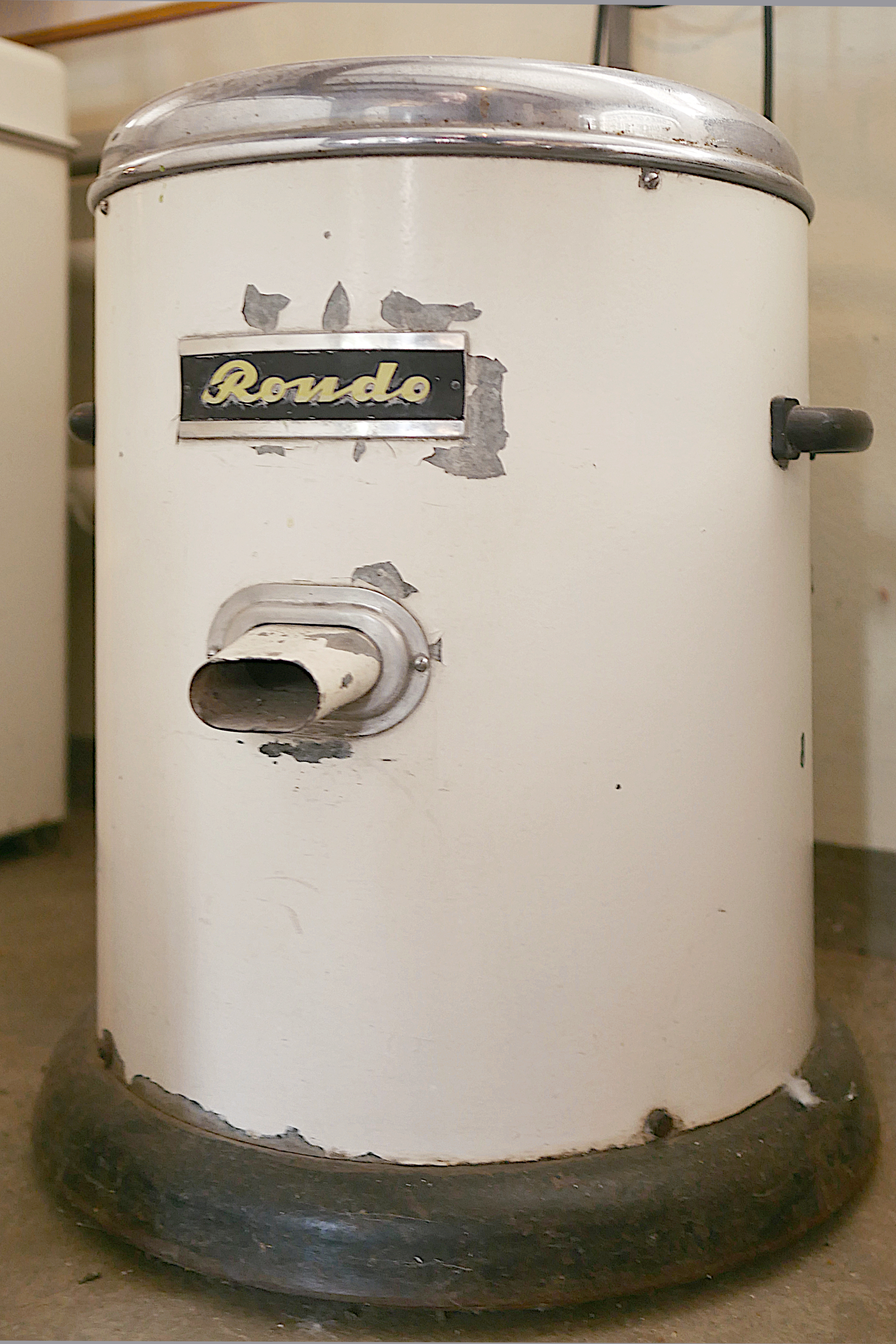
Wäscheschleuder
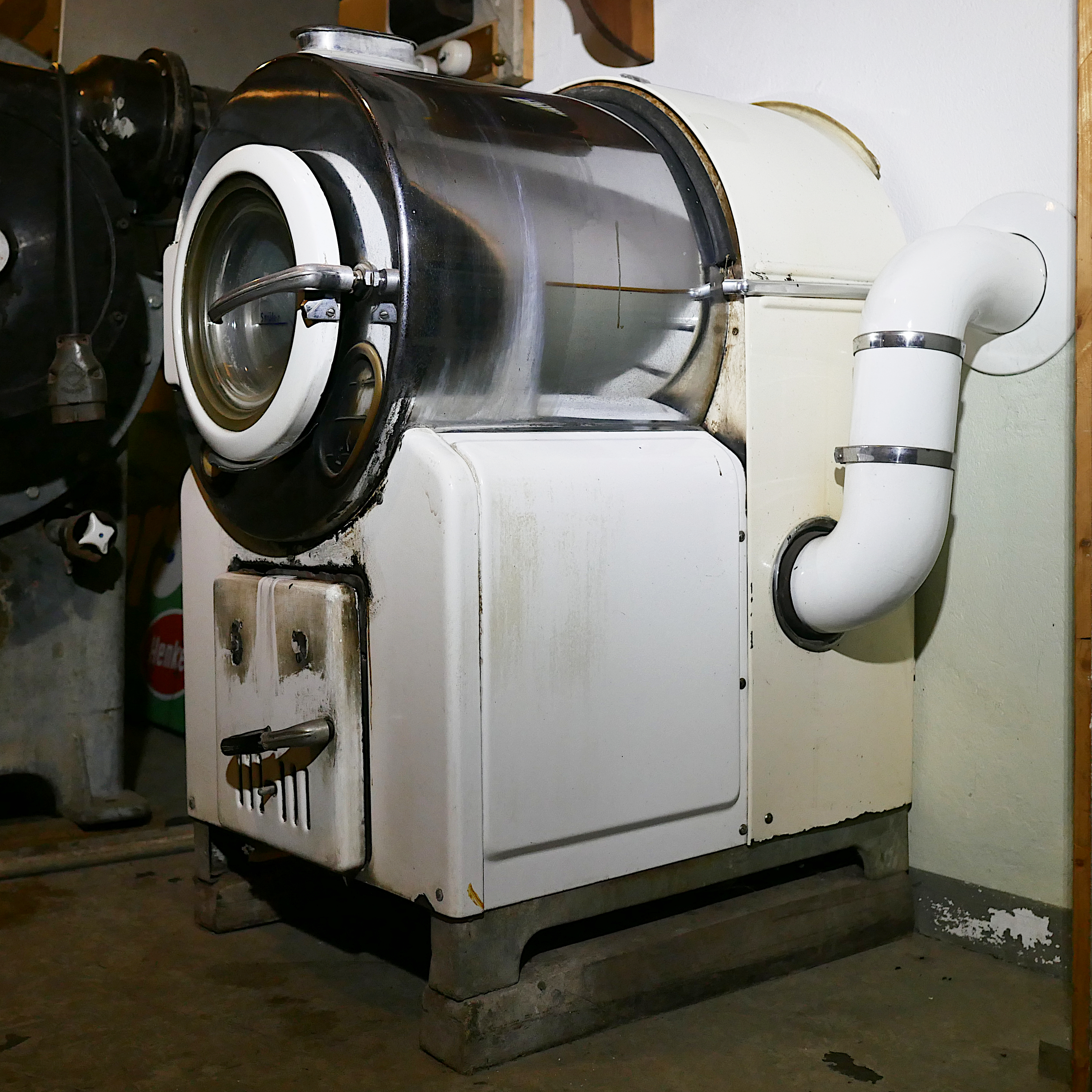
Frühe Frontlader-Waschmaschine

- Volldampfwaschmaschine
- Kugelwaschmaschine (Junggesellen-Waschmaschine)
- Wäscheschleuder
- Frühe Frontlader-Waschmaschine

Ein Stockwerk höher geht es dann ums Wasser zum Baden. Da es die meiste Zeit im Jahr zum Baden in der Mosel und in den Maaren noch viel zu kalt ist, zeigen wir wie man früher ein Bad zu Hause angerichtet hat: „Badewannen, Wasserschüsseln, Seifenschalen…“, die Ausstellung zeigt ein Spektrum des „sich Waschens“ in Stadt und Land. Die Thematik erstreckt sich vom Wasser, das man sich noch mühselig aus dem Brunnen schöpfen musste bis zum fließenden Wasser eines reinen „Art Deco“-Badezimmers aus der Trierer Innenstadt.
Die Ausstellung stellt dabei die Frage: Wer hat sich wann, wie oft und warum gebadet bzw. gewaschen. Beachtet werden dabei die städtische Umgebung Konz/Trier als auch das ländliche Umfeld.

### Zinnfigurenmuseum
Die Zinnfigurenausstellung ist ein „Museum im Museum“. Der Historiker Klaus Gerteis (Universität Trier) baute nach wissenschaftlichen Kriterien in Aach bei Trier ein privates Zinnfigurenmuseum auf. Dieses zog im Jahre 2005 unter Verdreifachung der Ausstellungsfläche in den Roscheider Hof um. Auf dem 220 Quadratmeter großen Speicher des Gutshofes ist Eine kleine Welt in Zinn mit vielen tausend Figuren, nicht nur Zinnsoldaten, aufgebaut. Die Ausstellung wurde 2007 durch ein Diorama eines römischen Legionslagers von H.-J. Graul, Neuss, und 2008 durch eine Zinngießerwerkstatt ergänzt.
Bis auf wenige Exponate wurden die Figuren von Klaus Gerteis in einer sich über mehr als fünf Jahrzehnte erstreckenden Sammlertätigkeit zusammengetragen, hergestellt, bemalt und in Dioramen aufgestellt. Die Ausstellung gliedert sich nach vier Aspekten:
- Mit alten Figuren und Abgüssen aus alten Formen wird die Entwicklung der Zinnfiguren ab etwa 1800 anschaulich gemacht.
- Die Ausstellung nimmt dabei Rücksicht auf die persönlichen Schwerpunkte des Sammlers. So werden auch Packungen, in denen die Zinnfiguren verkauft wurden, zusammen mit ihrem Inhalt gezeigt. Einen weiteren Schwerpunkt der Sammlung bilden alte Fahrzeuge und Spiele mit Zinnfiguren.
- In Dioramen mit Zinnfiguren werden überwiegend Themen zur Geschichte der Region gezeigt.
- In einer Schauwerkstatt werden die Gravur von Formen, der Guss und die Bemalung von Zinnfiguren gezeigt (s. Video).[10]

## Freigelände
Das Gelände umfasst zwei Baugruppen, die Baracken, die Museumsfelder, die Streuobstwiesen, verschiedene Gärten, technische Denkmäler und Bienenstöcke.

### Hunsrückweiler

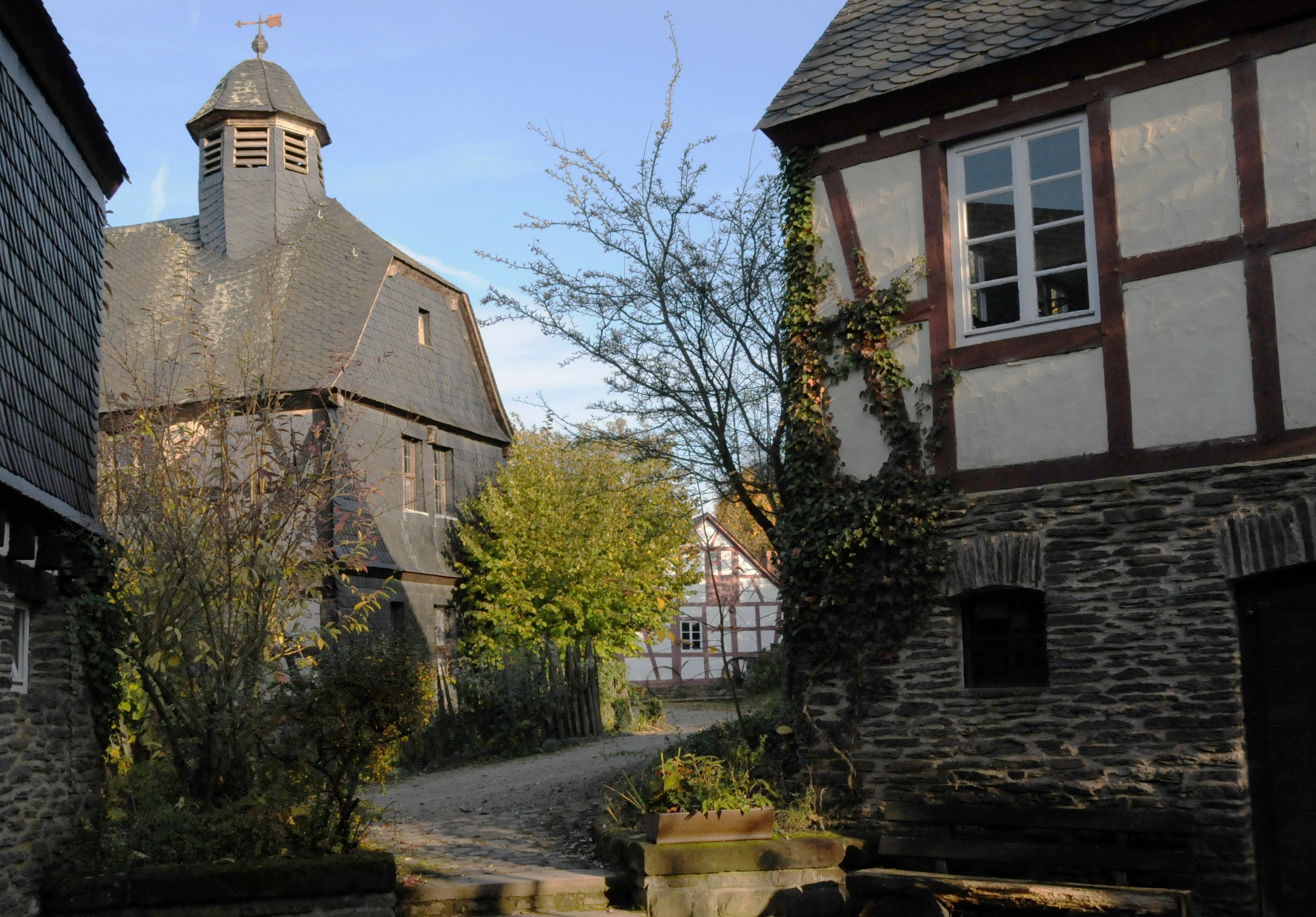
Der Hunsrückweiler

Der Hunsrückweiler besteht aus zehn Fachwerkhäusern und einem Backhaus aus dem Hunsrück. Bereits 1974 wurde das Dorfrathaus von Gödenroth als erstes neues Gebäude in das Museum übertragen. Mit dem Innenausbau der Schule aus Würrich wurde der Ausbau des Hunsrückweilers 2008 vorläufig abgeschlossen. Häuser von besonderem Interesse sind:

#### Dorfrathaus aus Gödenroth
Das Dorfrathaus aus Gödenroth war das erste Gebäude, das im Freilichtmuseum errichtet wurde. Es ist beispielhaft für die Rathäuser in den evangelischen Gemeinden des Hunsrücks. Katholische Gemeinden unterstanden dem Kurstaat Trier und von diesem wurde keine gemeindliche Selbstverwaltung geduldet. Das Erdgeschoss wurde zeitweise als Armenhaus der Gemeinde genutzt. Die Remise nebenan diente zunächst als Kleintierstall, später zur Unterbringung der Feuerlöschgeräte. Das Rathaus ist noch auf dem Wappen von Gödenroth zu sehen.

#### Schulhaus aus Würrich

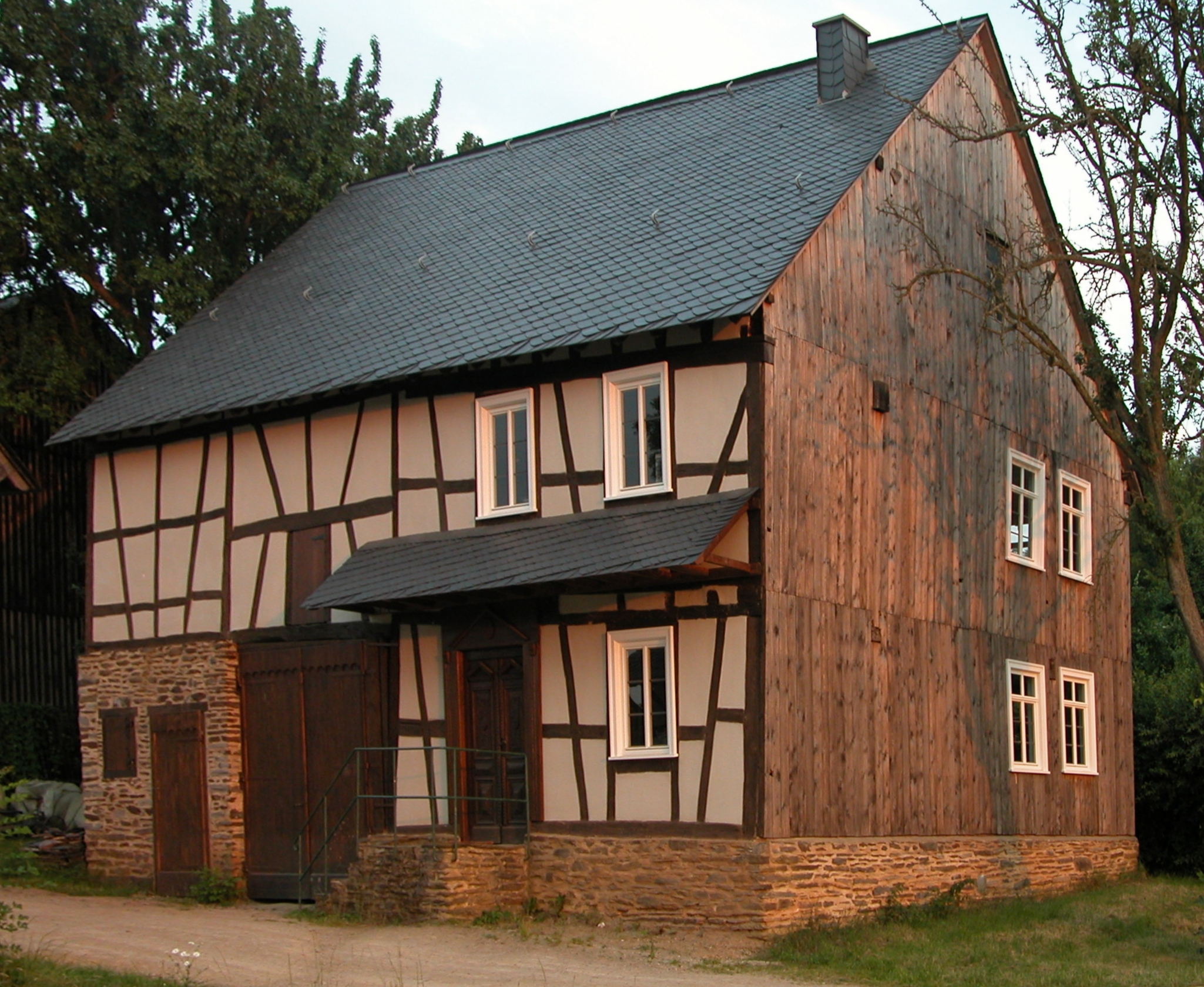
Das Schulhaus aus Würrich

Das Schulhaus aus Würrich ist das älteste in das Museum translozierte Gebäude. Das Holz des Fachwerks wurde im Frühjahr 1680 geschlagen und verbaut. Das Haus war anfangs einstöckig und diente wohl von Anfang an als Schule und Lehrerwohnung. Da es keine Bilder oder genaue Beschreibungen vom Aussehen von Schulräumen im späten 17. Jahrhundert gibt, war es nicht möglich, einen Schulraum aus dieser Zeit zu rekonstruieren. Im Untergeschoss befindet sich eine Ausstellung zum Thema Schule, im Obergeschoss eine Ausstellung zum Thema „Konservierung von Lebensmitteln“. Das Schulhaus wurde 1996 am Originalstandort abgebaut. Im Mai 2000 konnte Richtfest gefeiert werden. Danach diente das Haus zur Demonstration des Fachwerkbaus und für entsprechende Schulklassenprojekte. Die für Schulklassen zu gefährlichen Arbeiten in den oberen Stockwerken wurden 2007 durch Museumsmitarbeiter und Fachfirmen durchgeführt; das Haus wurde 2008 ausgestattet und für das Publikum geöffnet.

#### Backhaus aus Oberkleinich
Seit Gründung des Museums bestand der Wunsch, ein Backhaus im Hunsrückdorf aufzubauen. Erst nach jahrelanger Suche konnte ein geeignetes Objekt in Oberkleinich gefunden werden. Es handelt sich um ein kleines einstöckiges Schieferbruchsteingebäude. Das Innere besteht aus einem Raum, dessen hinteres Drittel der Backofen einnimmt. Ursprünglich gehörte es fünf Backgenossen, die es 1932 in Eigenleistung erbauten. Beim Abbau stellte sich heraus, dass nicht nur Ofensteine für das Mauerwerk verwendet wurden, sondern auch zerbrochene Sandsteintröge und anderes Abfallgestein.

#### Haus Schug
Das Haus Schug oder auch Haus Schuche, wie es genannt wurde, ist ein Fachwerkhaus mit zweiraumtiefem Grundriss. Solche Wohngebäude gelten seit dem 18. Jahrhundert als charakteristisch für den östlichen Hunsrück. Das Innere ist als Haus eines Nebenerwerbswebers eingerichtet.

#### Haus Trappitschens aus Mastershausen
Bei dem Haus Trappitschens aus Mastershausen handelt es sich um ein für den Vorderen Hunsrück typischen zweiraumtiefen Bau aus der Zeit um 1830. Bei einem größeren Umbau 1915 wurden unter anderem die ursprünglich vorhandenen Krüppelwalme entfernt, so dass das Gebäude sein heutiges durch das Satteldach bestimmtes charakteristisches Aussehen erhielt. Im Museum wurde das Gebäude im Zustand der frühen 1950er Jahre eingerichtet, einer Zeit also, in der sich das Wirtschaftswunder allenfalls andeutete. Das Mobiliar zeigt dann auch eine eigenartige Mischung aus älteren Möbelstücken, die noch von vor dem Krieg stammten, und typischen 50er-Jahre-Möbeln.

#### Haus Molz aus Fronhofen
Das Haus Molz ist das Haus eines für Hunsrücker Verhältnisse wohlhabenden Bauern aus Fronhofen bei Kleinich. Aufgrund des frühen Todes seines Erbauers wurde es seit 1875 nur noch sporadisch in Notzeiten bewohnt und blieb so ohne gravierende Umbauten erhalten. Das Haus war im Zweiten Weltkrieg Außenstelle eines Kriegsgefangenenlagers, hauptsächlich für französische Kriegsgefangene. Eine thematische Ausstellung hierzu befindet sich im Flur des Hauses. Im Obergeschoss wurde nach alten Fotografien die Vergitterung der Fenster und die Ausstattung des Schlafraums mit aus rohem Holz zusammen gezimmerten Betten für die Kriegsgefangenen rekonstruiert.

#### Haus Klaesjes aus Lieg
Das benachbarte Haus Klaesjes aus Lieg ist wesentlich einfacher gebaut und eingerichtet. Es war das Haus eines Schweinehirten, später das eines Schneiders.

#### Schmiede
Zur untersten Schicht in der sozialen Hierarchie eines Dorfes gehörten die Bewohner des Hauses Franz, das im Museum als Schmiede eingerichtet ist. Das Gebäude war ursprünglich ein Haus eines Tagelöhners am Dorfrand von Irmenach. Dessen Tochter bekam drei uneheliche Töchter. Ihre 1800 geborene Tochter bekam ihrerseits eine uneheliche Tochter. Auch diese bekam – kaum zwanzigjährig – eine Tochter, ohne verheiratet zu sein. Sie lebten von kleinen Dienstleistungen für Dorfbewohner, waren Botenfrauen, verkauften Butter auf dem Markt in Traben-Trarbach und arbeiteten möglicherweise auch als Prostituierte. Erst 1928, nach dem Tod seiner letzten Besitzerin, wurde das Haus zur Schmiede umgebaut.
Die Gärten im Hunsrückweiler stellen Bauerngärten um etwa 1900 in einer Mittelgebirgslandschaft dar.

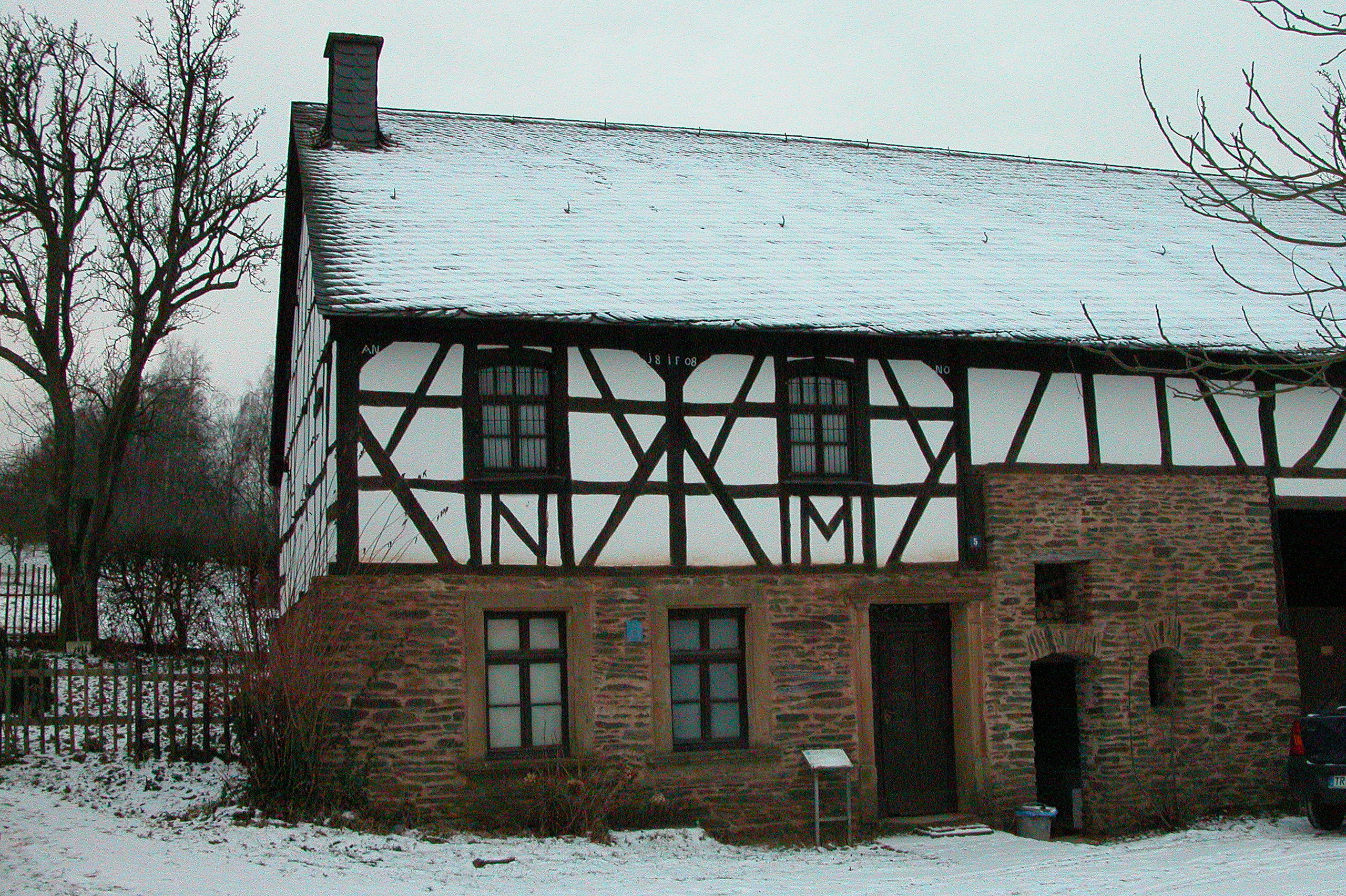
Haus Molz mit vergitterten Fenstern im ersten Stock
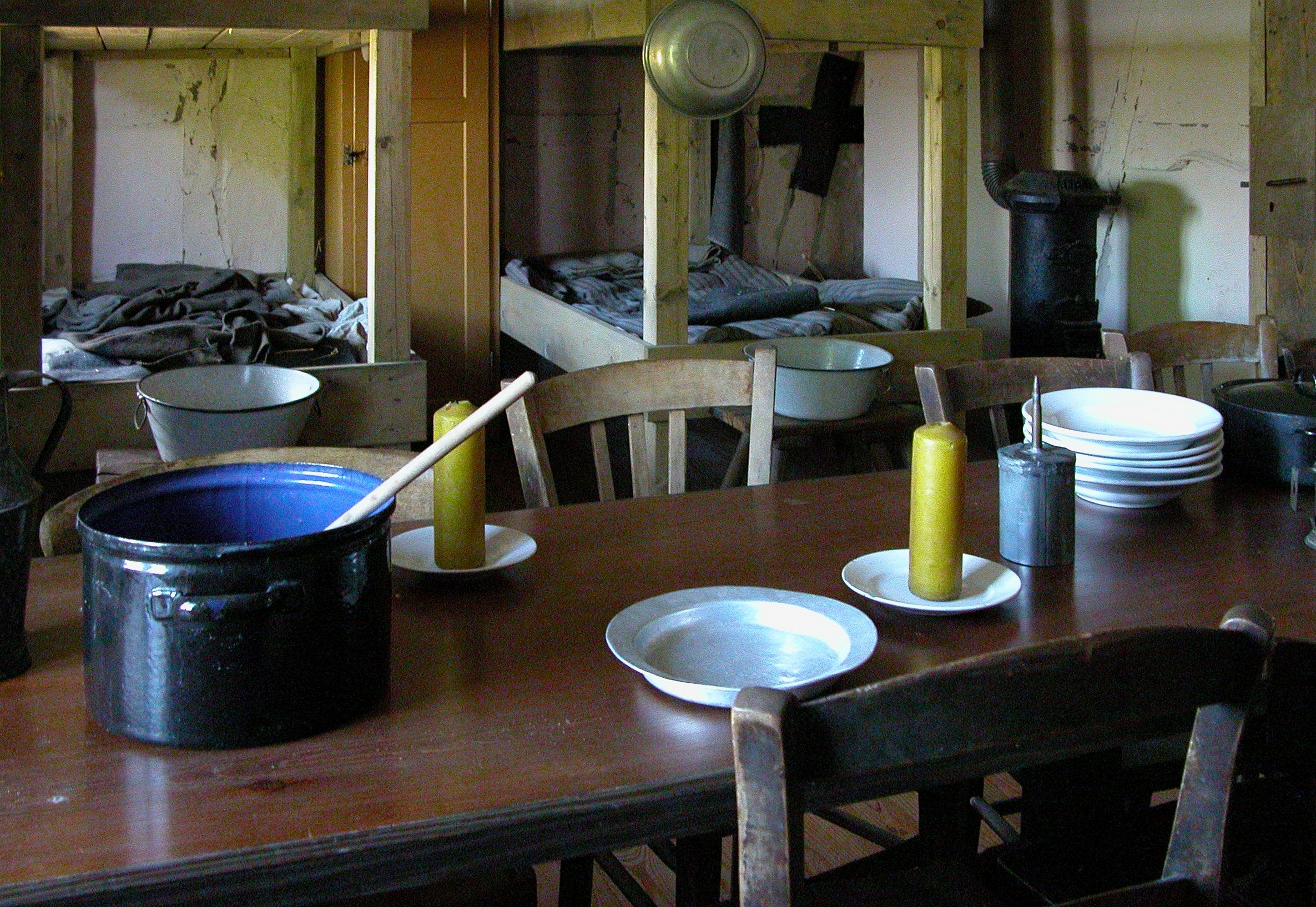
Haus Molz, Schlafraum für französische Kriegsgefangene
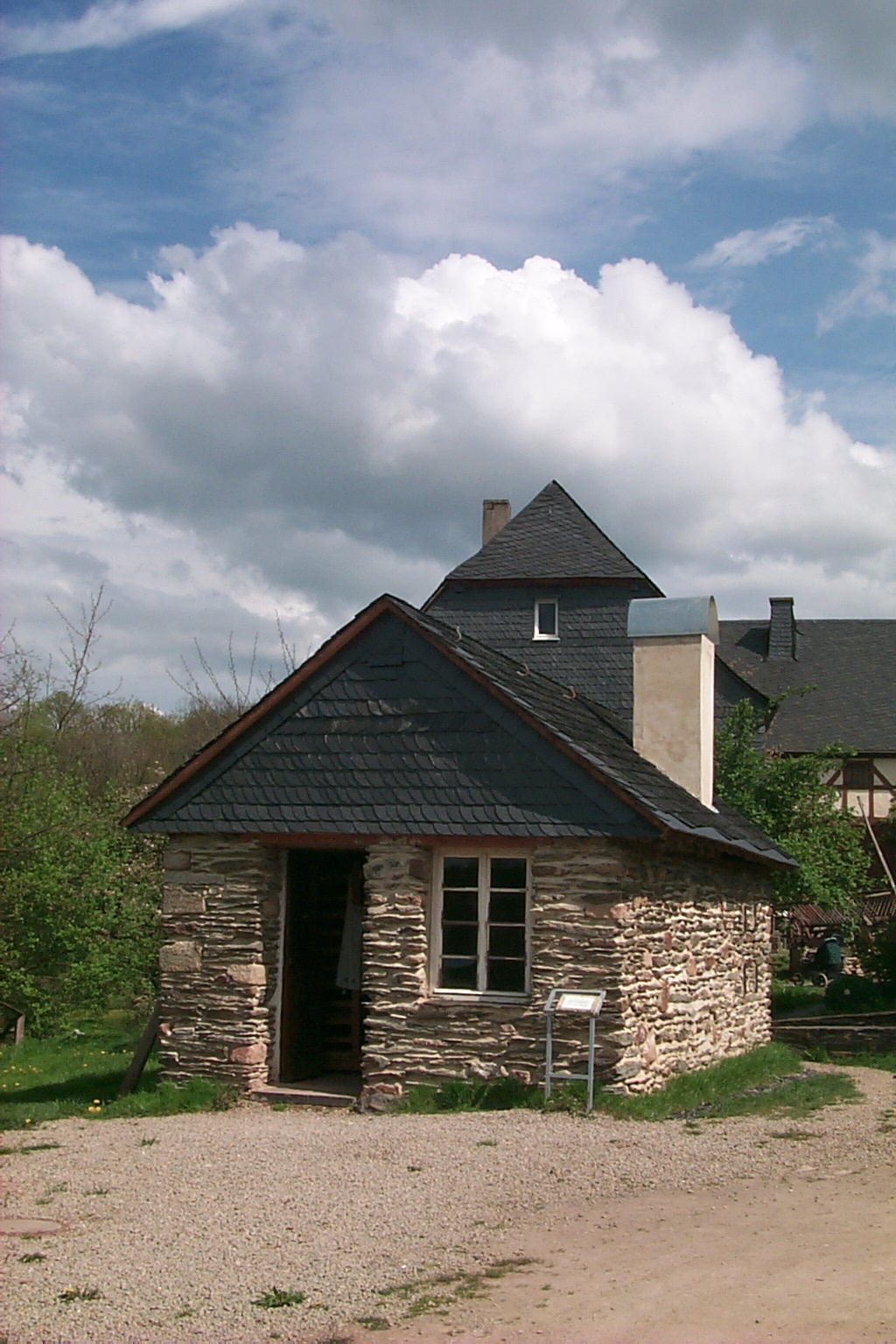
Backhaus
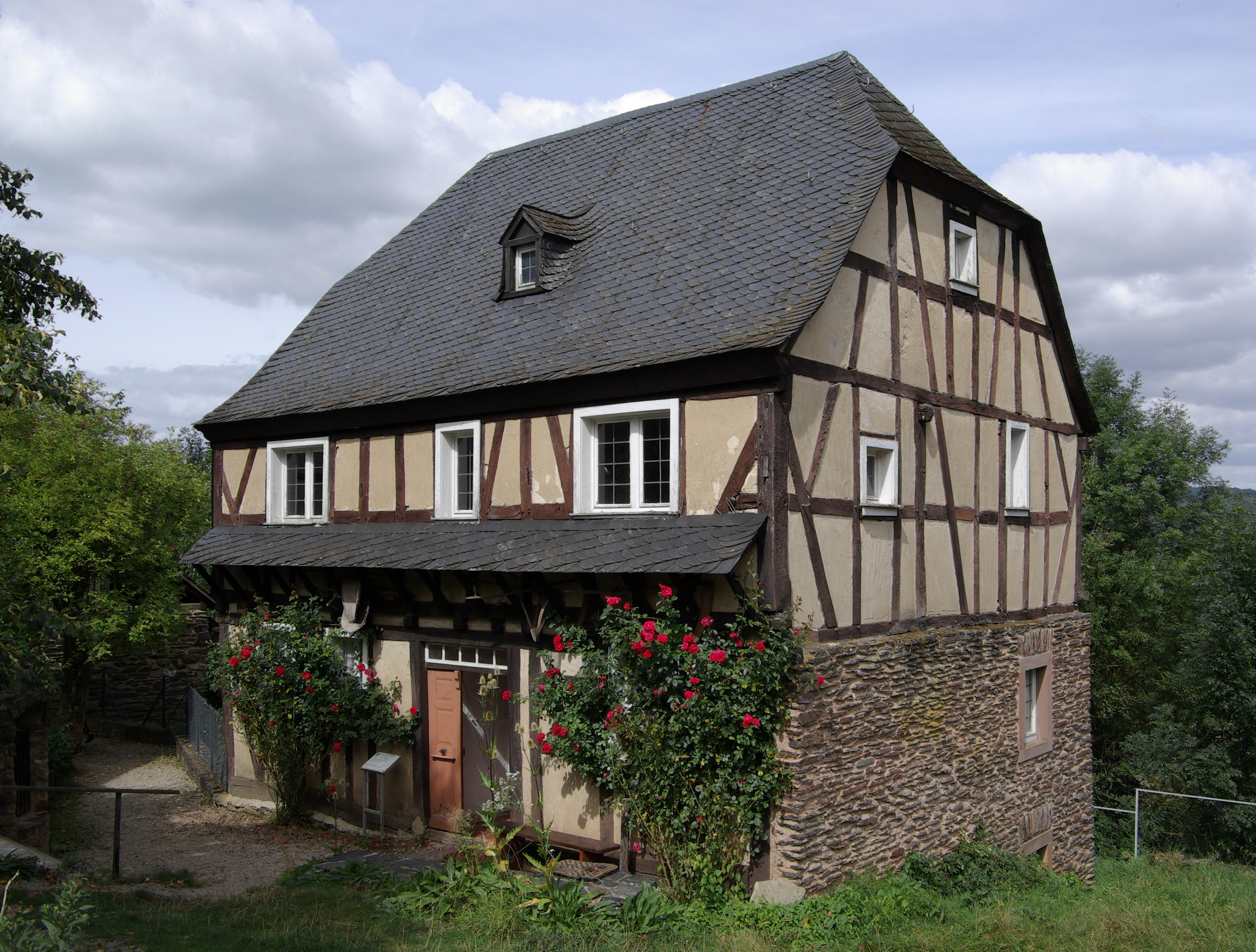
Haus Schuche
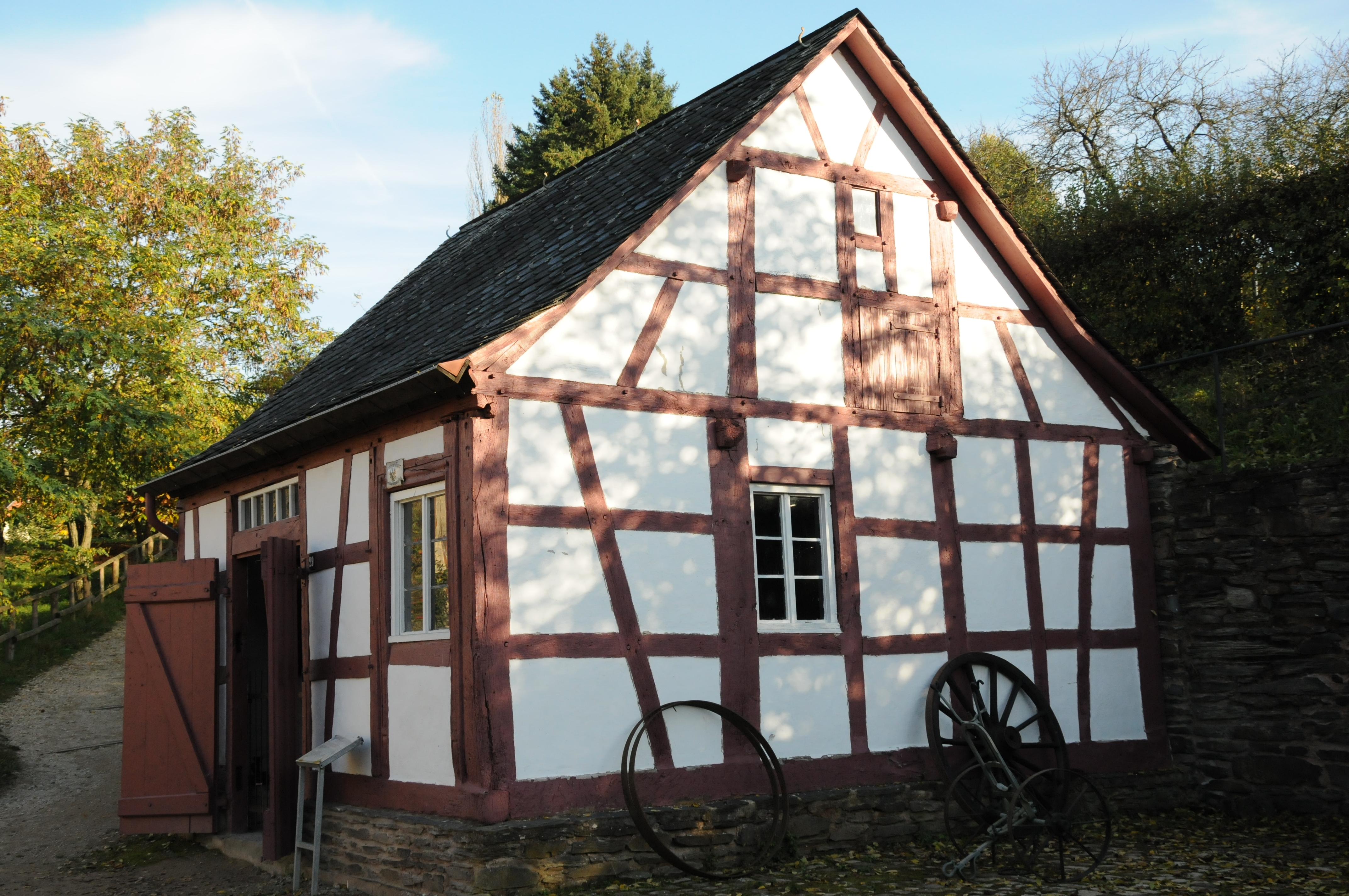
Haus Franz, heute Schmiede
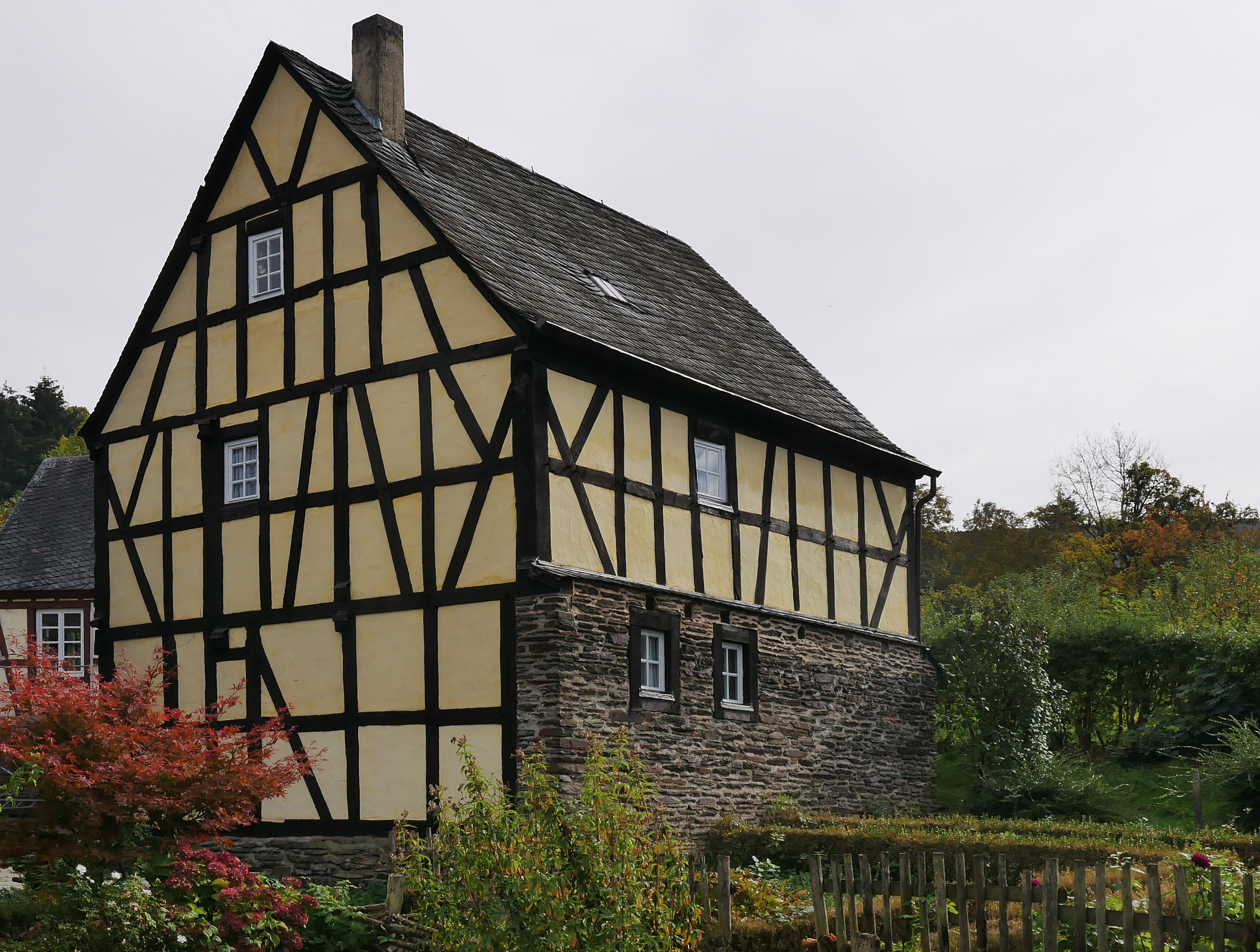
Haus Klaesjes

### Am Güterbahnhof
Dieser Museumsbereich wurde ursprünglich als Baugruppe Mosel–Saar konzipiert. Seine Ausrichtung änderte sich durch den Wiederaufbau des ehemals am Konzer Bahnhof stehenden Güterschuppens am zentralen Platz dieser Baugruppe. Im Mittelpunkt steht heute die Anlieferung von Stückgut durch die Bahn und deren Verteilung an Weingüter und Bauernhäuser mittels historischer Lastkraftwagen.
- Zentrales Gebäude dieser Baugruppe ist ein Güterschuppen in Fachwerkbauweise, der Ende des 19. Jahrhunderts neben dem Konzer Bahnhof errichtet wurde. Die Güterhalle wurde 1888 im Rahmen des Baus der Kanonenbahn zusammen mit einem zweiten Schuppen errichtet. Letzterer stand gegenüber dem Bahnhofshauptgebäude, etwa auf dem heutigen Park-and-Ride-Parkplatz. Er wurde 1944 durch Artelleriebeschuss stark beschädigt und musste deshalb in der Nachkriegszeit abgerissen werden. Da fast alle Sendungen von Konzer Firmen wie Zettelmeyer und KUAG per Bahn und über diese Halle abgewickelt wurden, gehörte er zur wichtigen Konzer Infrastruktur. Durch die Aufgabe des Stückgutverkehs verlor er seine Funktion. Seine allerletzte Nutzung am Originalstandort war die eines Fahrraddepots, dann stand  sie der ab 2014 durchgeführten Neugestaltung des Konzer Bahnhofsumfelds im Weg. Nach der Überführung in das Museum wurde im Inneren ein Stückgutlager mit einem Büroraum eingerichtet. An der Rückseite steht ein Güterwagen der Brohltalbahn. Um den Schuppen herum stehen seine „Kunden“: 2 kleine Winzerhäuser mit einem dazwischen liegenden Weinberg und unterhalb des Schuppens ein großes Bauernhaus.

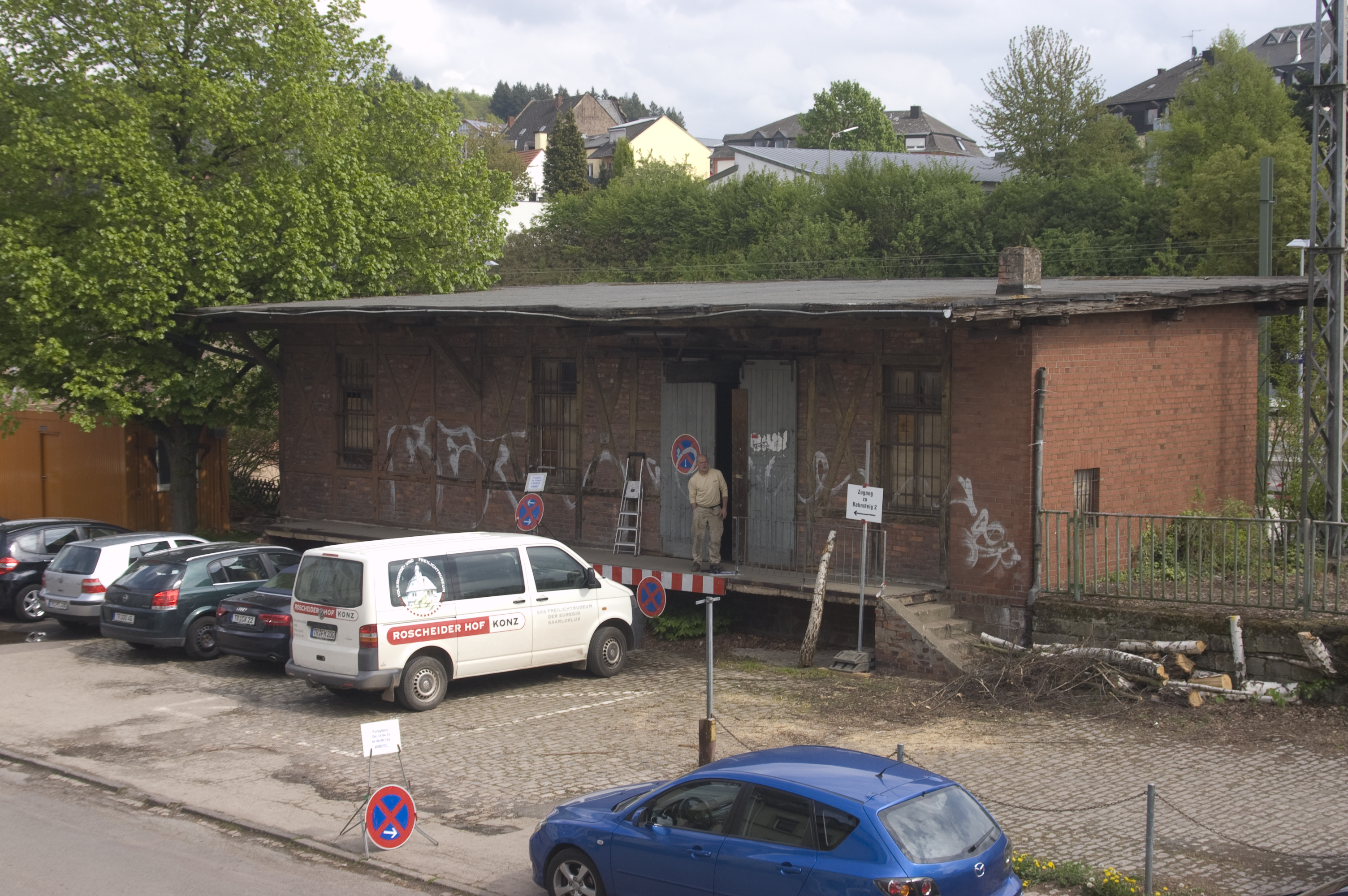
Güterschuppen vor der Translozierung
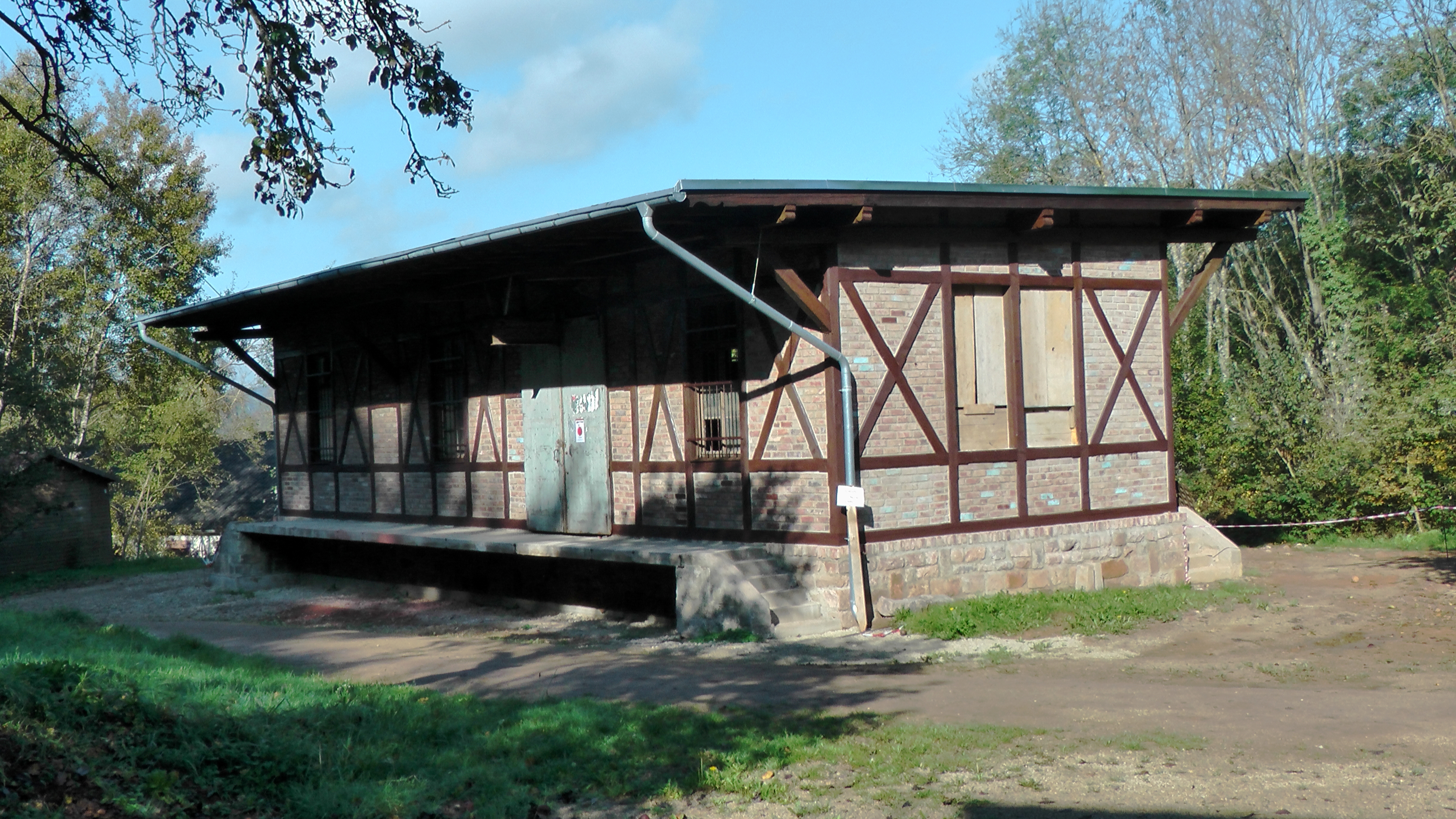
Güterschuppen aus Konz
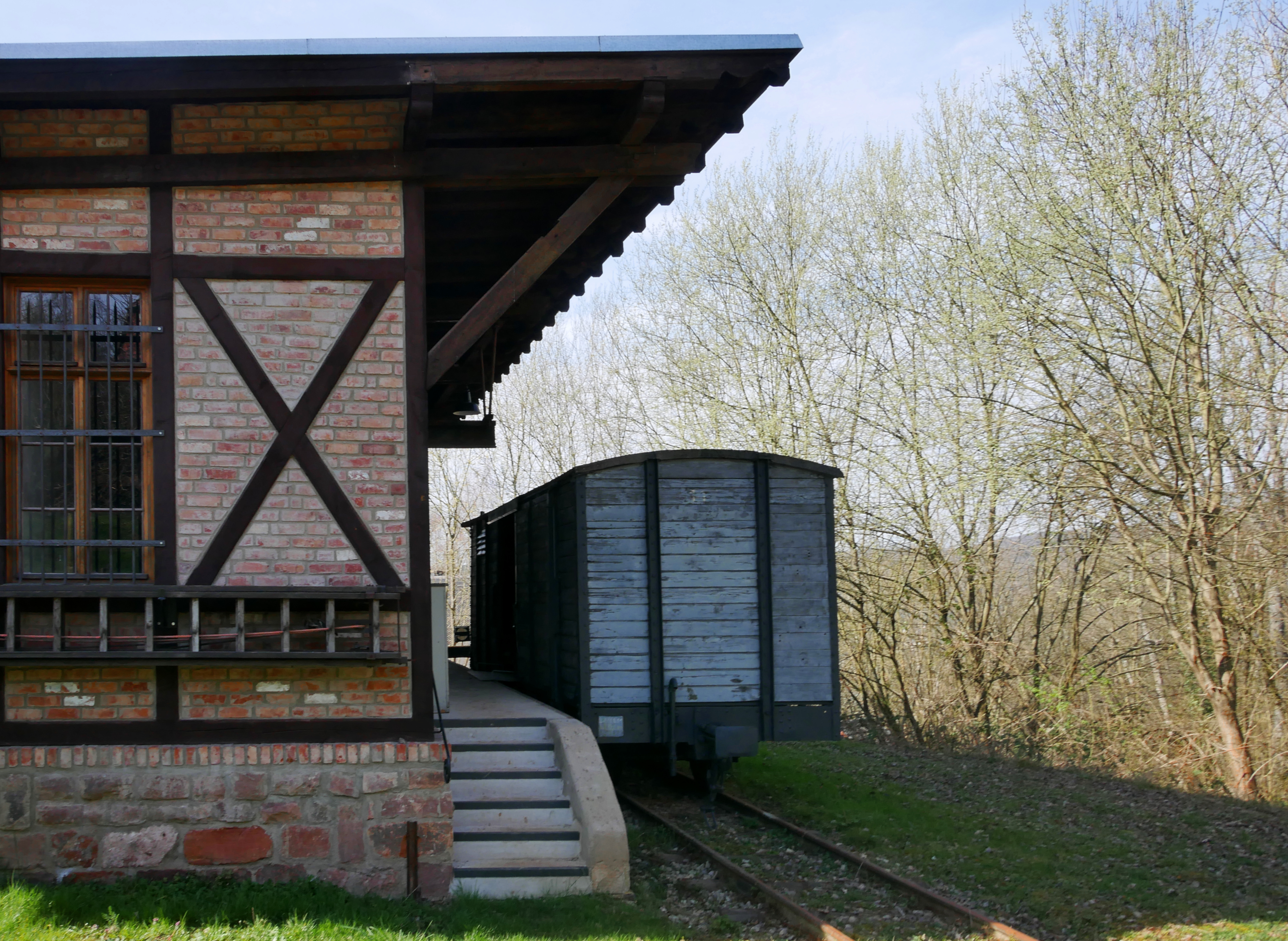
Rückseite mit Güterwagen
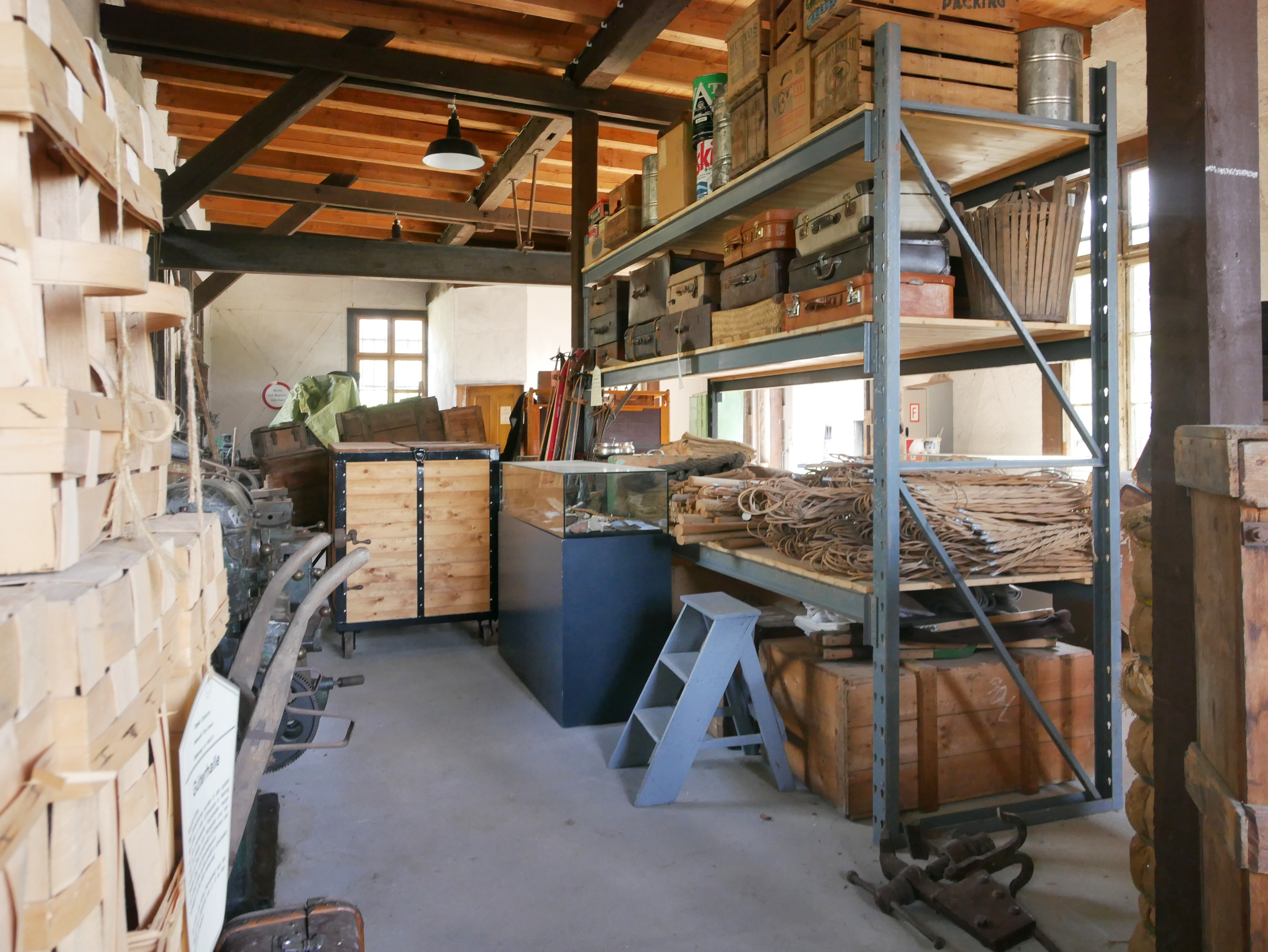
Innenraum mit Stückgut
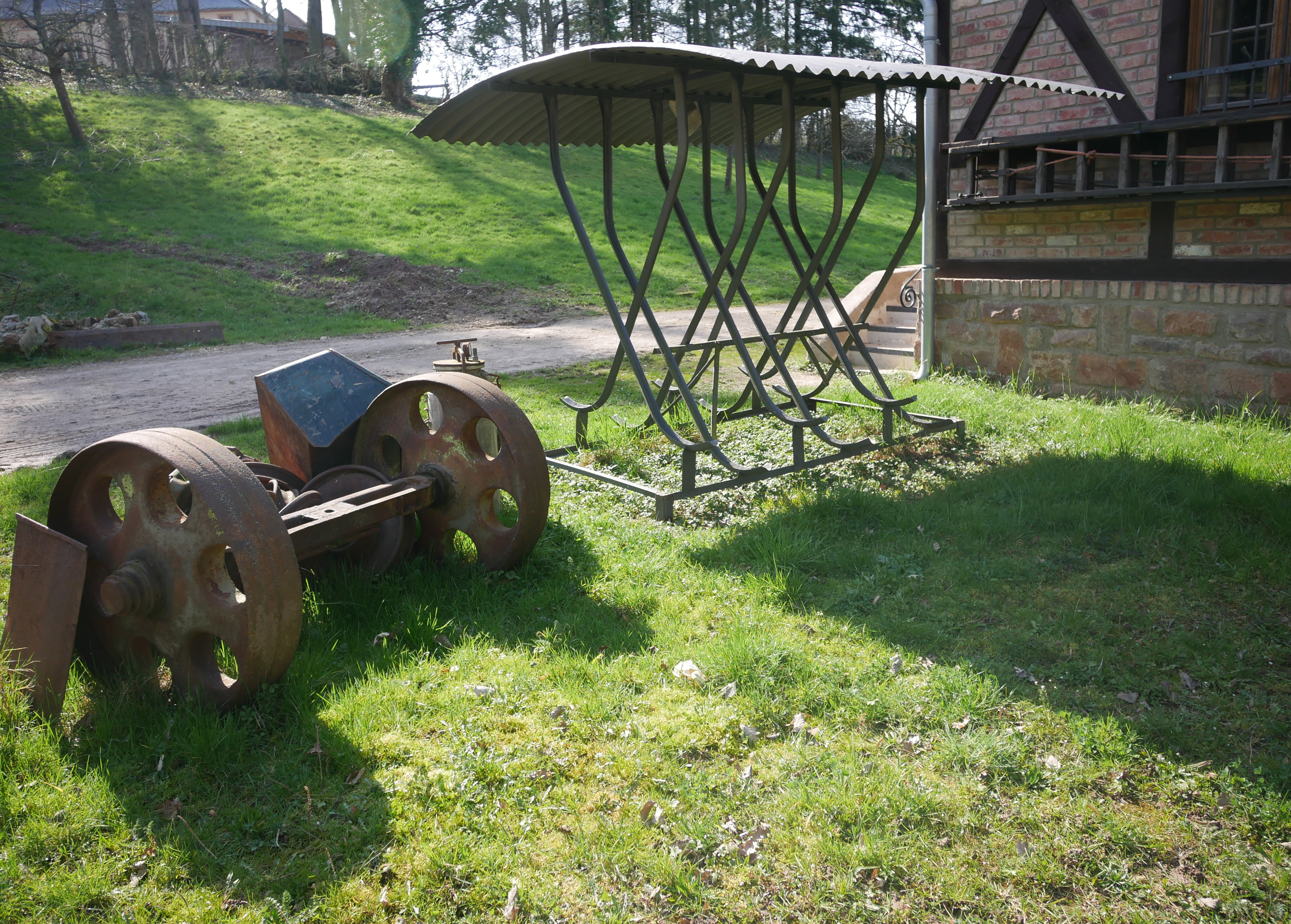
Fahrradständer

Die anderen Gebäude der Baugruppe sind durchweg Steinbauten. Diese sind im Vergleich zu den Fachwerkhäusern aus dem Hunsrück nur mit wesentlich höherem Aufwand und höheren Kosten in ein Freilichtmuseum übertragbar. Gebäude dieser Baugruppe sind:
- Das Saargauhaus. Bei diesem Gebäude handelt es sich um den Nachbau eines für das Trierer Land typischen Haustyps, der deshalb gemeinhin auch „Trierer Einhaus“ genannt wird. Es ist die Variante eines Haustyps, der im ganzen Südwesten Deutschlands vorkommt („Breitgegliedertes Quereinhaus“). Das Gebäude wurde nach dem Vorbild eines großen Hofes in Köllig auf dem Saargau errichtet. Es wurde 1987 in allen Details aufgemessen und in der Folgezeit im Museumsgelände nachgebaut. Dabei wurden neben Bruchstücken aus Abbruchhäusern auch moderne Baustoffe verwendet. Nach der Fertigstellung des Rohbaus kam der Baufortschritt für über zehn Jahre nahezu zum Erliegen. Im Untergeschoss befindet sich neben einer Küche und einer Wohnstube (Eröffnung 2006) die Brennerei der 1881 gegründeten Firma Jean Marx aus Cochen. Nachdem der Brennereibetrieb 2002 aufgegeben worden war und die Brennerei aus zollrechtlichen Gründen von ihrem Standort entfernt werden musste, gelangte sie 2005 ins Freilichtmuseum. Die Wohnung im Obergeschoss ist wie die im Haus Sensemichel im Hunsrückweiler an einen Museumsmitarbeiter vermietet.
- Auf der anderen Wegseite befindet sich ein Brunnenhaus, das mindestens seit dem 19. Jahrhundert für die Wasserversorgung des Roscheider Hofs genutzt wurde und das in seiner heutigen Form zur Wasserversorgung mehrerer nahegelegener Westwallbunker errichtet wurde.
- Eine Schultoilette aus Portz, Ortsteil von Merzkirchen, bei Saarburg. Es handelt sich um einen kleinen mit Ziegeln ausgemauerten Fachwerkbau. Das Häuschen hatte den Wandel der Sanitärkultur wohl nur deshalb überdauert, weil der Schulmeister es später zum Hühnerstall umfunktionierte.[20]
- Als technisches Denkmal ein Pumpenhäuschen mit einer Lambachpumpe ebenfalls aus Konz-Oberemmel. Eine Lambachpumpe ist eine Hubkolbenpumpe, bei der ein großer, durch eingeleitetes Bachwasser bewegter Schwimmer in einen darüber angeordneten Zylinder einen Kolben antreibt, der Quellwasser durch eine Druckleitung in einen Hochbehälter fördert. Das Pumpenhäuschen selbst ist eine Rekonstruktion, da das Häuschen am Originalstandort erhalten bleiben sollte.
- Das Haus Stein aus Niedermennig. Das Haus eines Handwerkers (Maurers), mit einer kleinen Wirtschaft für den Eigenbedarf.
- Ein typisches Nebengebäude aus Konz-Oberemmel aus dem Jahr 1734. Es ist im Obergeschoss als Malerwerkstatt eingerichtet.

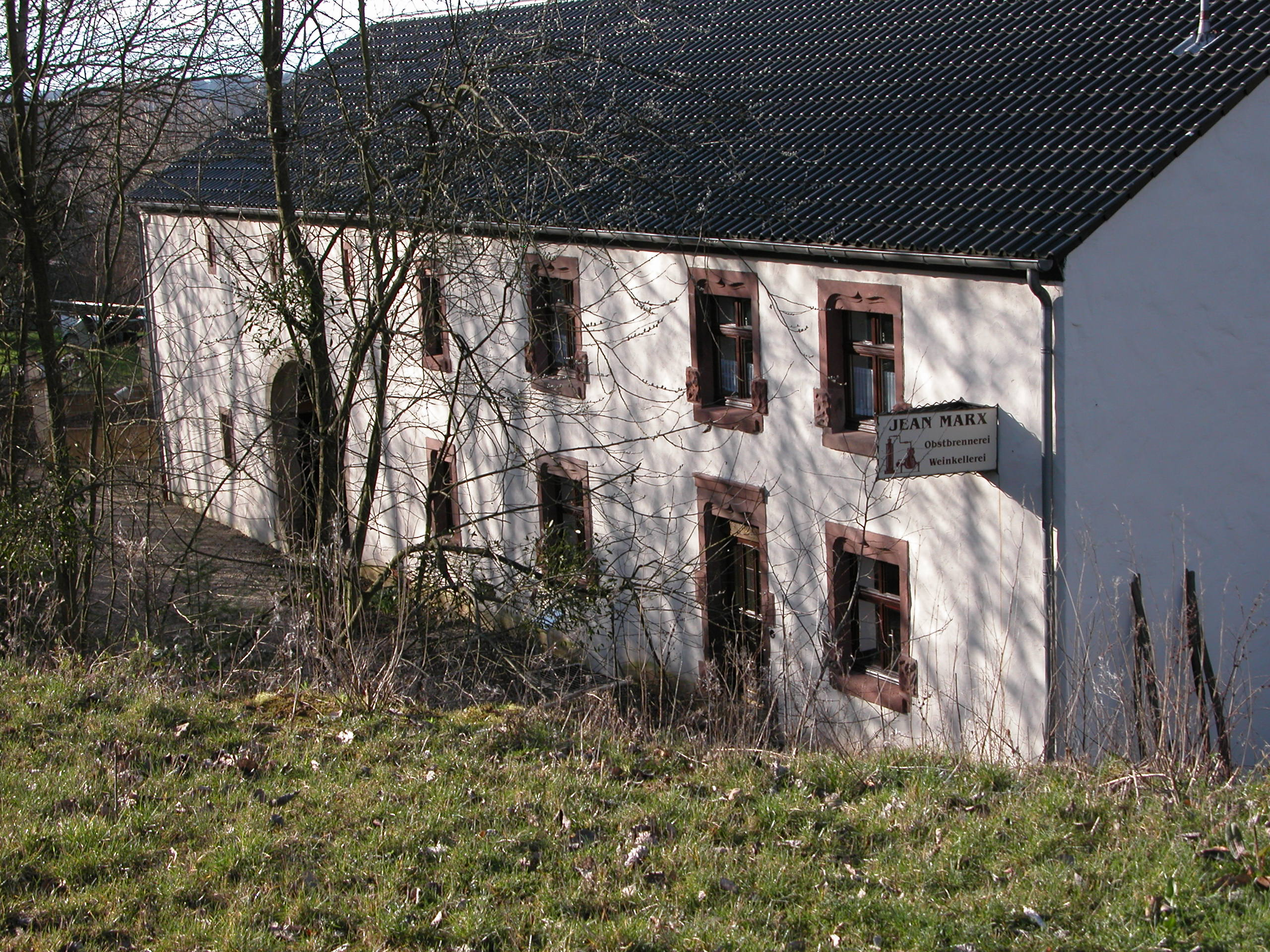
Das Saargauhaus
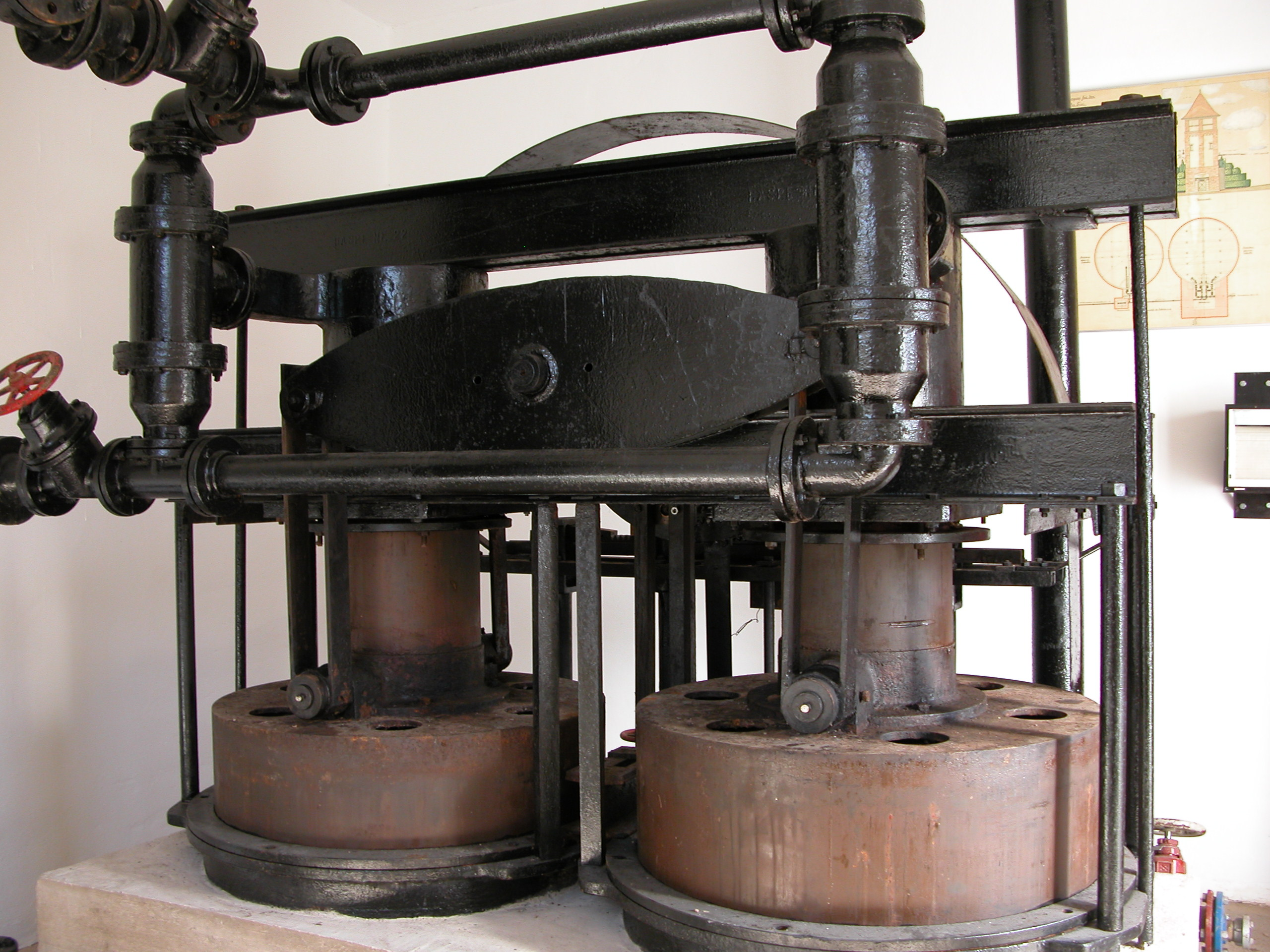
Lambachpumpe
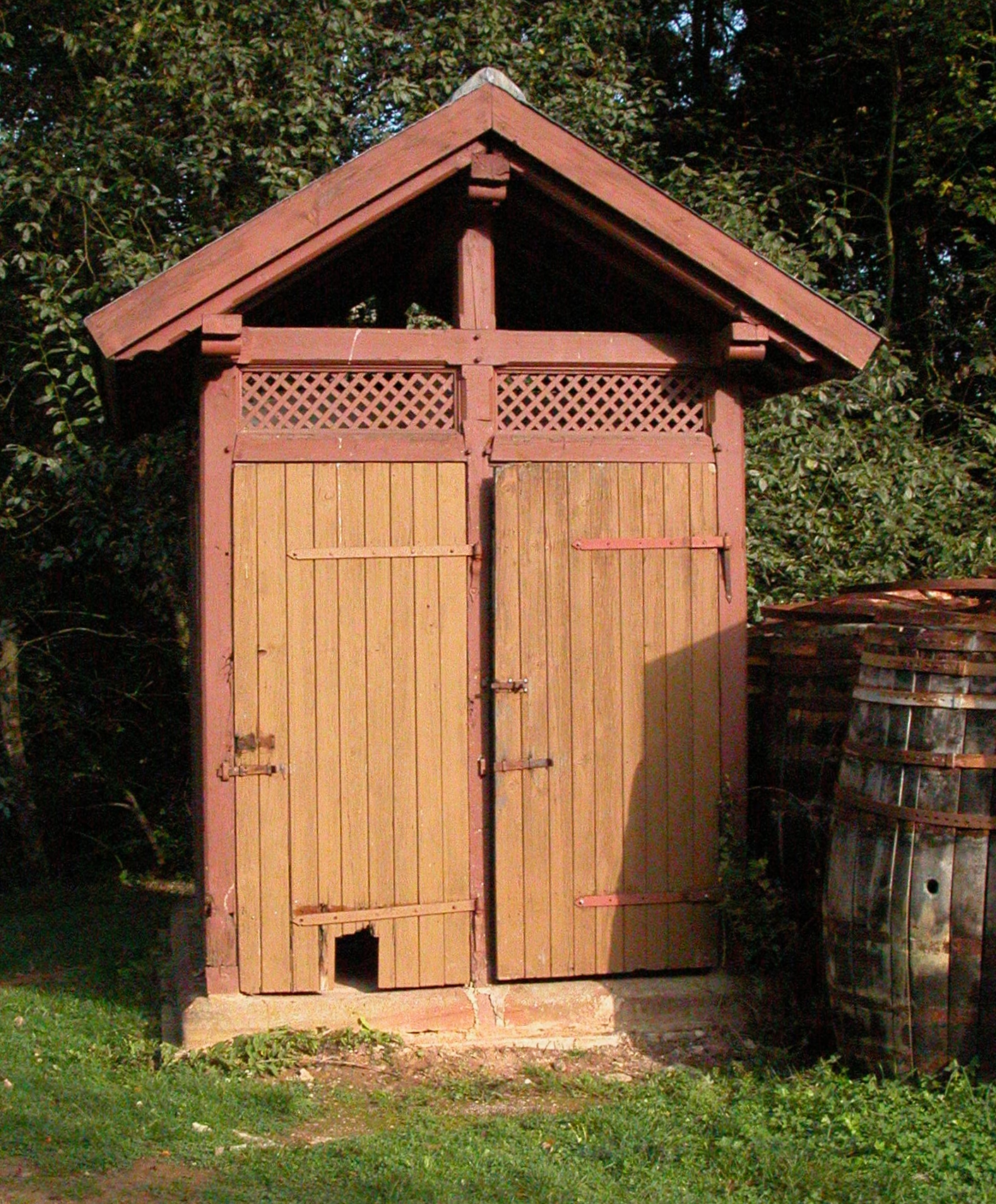
Schultoilette
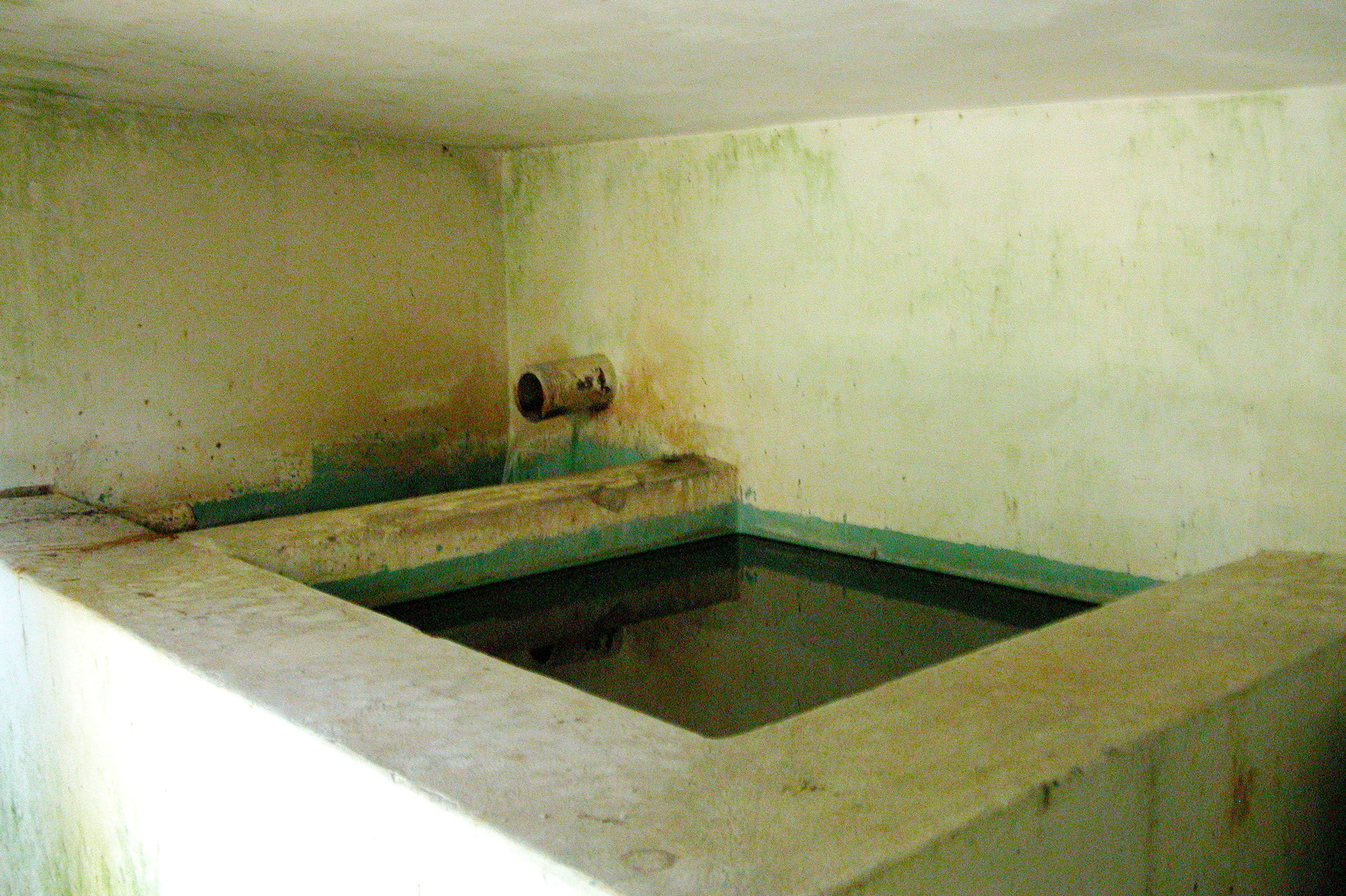
Westwall-Wasserreservoir
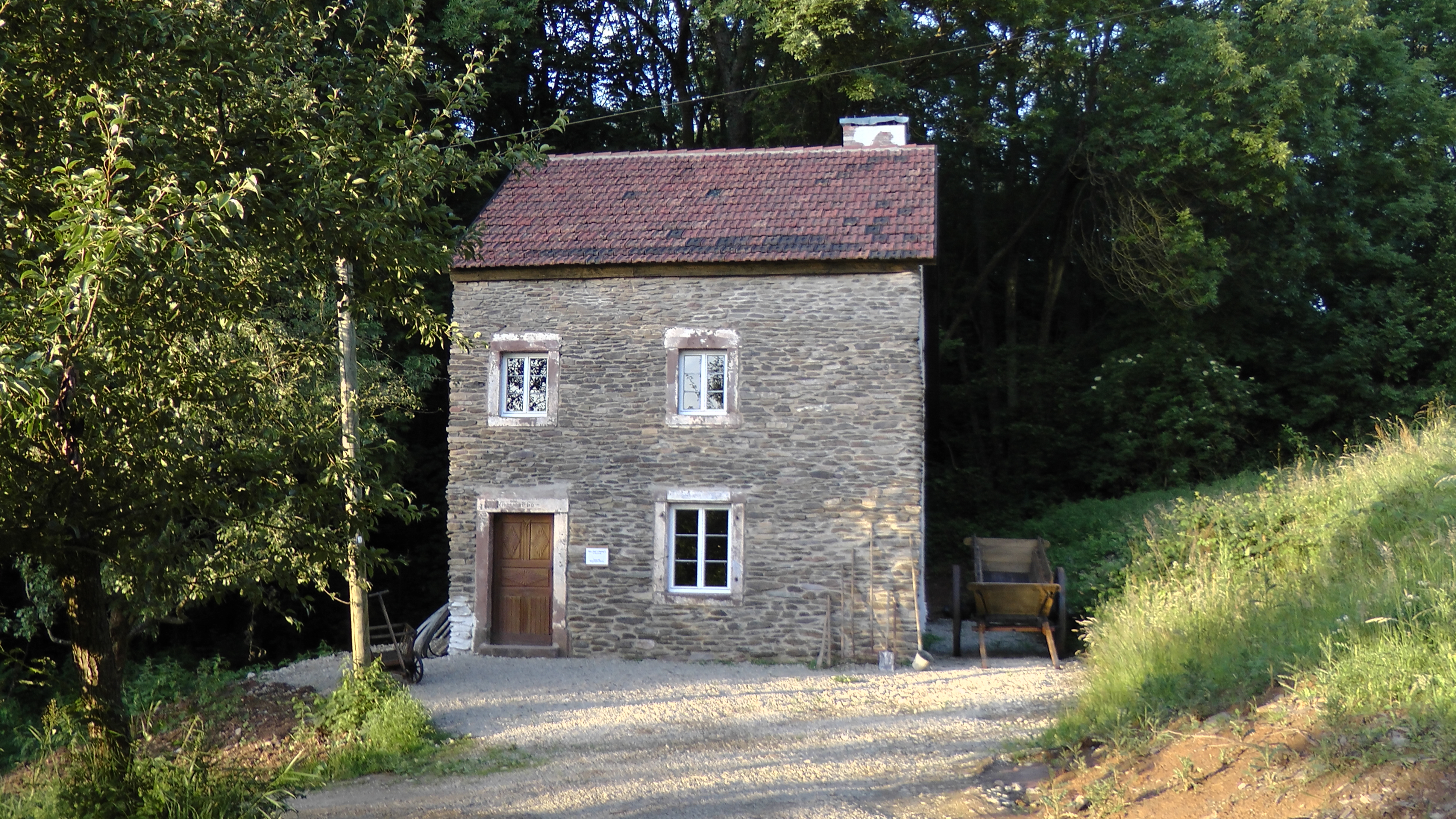
Haus Stein aus Niedermennig
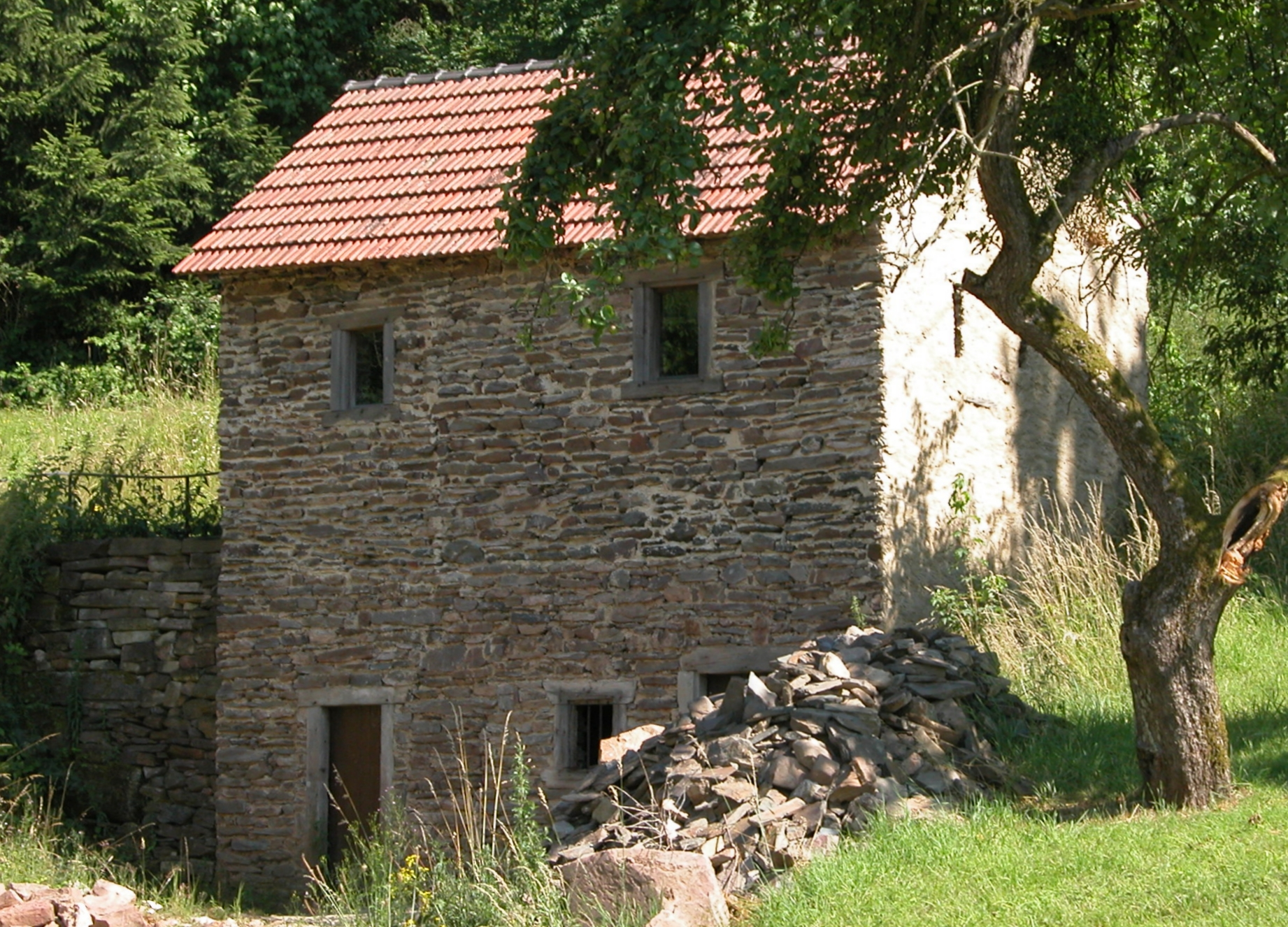
Das Haus aus Oberemmel
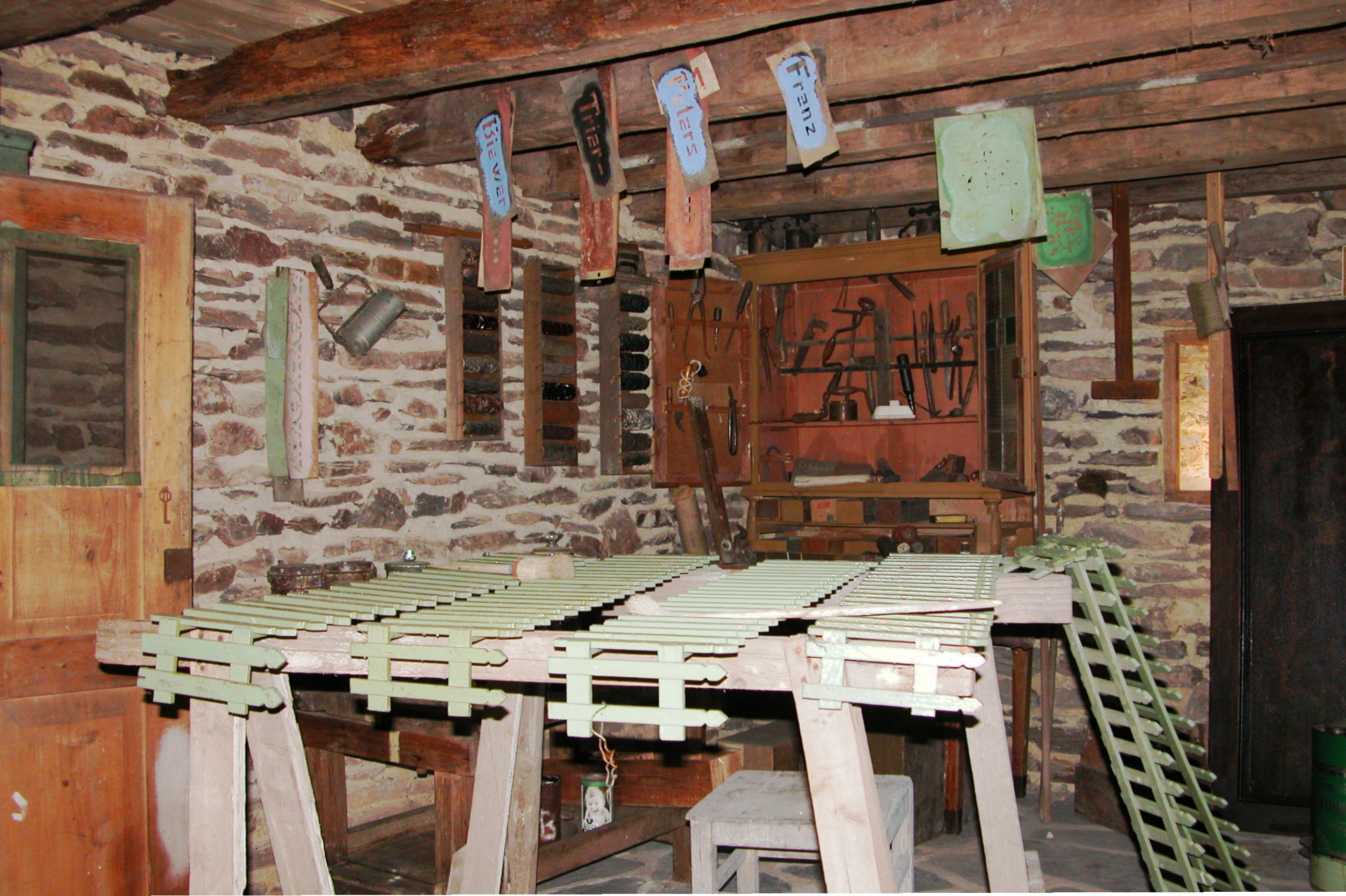
Malerwerkstatt
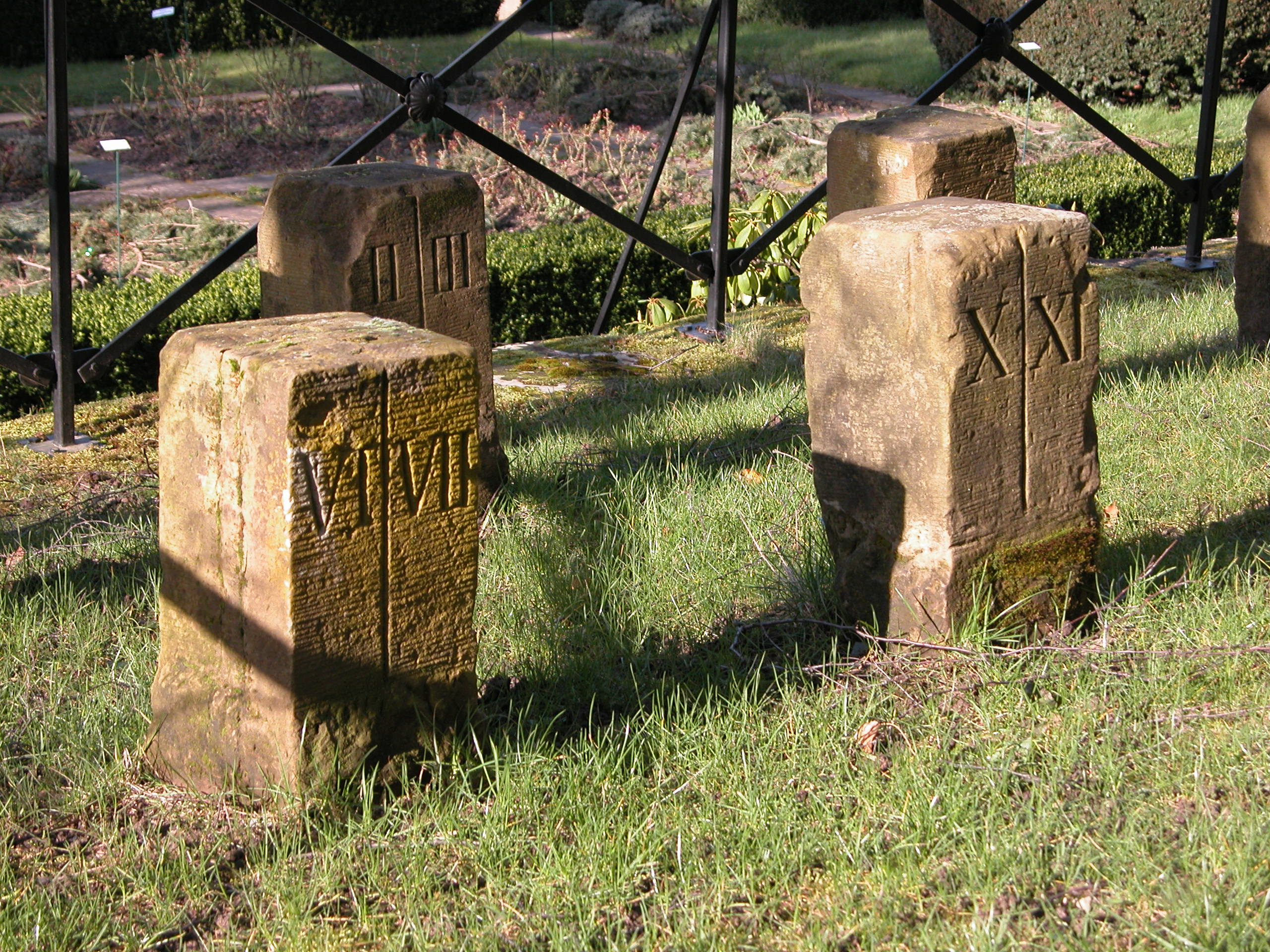
Historische Grenzsteine

### Wald- und Holzmuseum
Das Wald- und Holzmuseum befindet sich in einem modernen Ausstellungsgebäude unterhalb des Hunsrückweilers. Es wurde in den Jahren 2004 und 2005 mit Unterstützung des Kreiswaldbauernverbands Trier-Saarburg errichtet und im Oktober 2006 eröffnet.
Die Ausstellung ist eine wichtige Säule im Gesamtkonzept. Sie zeugt von der Arbeit der Waldbauern, Förster, Jäger und Flößer. Weiterhin finden sich im Waldmuseum die Büroeinrichtung eines Forstamts, Werkstätten holzverarbeitender Berufe wie Stellmacher, in manchen Gegenden auch Wagner genannt, und Fassküfer sowie ein großes Sägegatter aus Saarburg.

### Baracken
Im Frühjahr 2016 bot sich für das Freilichtmuseum Roscheider Hof die Möglichkeit eine sehr gut erhaltene, da seit dem Zweiten Weltkrieg fast immer eingelagerte Reichsarbeitsdienstbaracke zu erwerben. Sie wurde durch eine Fachfirma renoviert und im Herbst 2019 eröffnet. Durch den Ausbau der Stadt Konz als Westwallfestung mit einer Vielzahl von Bunkern besteht zu diesen Bauten ein besonderer Bezug, da während der Bauzeit die hierzu notwendigen Arbeiter größtenteils in derartigen Baracken untergebracht wurden. Die ausgestellte Baracke stammt aus der Eifel und wurde der mündlichen Überlieferung nach als Leitstelle für eine V1-Abschussanlage genutzt.
Dieser Barackentyp wurde vom nationalsozialistischen System seit 1934 entwickelt und auch für viele andere Zwecke verwendet. Er existierte neben anderen auch in Konzentrationslagern, Wehrmachtseinrichtungen und wurde zur Unterbringung von Kriegsgefangenen und Zwangsarbeitern genutzt. Nach dem Zweiten Weltkrieg dienten diese Baracken noch lange Zeit als Notunterkünfte u. a. zur Unterbringung von Flüchtlingen und wie in Trier auch als Notkirche.
Konstruiert ist die Baracke in einer Modulbauweise, alle Teile wie Wand, Boden, Decken etc. waren genormt und konnten in einer Art Stecksystem mittels Schrauben zusammengefügt werden. Die Giebelbreite eines Einzelmoduls betrug 3,30 m. Je nach Zweck konnten beliebig viele Elemente aneinandergereiht werden.
Seit dem März 2021 steht neben der RAD-Baracke eine Nissenhütte, eine vom kanadischen Ingenieur und Offizier Norman Nissen, im Jahre 1916 entworfene aus Metall gefertigte schnell auf- und abbaubare Behelfsunterkunft. Auch sie wurde in den Weltkriegen für vielerlei Zwecke eingesetzt.

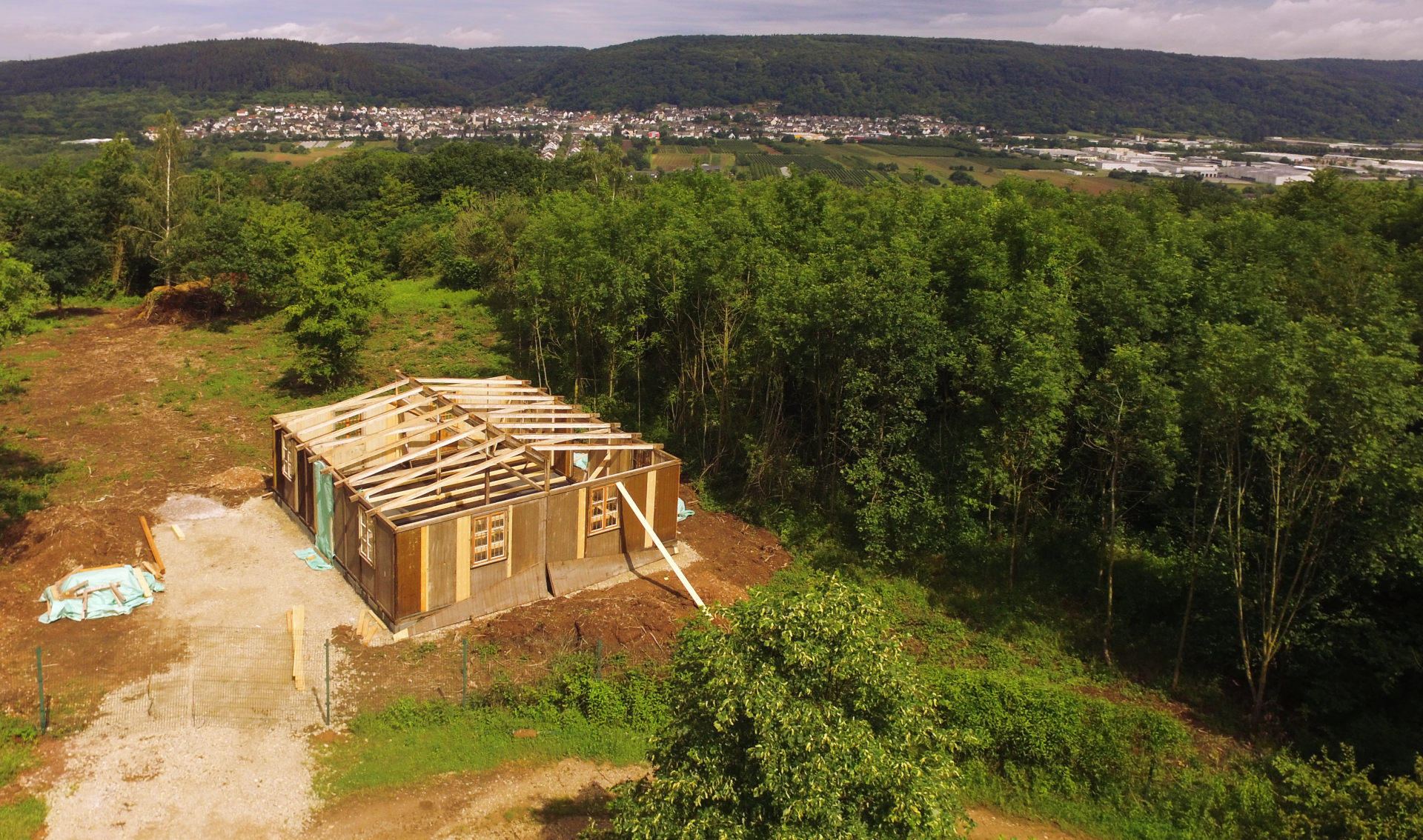
RAD-Baracke beim Aufbau
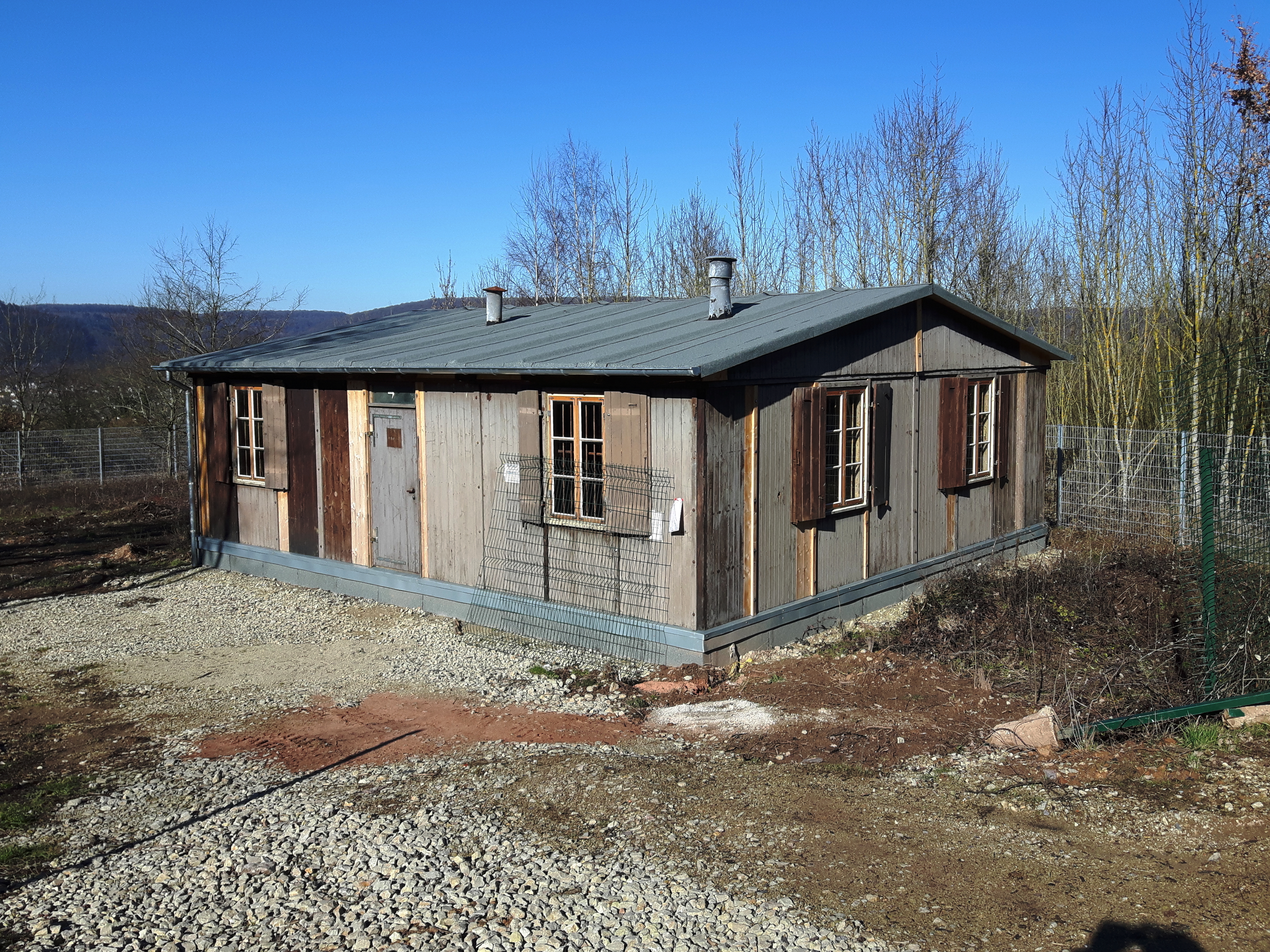
RAD-Baracke vor dem letzten Anstrich, man erkennt originale und ergänzte Teile
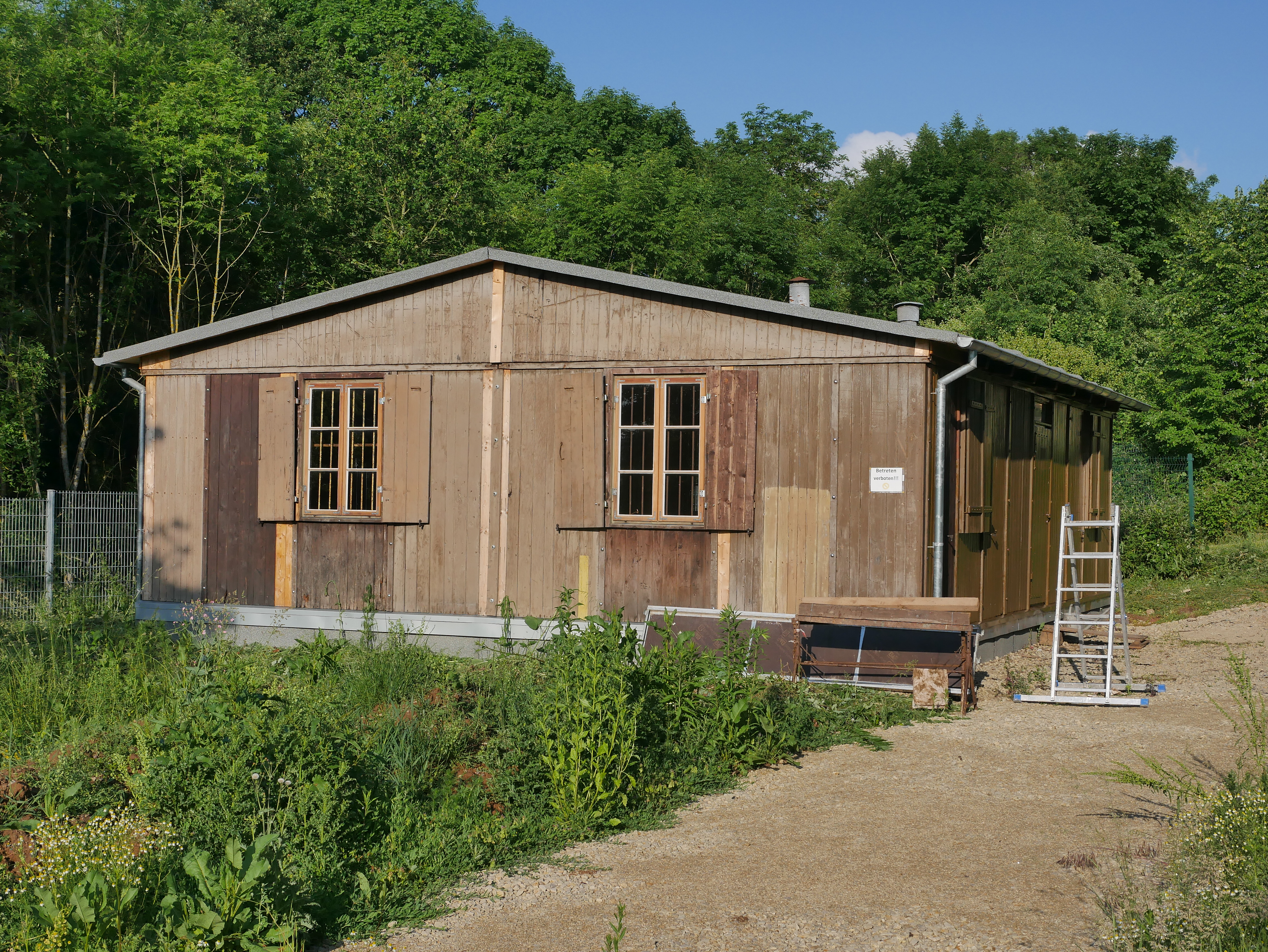
RAD-Baracke von Norden
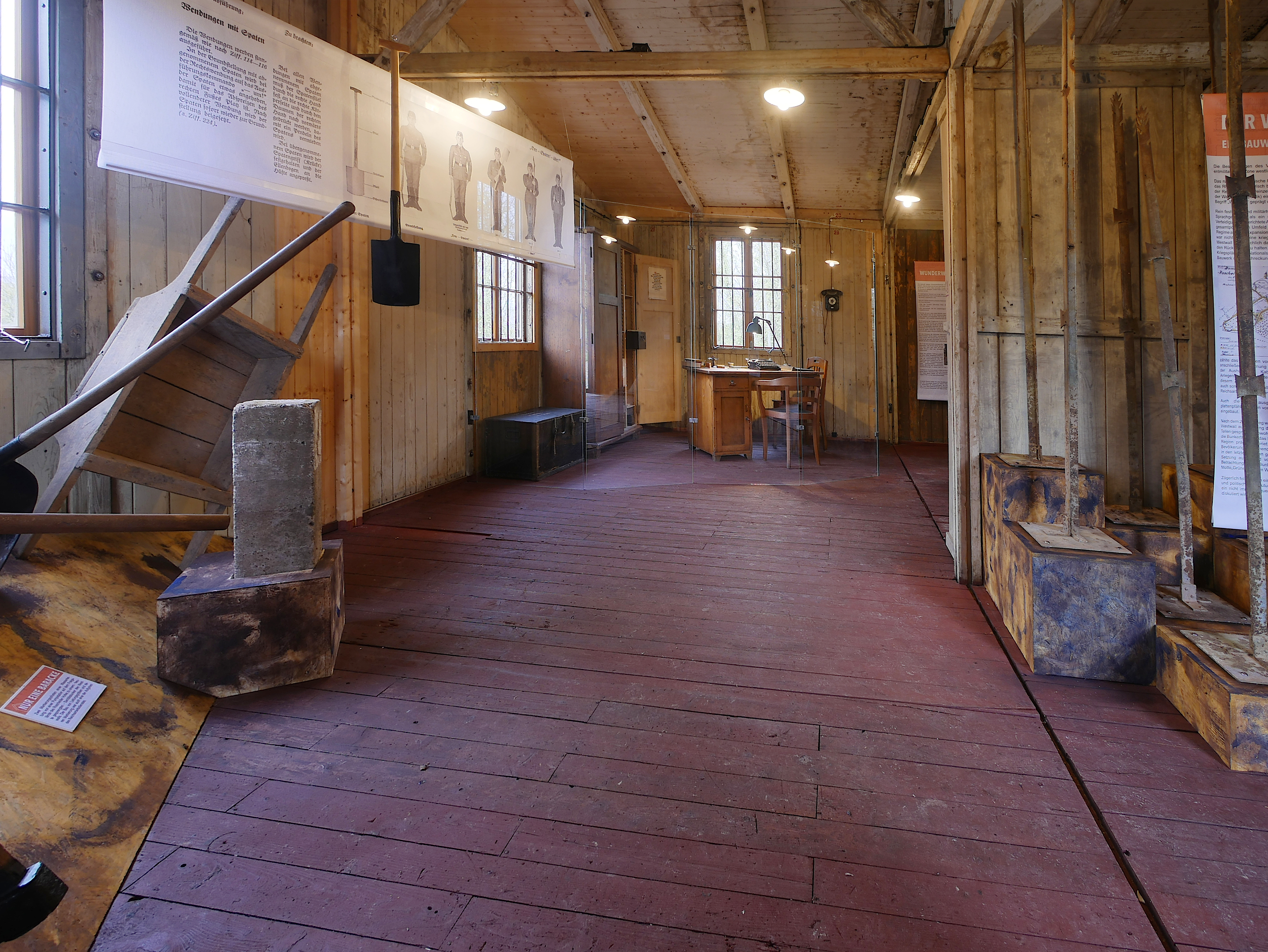
RAD-Baracke Ausstellungen und Büro
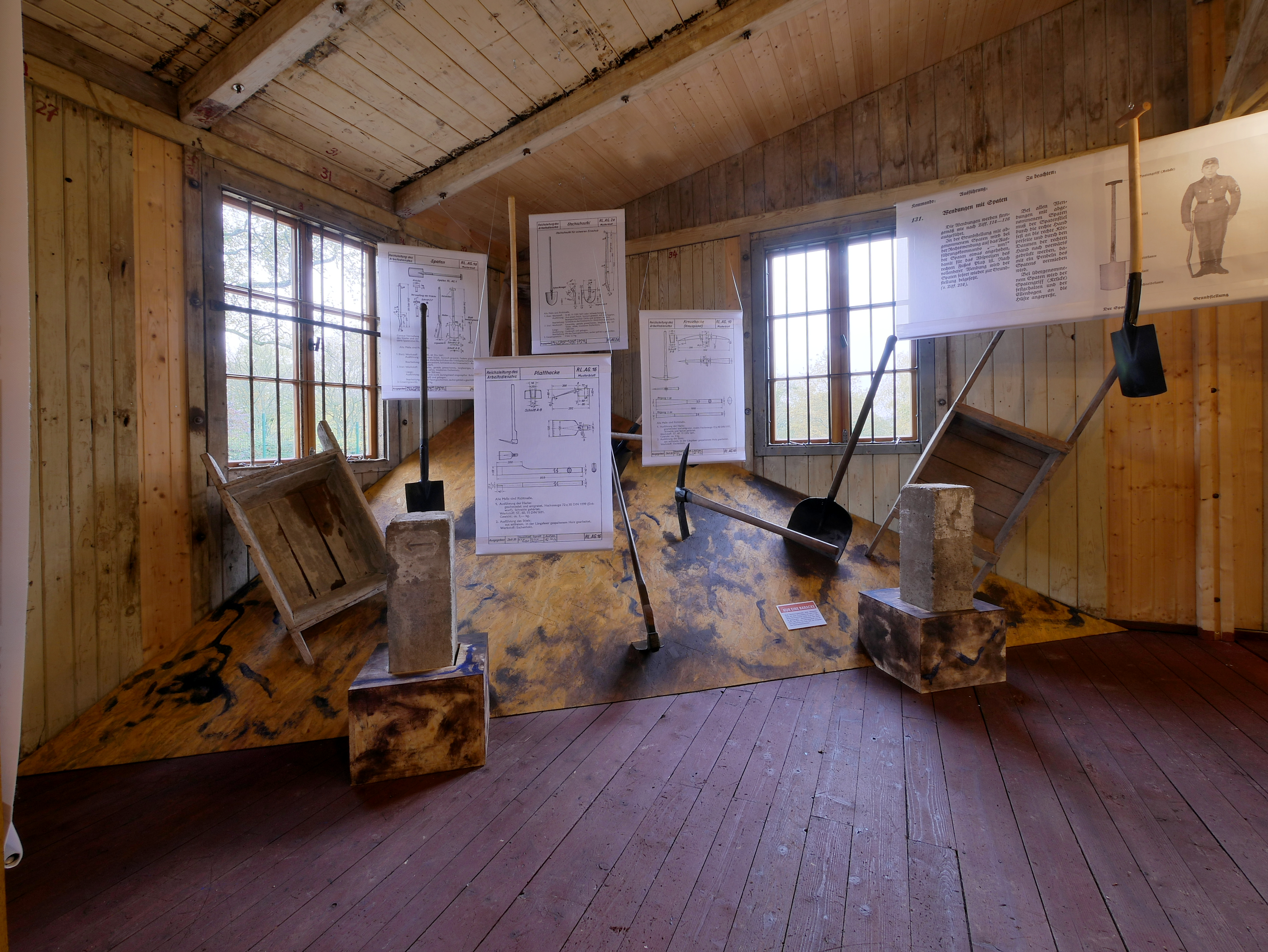
RAD-Baracke Spaten Ausstellung
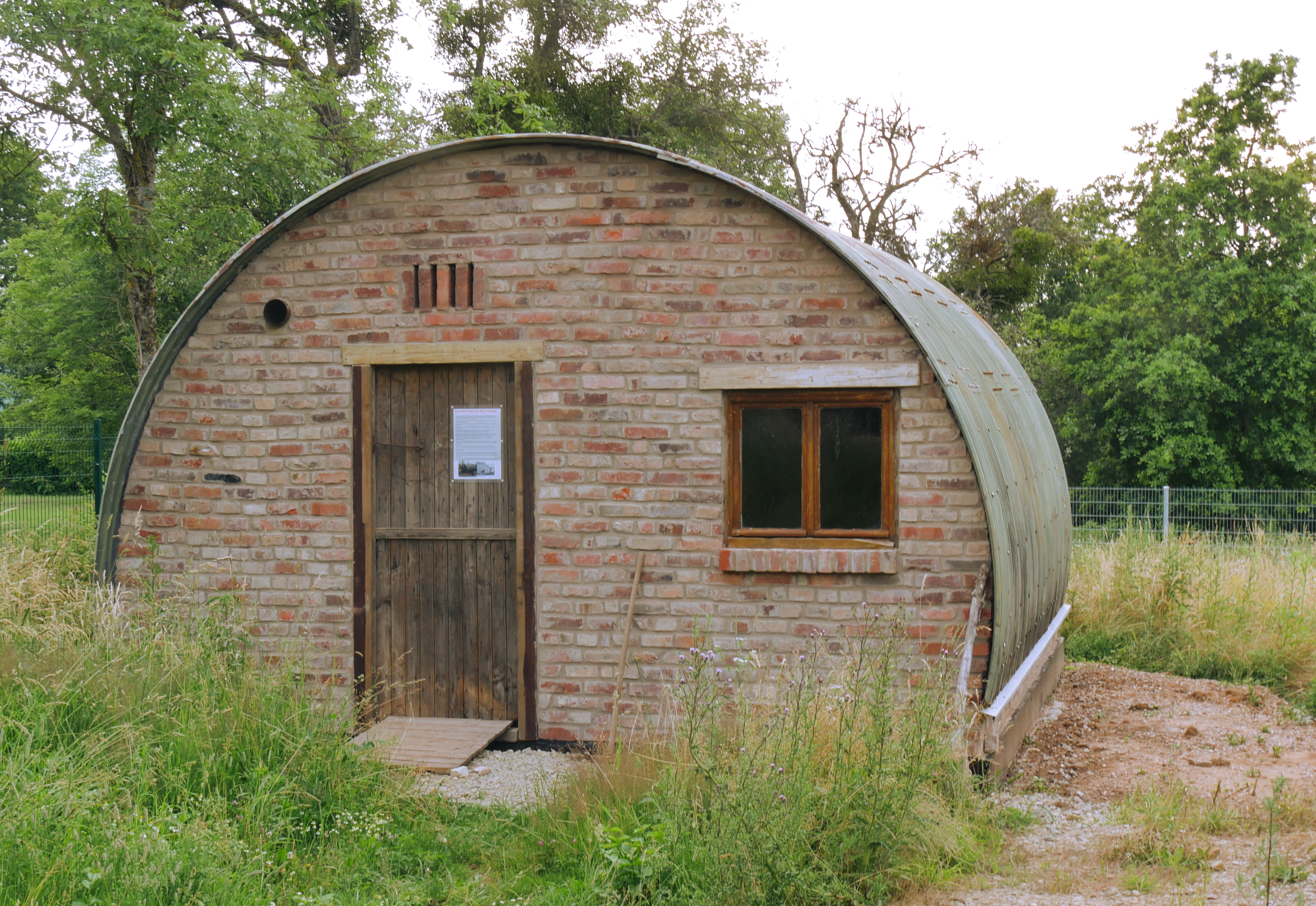
Nissenhütte, Stirnseite
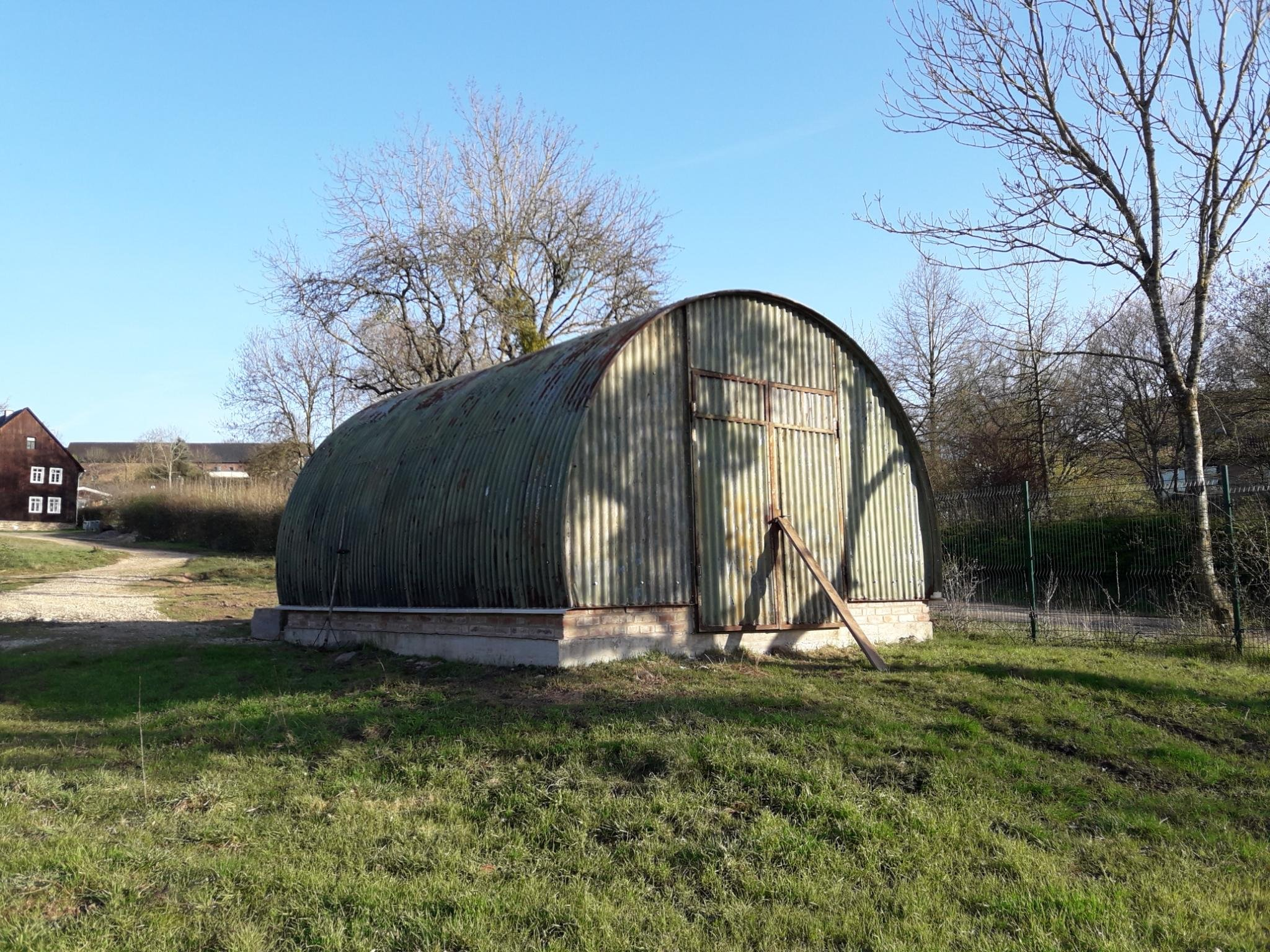
Nissenhütte

### Bäume, Gärten, Wein und Steine

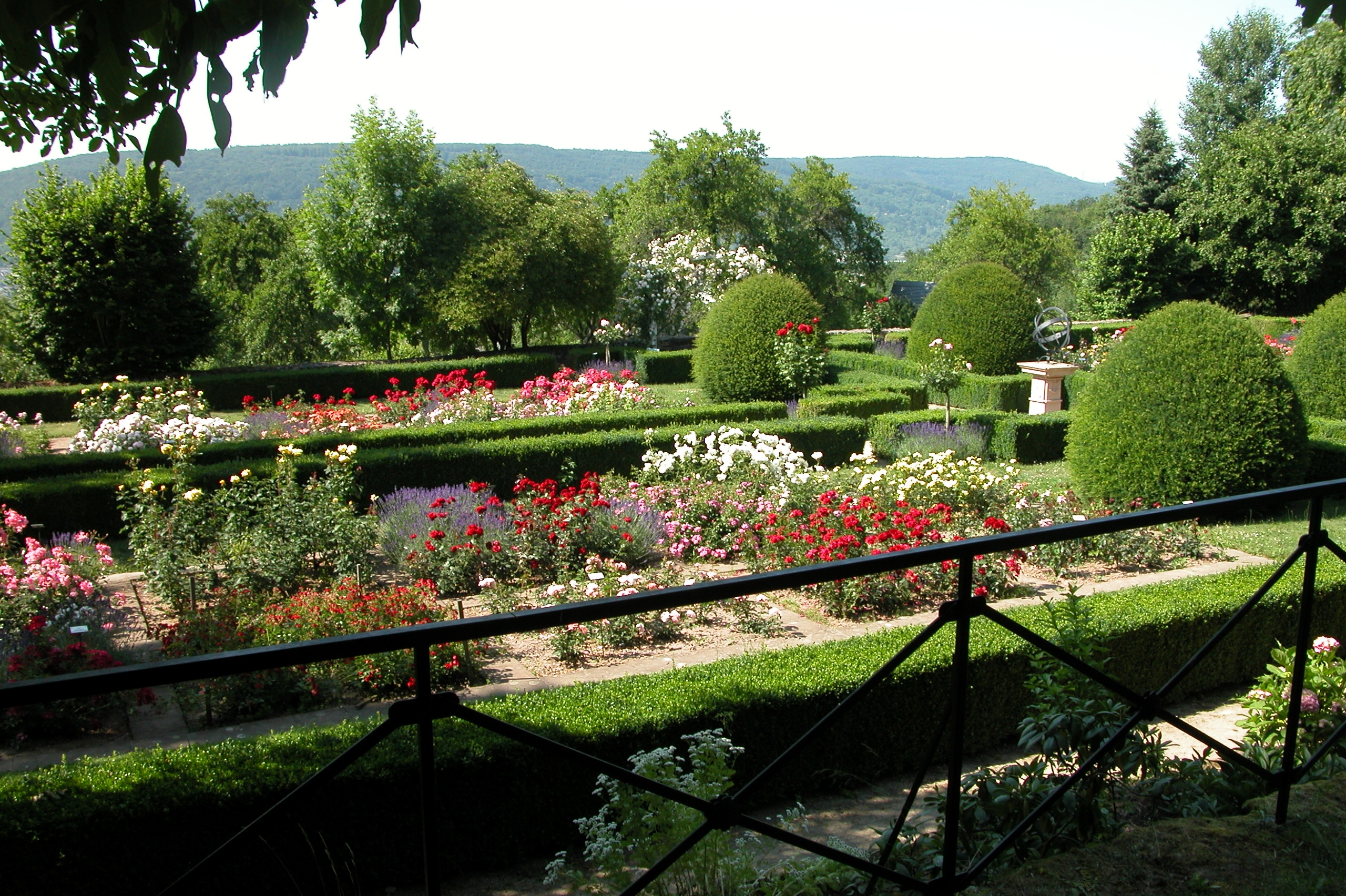
Der Rosengarten unterhalb des Ausstellungsgebäudes

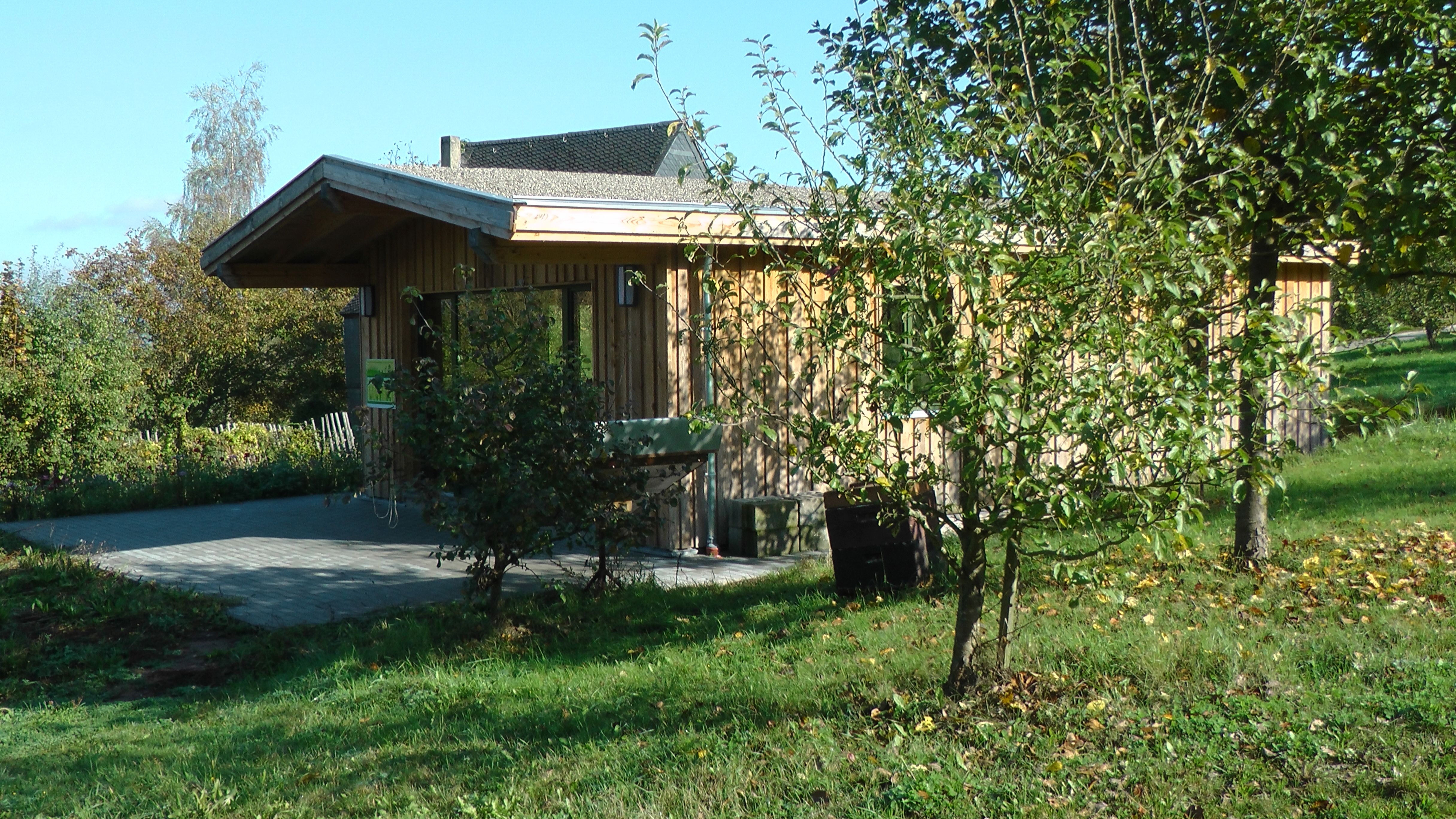
Lehrbienenstand

Korrespondierend zu den Ausstellungen zur bürgerlichen Wohnkultur befindet sich unterhalb des Ausstellungsgebäudes ein Rosengarten mit historischem Pavillon sowie ein Kräutergarten. Oberhalb des Rosengartens befindet sich eine Ausstellung historischer Grenzsteine. Unterhalb des Rosengartens wurden um eine historische Kapelle aus dem Westerwald alte Grabkreuze aufgestellt. Bemerkenswert ist das Grabmal eines russischen Kriegsgefangenen aus dem Ersten Weltkrieg. Weitere Grabsteine kamen ins Museum, als von 2006 bis 2007 im Rahmen der Inwertsetzung des römischen Erbes in Konz neben der Konzer Pfarrkirche römische Mauern freigelegt wurden und deshalb alte Grabsteine weichen mussten.
Im Sommer 2019 wurde von der ökumenischen Männer-Arbeitsgruppe „Ora et labora“ zwischen den Häusern aus Oberemmel und Niedermennig ein Weinberg angelegt und in diesem Zusammenarbeit neben dem Haus aus Niedermennig ein Weinbergs-Trockenmauer aufgeschichtet.
Das Museum besitzt Streuobstwiesen mit regionalen Obstsorten und kleine Museumsfelder, auf denen verschiedene Feldfrüchte angebaut werden. Die Gärten des Hunsrückweilers stellen Gärten im Rheinischen Mittelgebirge etwa um 1900 dar. Der Garten beim Trierer Einhaus stellt einen Garten im Flusstal von Saar oder Mosel, etwa um 1950 dar. Beide Gärten wurden im Rahmen des Projektes Gärten ohne Grenzen in den Jahren 2000 und 2001 neu gestaltet. Seit 2014 befindet sich am Rande der Streuobstwiesen ein vom Konzer Imkerverein betriebener Lehrbienenstand.

### Außenstelle Ölmühle

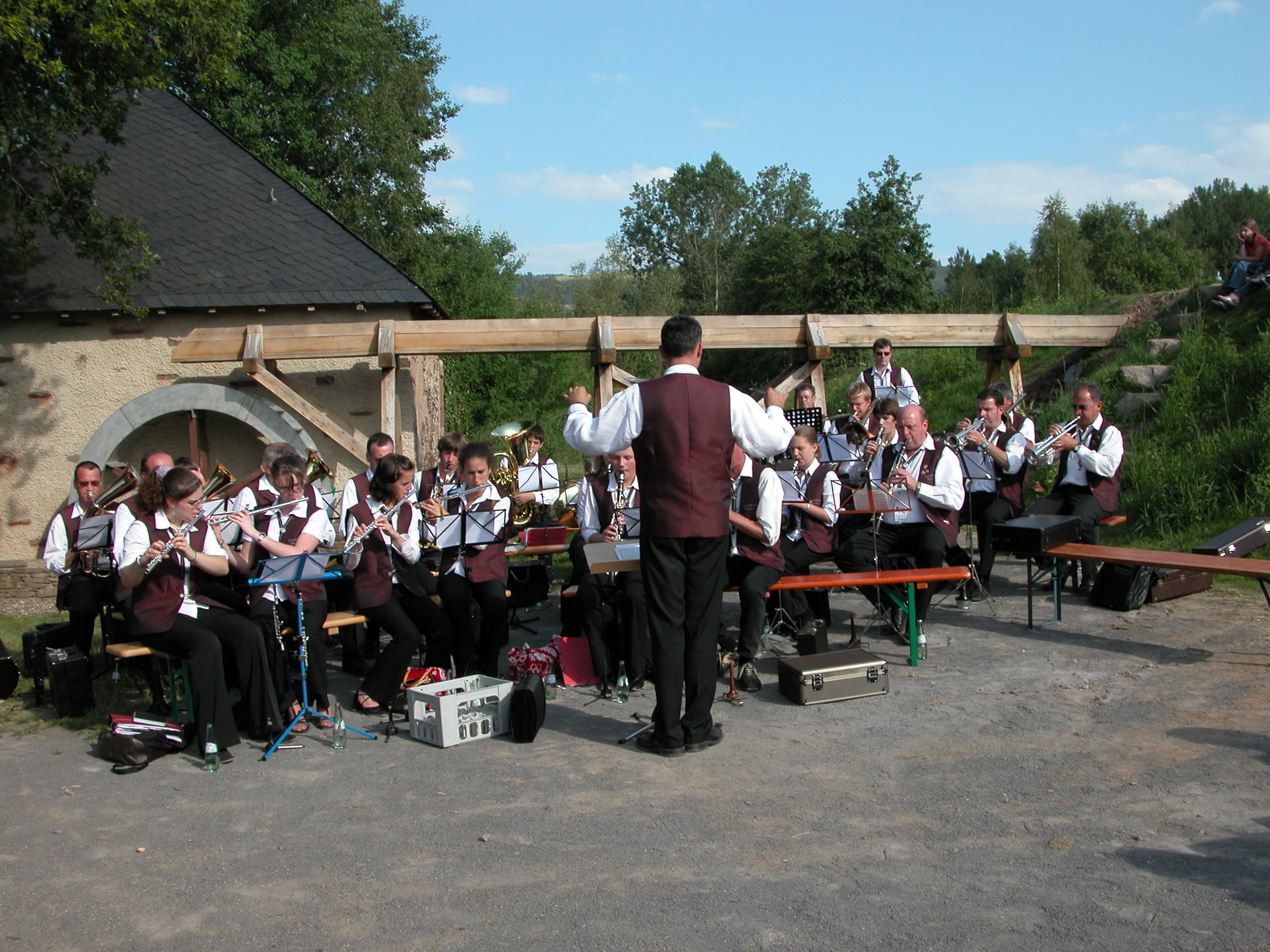
Außenstelle Historische Ölmühle in Konz-Niedermennig bei der Einweihung 2006

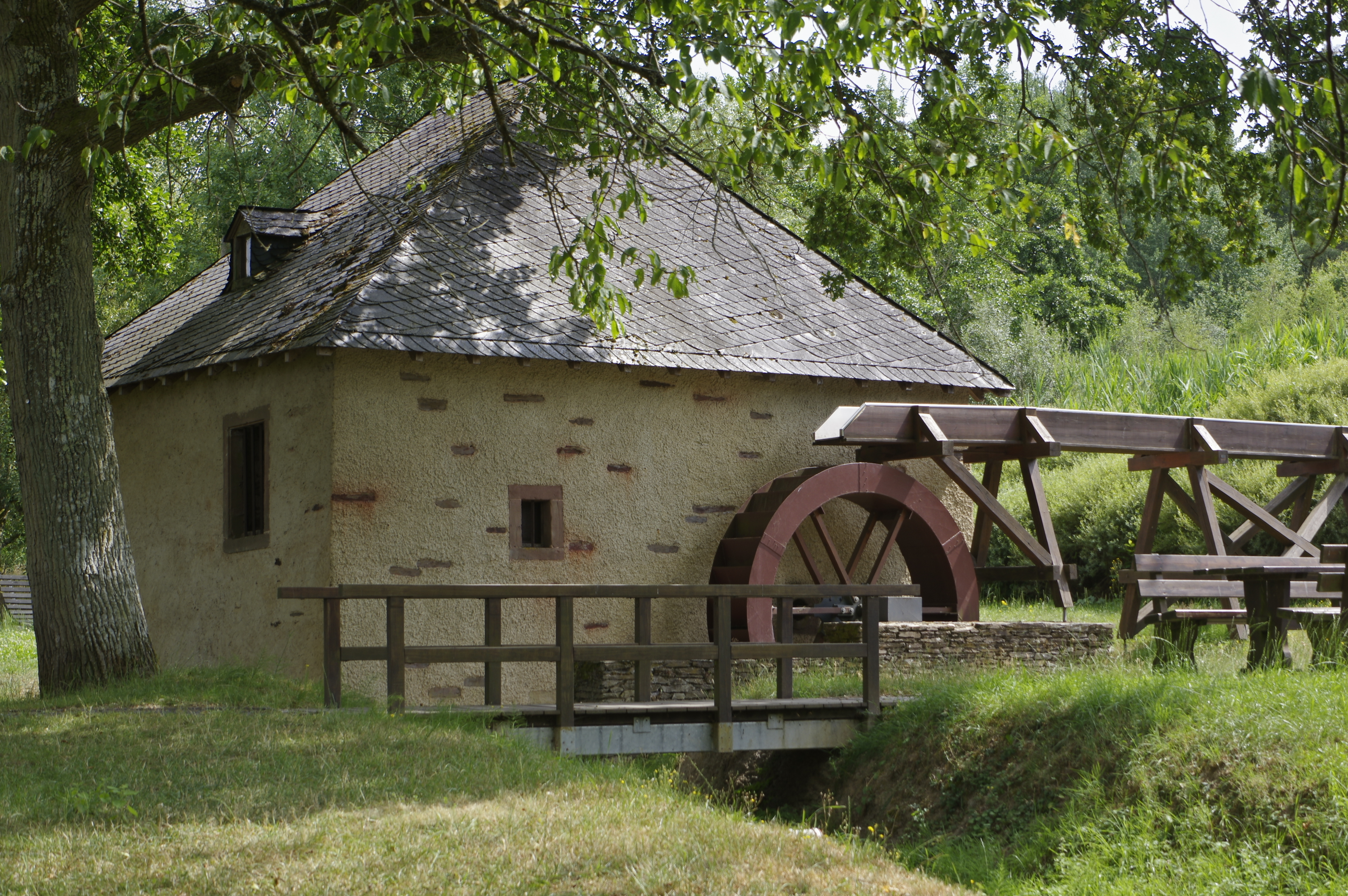
Außenstelle Historische Ölmühle Konz-Niedermennig

Lage: 49° 41′ 31″ N, 6° 37′ 48″ O Eine Außenstelle des Museums ist eine historische, funktionstüchtige Ölmühle im Konzer Tälchen. Die Mühle im Tal des Niedermenniger Bachs stammt aus der Mitte des 19. Jahrhunderts und wurde noch bis in die 1960er-Jahre betrieben. Die Ölmühle Niedermennig wurde im Jahr 1849 erbaut. Das Mahlwerk wurde von dem Wasser des Niedermenniger Baches angetrieben. Der natürliche Bachlauf wurde zu diesem Zwecke gestaut und das Wasser über einen künstlich angelegten Mühlenbach in einen Mühlenteich geleitet, der 1.100 m² groß war und einen Wasserinhalt von 900 m³ aufwies. Der wirtschaftliche Einzugsbereich der Mühle erstreckte sich wohl bis nach Pellingen, Hentern, Wiltingen und Kommlingen. Die Niedermenniger Müller waren außerdem Landwirte und Winzer.
Die Mühle war durchgehend bis 1943 und nach einer Restaurierung von 1949 bis in die 60er-Jahre in Betrieb. Kurz nach dem Krieg spielte angesichts der schlechten Versorgungslage das Mahlen von Bucheckern eine Rolle. Ansonsten wurden vor allem Raps oder Nüsse verarbeitet. 1967 wurde der Betrieb endgültig eingestellt.

## Museumsaktivitäten

### Museumspädagogik
Das Museum bietet in Zusammenarbeit mit freien Mitarbeiterinnen und Mitarbeitern ein Programm für Kinder und Jugendliche an. Das Spektrum reicht von Erlebnisführungen für Kindergartengruppen und Grundschulklassen bis zu Kindergeburtstagen im Museum. Im Winterhalbjahr gibt es monatlich einen Basteltag für Kinder und ihre Eltern. Für Erwachsene werden verschiedene, thematisch orientierte Führungen, auch in verschiedenen Sprachen, angeboten.

### Veranstaltungen
Traditionell wird die Eröffnung der Museumssaison am Palmsonntag und der Internationale Museumstag im Mai mit der Eröffnung einer Sonderausstellung oder einer anderen Veranstaltung gefeiert. Seit 2008 gibt es an einigen Wochenenden im Jahr Veranstaltungen der Lebenden Geschichte zu verschiedenen Zeitabschnitten (Spätmittelalter, Französische Revolution/Napoleonische Zeit, Leben um 1900, Nachkriegszeit etc.). Im Advent ist an zwei Adventswochenenden Weihnachtsmarkt. Darüber hinaus gibt es an vielen Wochenenden kleinere Veranstaltungen, die sich oft auch speziell an Familien richten. Auf der Waldbühne finden Musikveranstaltungen, Gottesdienste und ähnliches in Zusammenarbeit mit entsprechenden Partnern statt.

### Sonderausstellungen
Das Museum gestaltet pro Jahr ein bis zwei Sonderausstellungen, die meist bis zum Jahresende zu besichtigen sind. Ihr Themenspektrum reicht von Bekleidungsstücken (Hüte, Schuhe, Unterröcke) über Gebrauchsgegenstände wie Koffer, Schreibzeug und Waagen, elektrisches Spielzeug, Gallier und Römer als Zinnfiguren bis zu Ausstellungen zur Geschichte regionaler Industrieunternehmen. Etwa drei Viertel der Sonderausstellungen sind Eigenproduktionen des Museums, die anderen sind Wanderausstellungen, meist von befreundeten Museen oder Museumsvereinigungen.

### Internetangebot

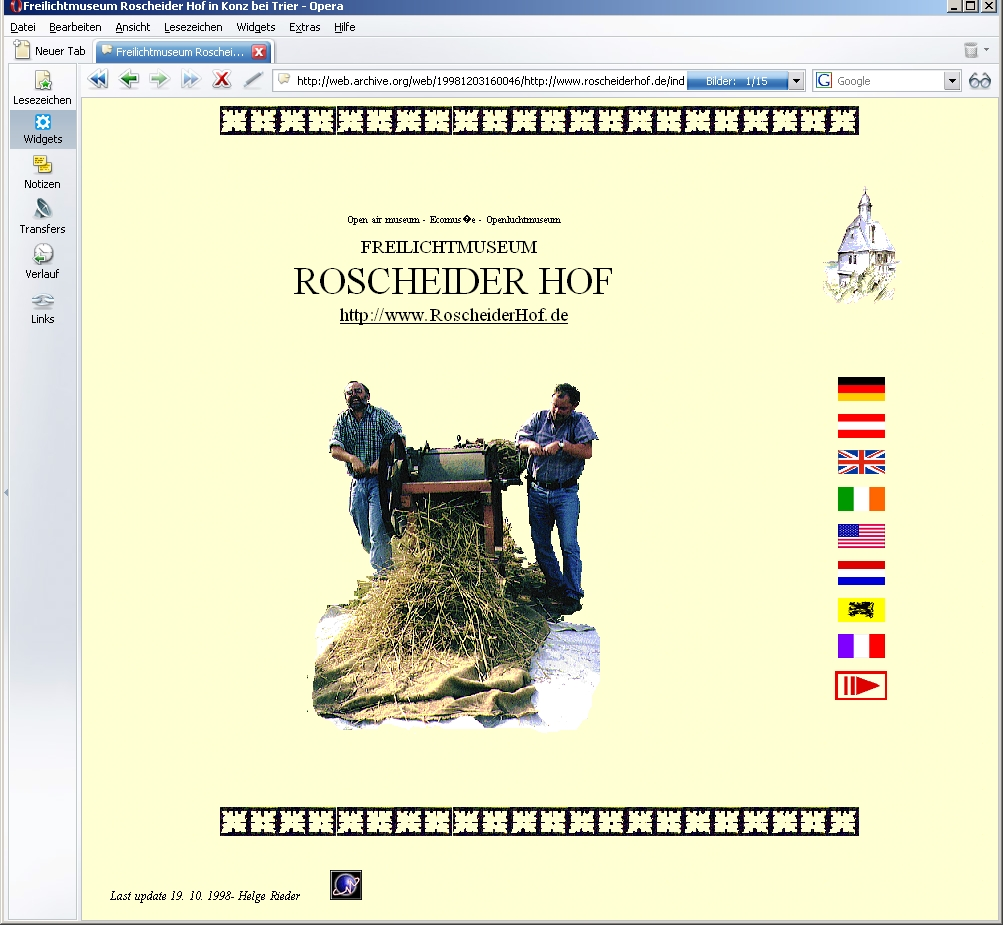
Homepage des Internetangebots 1998

Das Museum war von 1995 bis 2019 über eine Kooperation mit der Hochschule Trier seit 1995 als eines der ersten Freilichtmuseen mit einer Internetpräsenz vertreten. Sie wurde von Beginn an viersprachig (Deutsch, Englisch, Französisch, Niederländisch) angelegt. Sie lieferte nicht nur Informationen zum Museumsbesuch und eine Beschreibung des Museums, sondern Zusatzinformationen zu weiteren Themen und einen interaktiven virtuellen Museumsrundgang mit Beschreibungen von Ausstellungen und Häusern, Dokumentationen von vergangenen Sonderausstellungen sowie Videos von Ausstellungseröffnungen, Vorführungen und Museumsfesten. Eine exemplarische Dokumentation der moselfränkischen Mundart im Arbeitsgebiet des Museums umfasst über 100 Videos. Im Juni 2013 wurde die Website komplett erneuert. Im Zuge des Relaunch von 2019 wurde die Kooperation aufgelöst. Bis 2019 war die Datenbank der Kulturgüter in der Region Trier ein Bestandteil der Webseite des Roscheider Hofs.
Heute (2021) ist das Museum nicht nur mit seiner eigenen Homepage, sondern auch auf vielen Digitalkanälen und Sozialen Netzwerken wie museum-digital, Deutsche Digitale Bibliothek, europeana, instagram und facebook vertreten.